# Gótico báltico

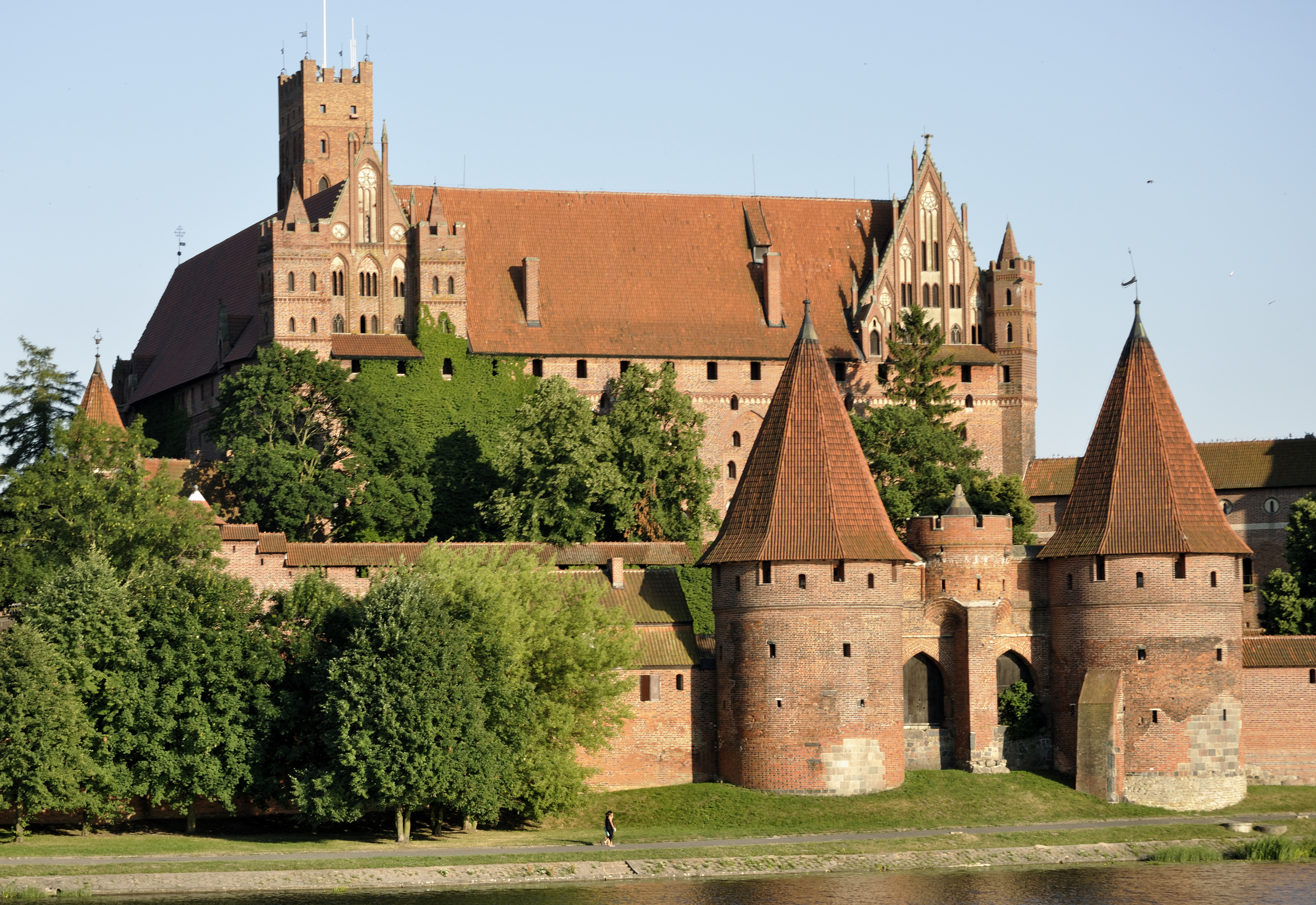
Castillo de Malbork en Polonia, sede de la Orden Teutónica, es el castillo en estilo gótico báltico más grande del mundo

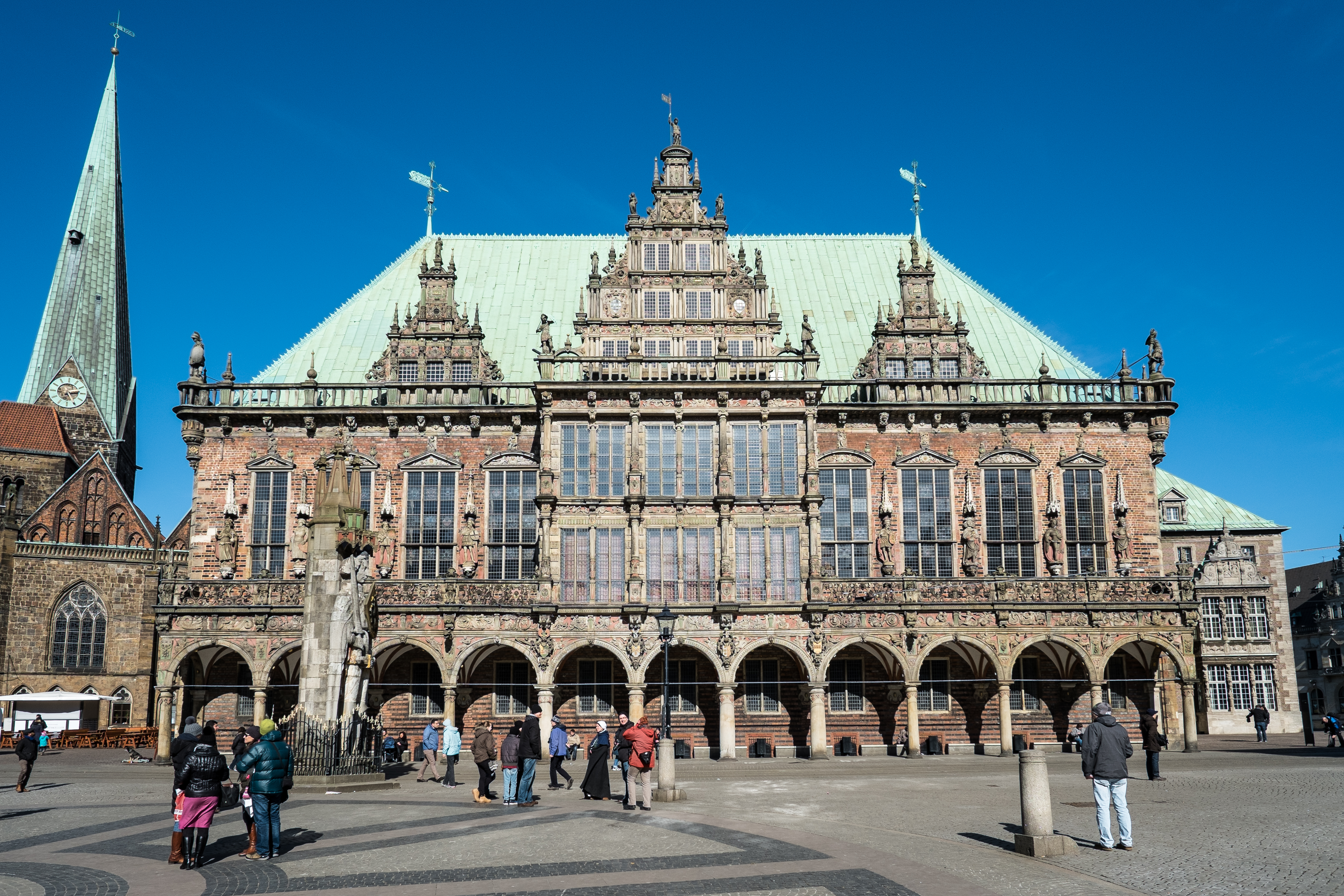
Ayuntamiento de Bremen, Alemania

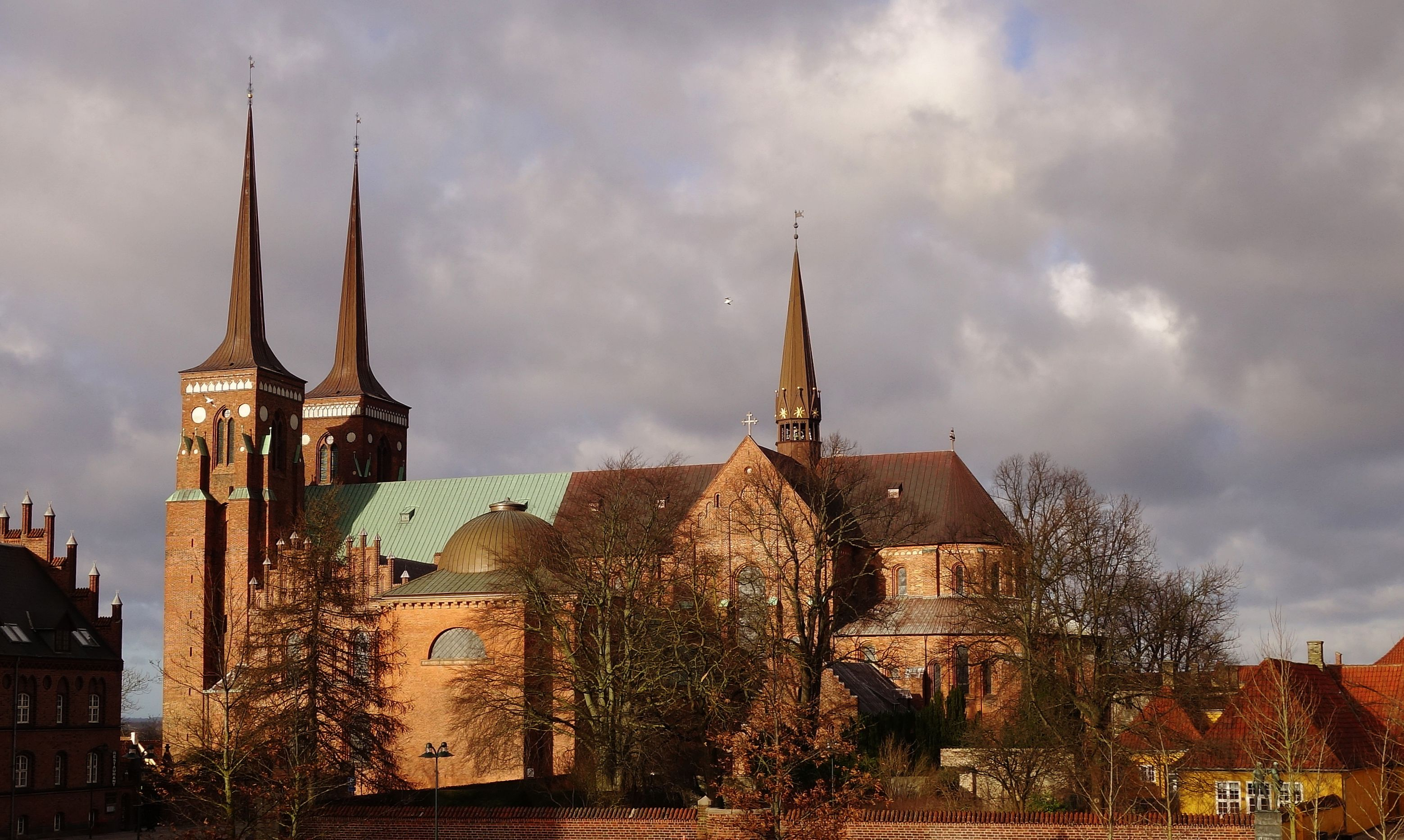
Catedral de Roskilde, hecha con ladrillos y un poco de piedra, es una mezcla de estilos románico, gótico y renacentista (patrimonio de la Humanidad desde 1995, ref. 695)

El gótico de ladrillo (en alemán: Backsteingotik, en polaco: Gotyk ceglany, en neerlandés: Baksteengotiek) es una variante de la arquitectura gótica que surgió en el norte de Europa, particularmente en el norte de Alemania y las regiones alrededor del mar Báltico. Se extendió especialmente en las ciudades culturalmente alemanas de la antigua Liga Hanseática a partir del siglo XIII y luego mucho más allá por influencia (Escandinavia, Flandes, toda Polonia, el sur de Alemania). Dado que en la región no hay muchas canteras de piedra, los edificios son esencialmente de ladrillo y el estilo de la decoración se ha adaptado a las posibilidades y a los límites de este material, dotando a esta arquitectura de una identidad muy particular. Por extensión, también se usa para las edificaciones del siglo XIX y XX de la arquitectura neogótica.
Dado que la mayor parte del gótico de ladrillo se  localiza geográficamente en las zonas ribereñas del Báltico —algo más amplia, desde el paso de Calais hasta Galitzia— ha causado que se use también la denominación gótico báltico (en alemán: Norddeutsche Backsteingotik), aunque haya otras zonas y estilos de arquitectura gótica de ladrillo en Europa, más o menos independientes, como en Italia y la región francesa de Toulouse (gótico meridional). Alrededor de una cuarta parte de la arquitectura gótica medieval de ladrillo se encuentra en los Países Bajos, en Flandes y en el Flandes francés.
Cuando en el siglo XII llegó al noroeste y centro de Europa el uso del ladrillo rojo cocido, el estilo usado correspondía al románico siendo por ello los edificios más antiguos considerados como románicos de ladrillo. En el siglo XVI, el estilo gótico de ladrillo fue reemplazado por la arquitectura renacentista de ladrillo.
El gótico de ladrillo se caracteriza por la ausencia de programas figurativas de escultura arquitectónica, que son generales en otros estilos de la arquitectura gótica. Típica de la región del mar Báltico es la subdivisión y estructuración creativa de los muros, utilizando patrones decorativos contrastando ladrillos rojos, ladrillos vidriados y enyesados blancos. Sin embargo, estas características no son omnipresentes ni exclusivas y en algunos edificios se usa una combinación de ladrillo y de piedra. Las torres de la iglesia de Santa María de Lübeck, la iglesia gótica de ladrillo más importante de la región del Báltico, tienen esquinas de sillares de granito. Muchas iglesias rurales del norte de Alemania y de Polonia tienen un diseño gótico de ladrillo a pesar de que el componente principal de sus muros sean cantos rodados.
El alcance y la variedad real de esta arquitectura de ladrillo aún no ha logrado desprenderse completamente de las opiniones publicadas a finales del siglo XIX y principios del XX, especialmente en los años cercanos al final de la Primera Guerra Mundial, cuando el estilo fue instrumentalizado políticamente.
Han sido declarados Patrimonio de la Humanidad por la UNESCO algunos edificios —castillo polaco de la Orden Teutónica de Malbork, catedral danesa de Roskilde (1995, ref. 695) y ayuntamiento alemán de Bremen— y varios centros urbanos ricos en edificios de ladrillo de estilo gótico: Lübeck, Stralsund y Wismar, en Alemania; Toruń, en Polonia (mientras que Gdańsk está incluido en la lista Indicativa); Riga, en Letonia; y Brujas, en Bélgica. En Tallin, Estonia, los edificios góticos están hechos principalmente de piedra caliza local, pero con las características del estilo báltico.

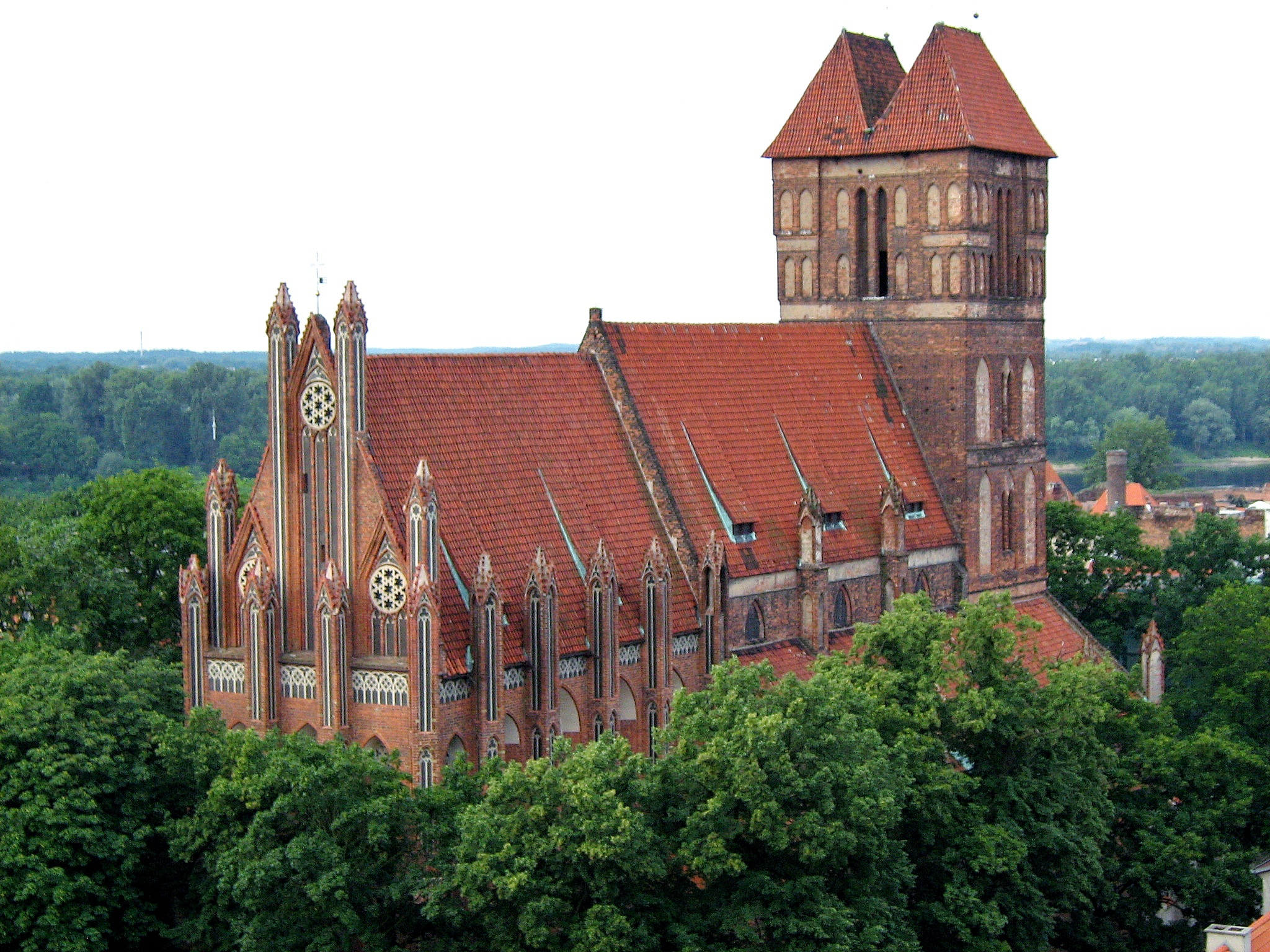
Iglesia de Santiago Apóstol de Toruń (Polonia)
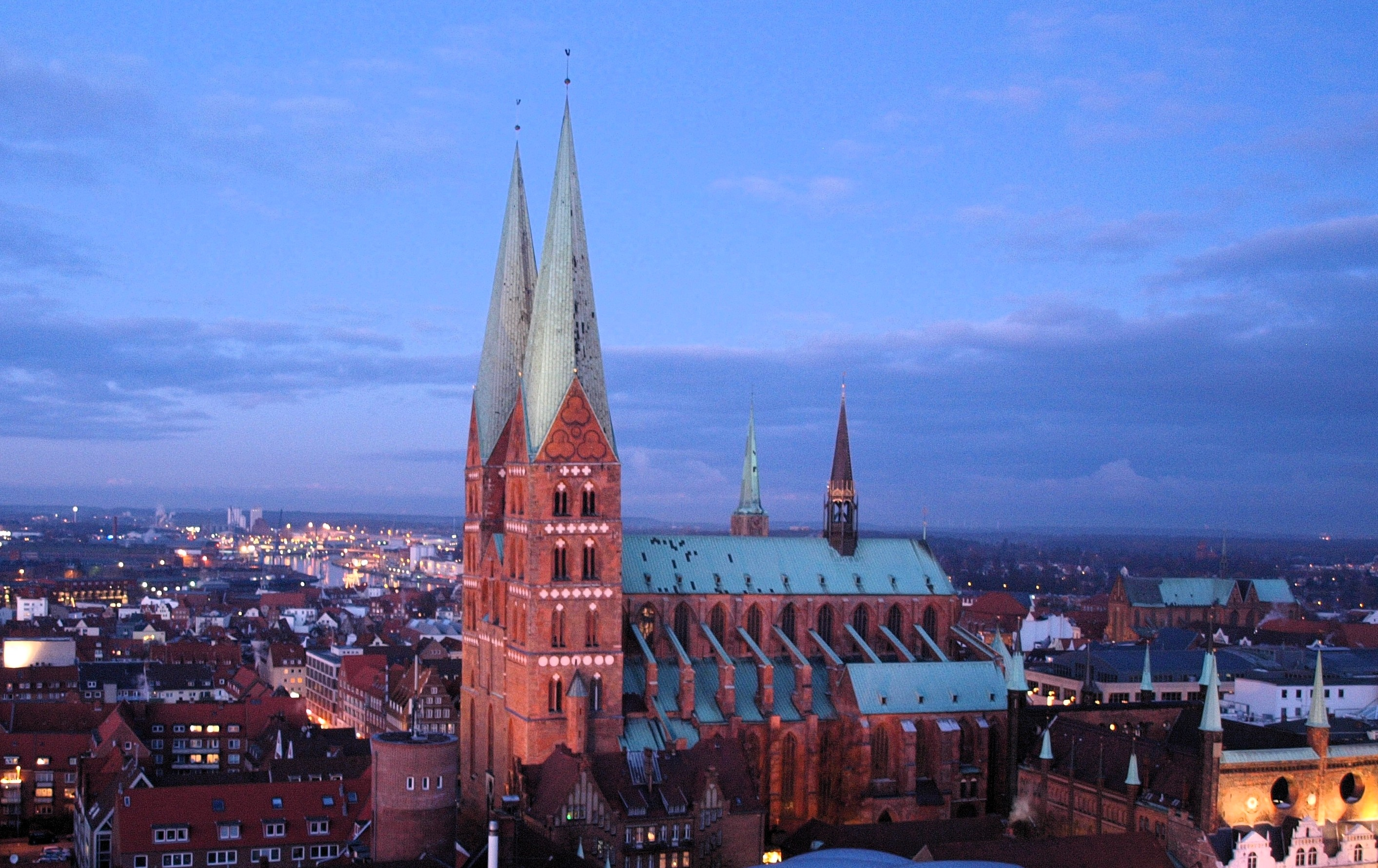
Iglesia de Santa María en Lübeck (Alemania), con ladrillo rojo y barnizado, esquinas de granito y cornisas de piedra caliza
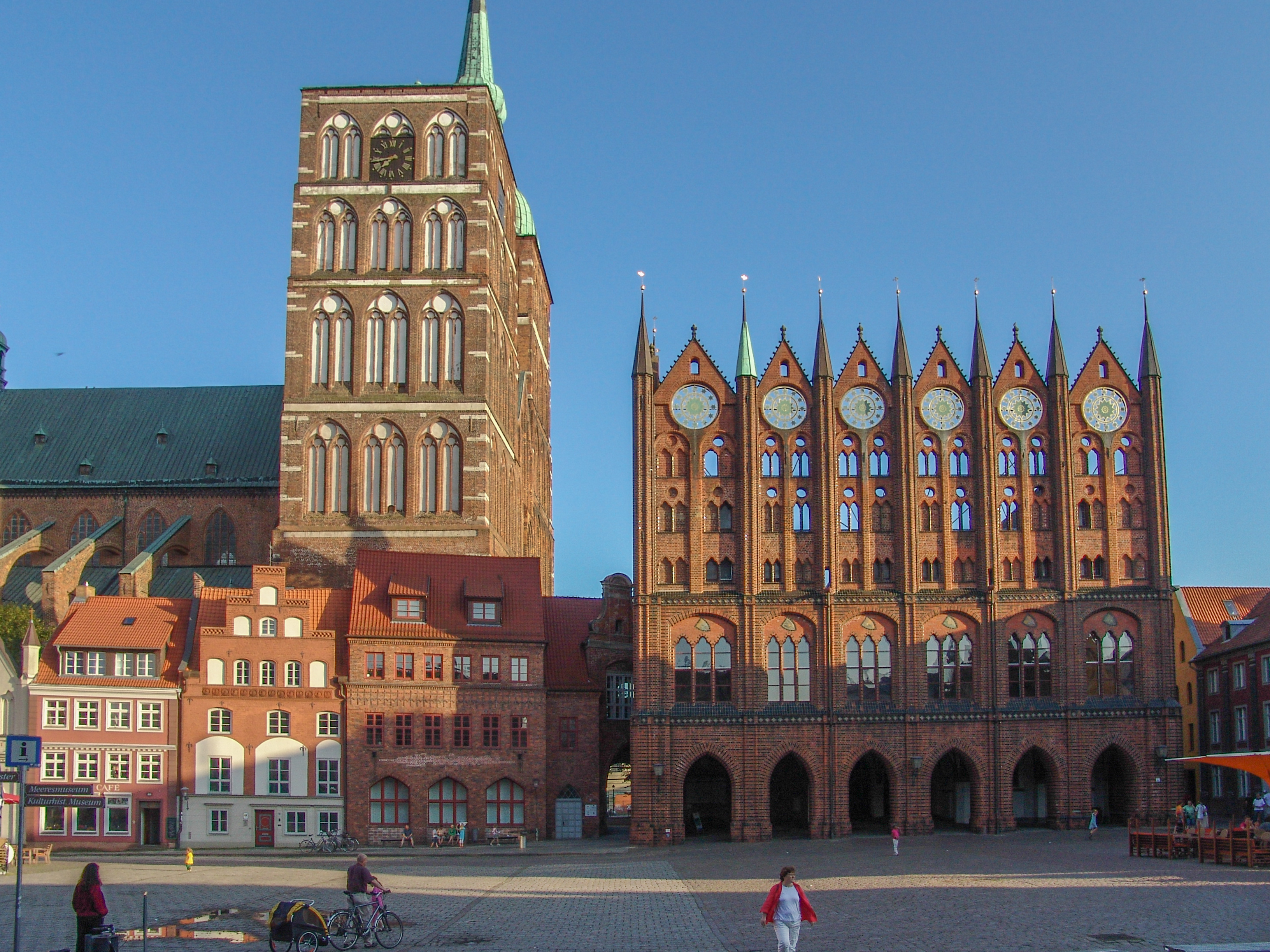
Ayuntamiento  e iglesia de San Nicolás de Stralsund (Alemania)
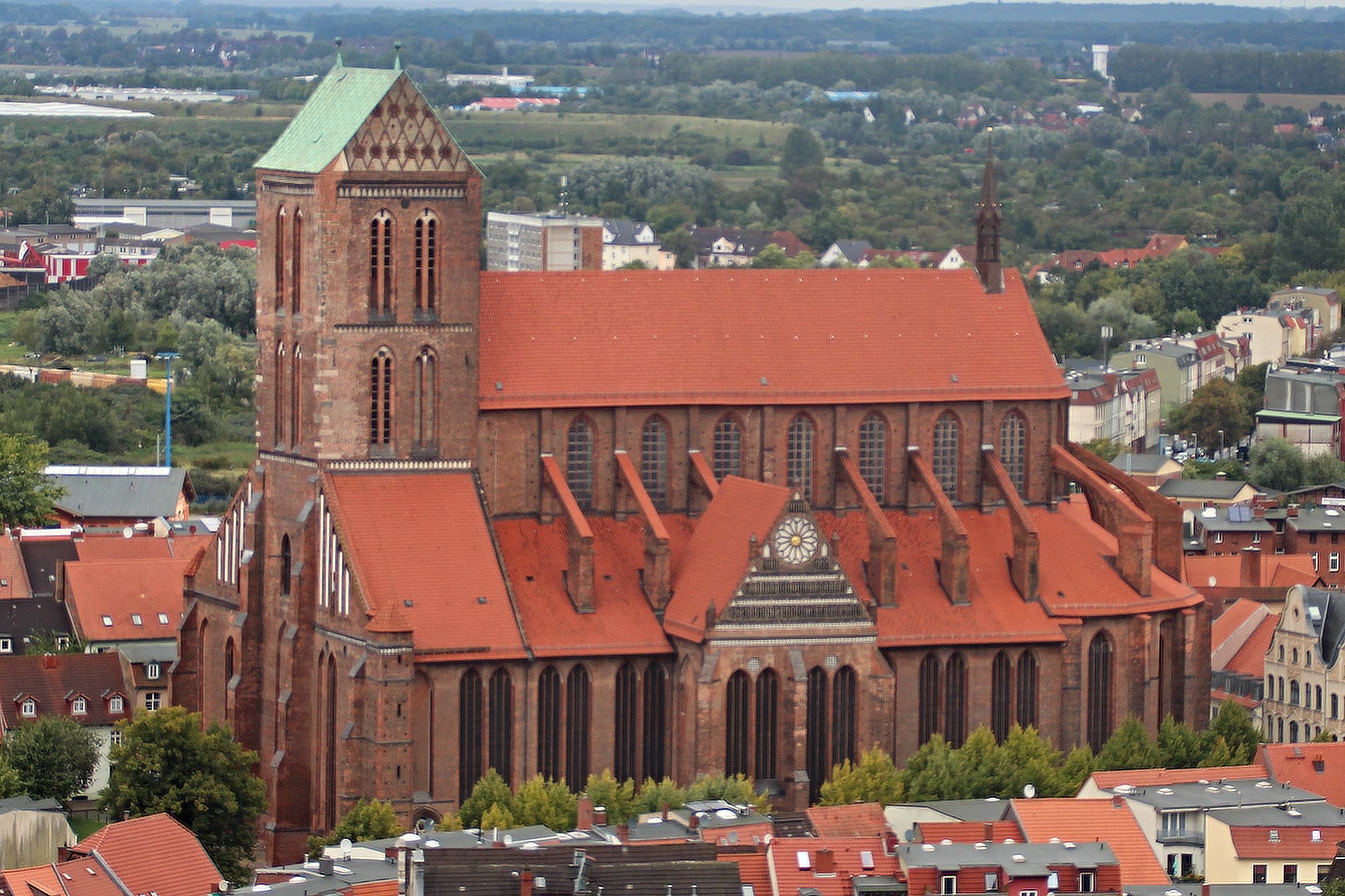
Iglesia de San Nicolás (1381-1487) de Wismar
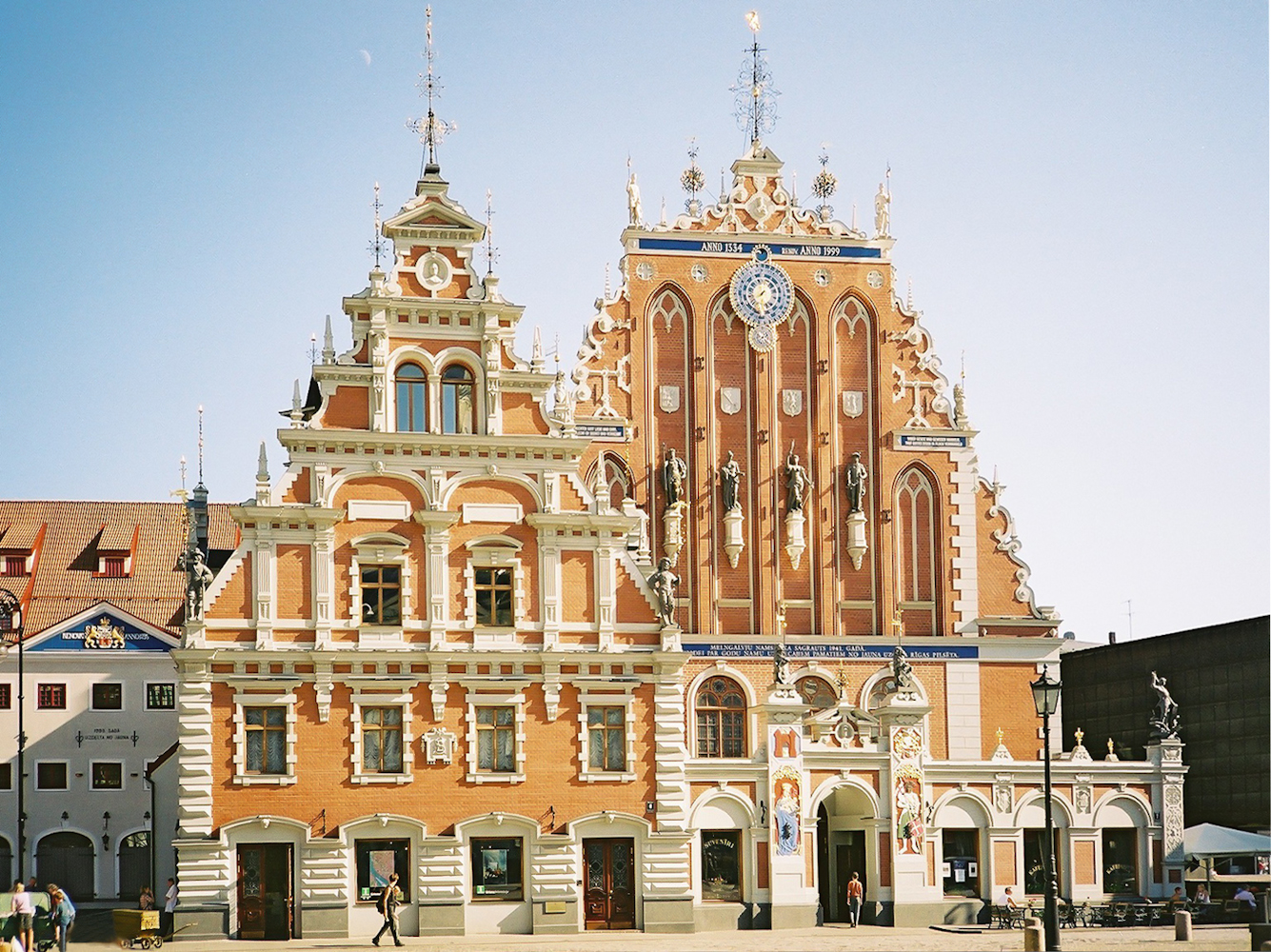
Casa de los Cabezas Negras, Riga, destruida en la II Guerra Mundial y reconstruida fidedignamente en 1999

## Relaciones de los materiales

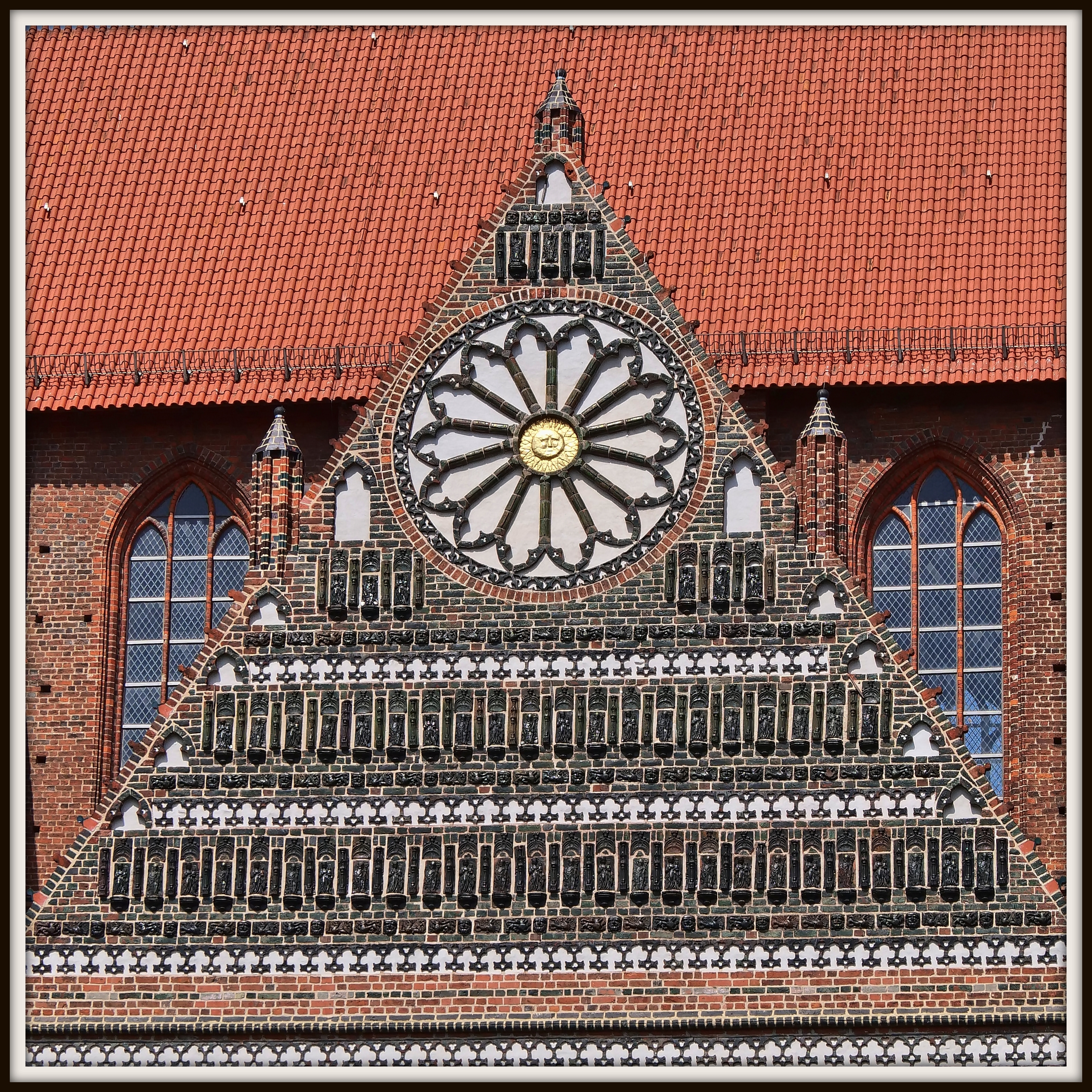
Gablete sur de la iglesia de San Nicolás de Wismar (1381-1487), con rosetón de tracería de ladrillo y galerías de figuras en relieve de terracota

Los materiales naturales para construir edificios de piedra en estas regiones eran las piedras de granito erráticas glaciales de dimensiones muy diferentes (las pequeñas se llaman piedra del campo), tufo volcánico de la montaña renana, gres de la zona alta del río Weser, caliza de Gotlandia, Olandia y Tournai. Se extendió principalmente por las ciudades culturalmente alemanas de la antigua Liga Hanseática desde el siglo XIII, y luego por influencia a Escandinavia, toda Polonia, el sur de Alemania. En unas regiones, los edificios son esencialmente de ladrillo y el estilo de decoración se ha adaptado a las posibilidades y límites de este material, dando a esta arquitectura una identidad muy particular. Pero en los edificios más caros de la costa del mar Báltico y algunos en Silesia y muchísimos edificios junta al río Weser y más occidentales hay decoraciones de piedra natural. El gótico de ladrillos es posible sin piedra natural y con piedra natural. Por otra parte, en las regiones boreales y orientales, donde pequeñas piedras erráticas eran menos caras que los ladrillos, se construyeron muchos edificios con estas piedras erráticas y decoraciones de ladrillo.

Comienzo románico y tres torres casi iguales góticas
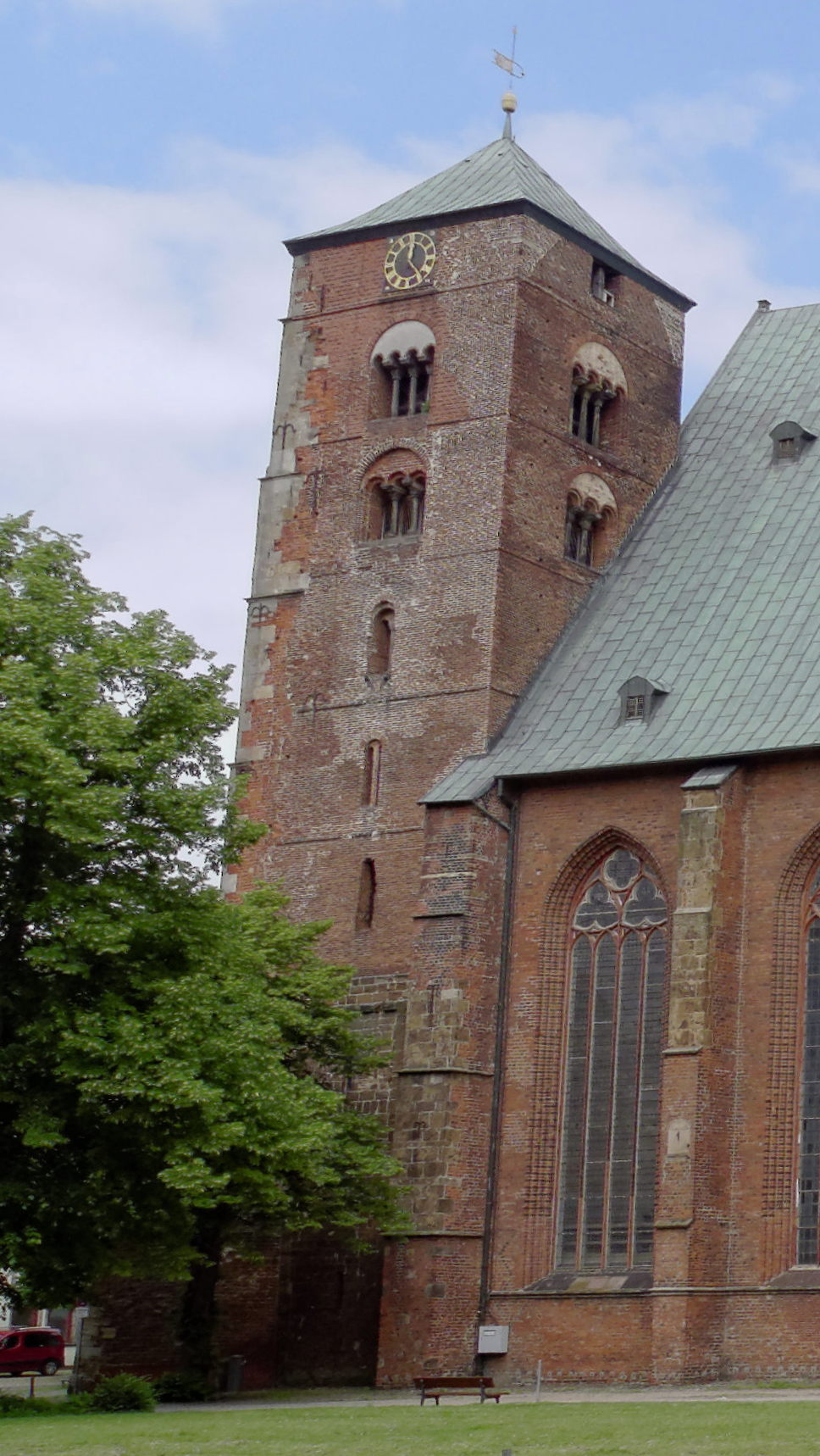
Verden, Baja Sajonia, Alemania, torre de la catedral, 1151, estilo italiano, ladrillos de norma italiana.
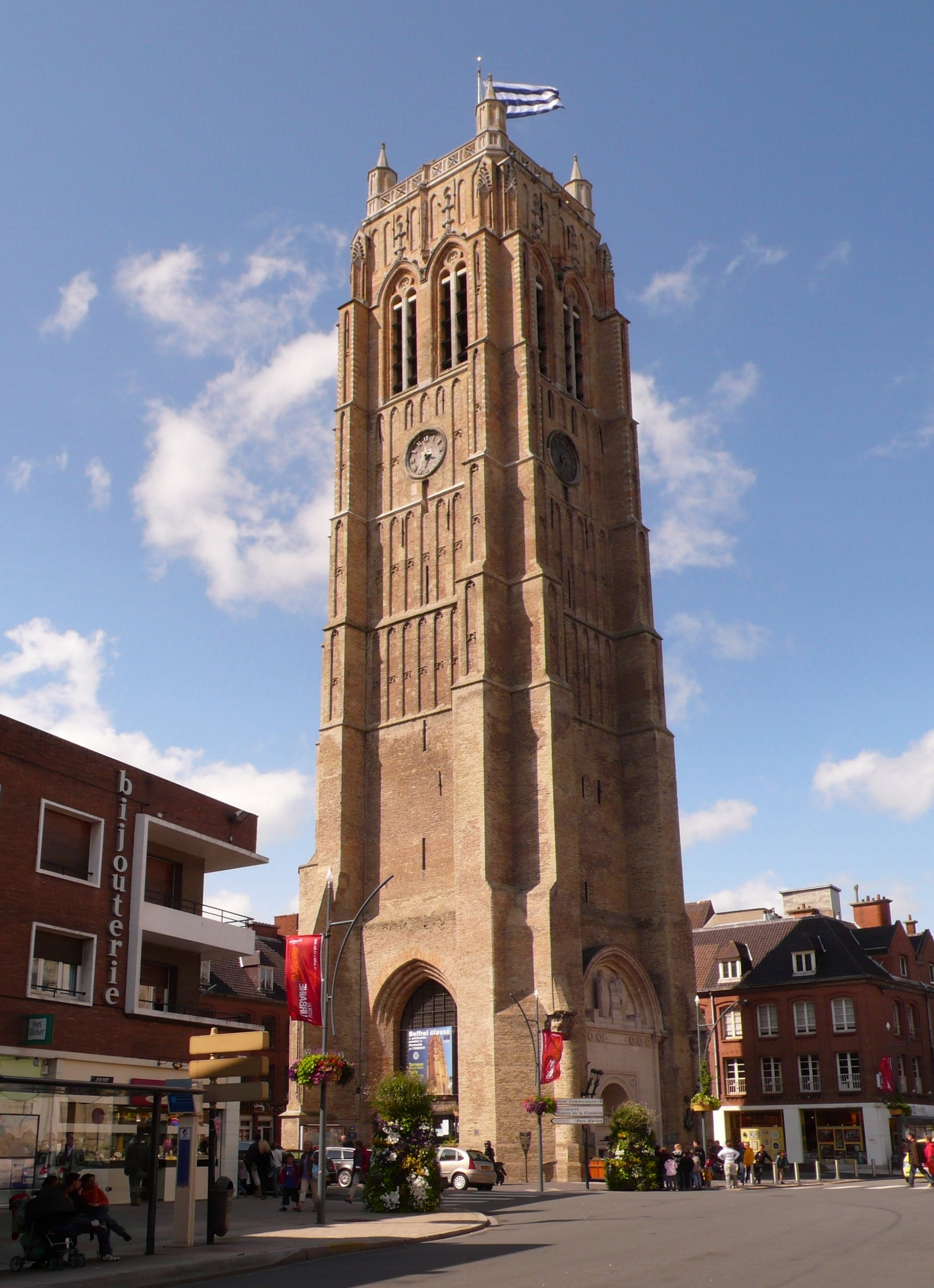
Torre campanario de Dunkerque en el Westhoek (norte de Francia).
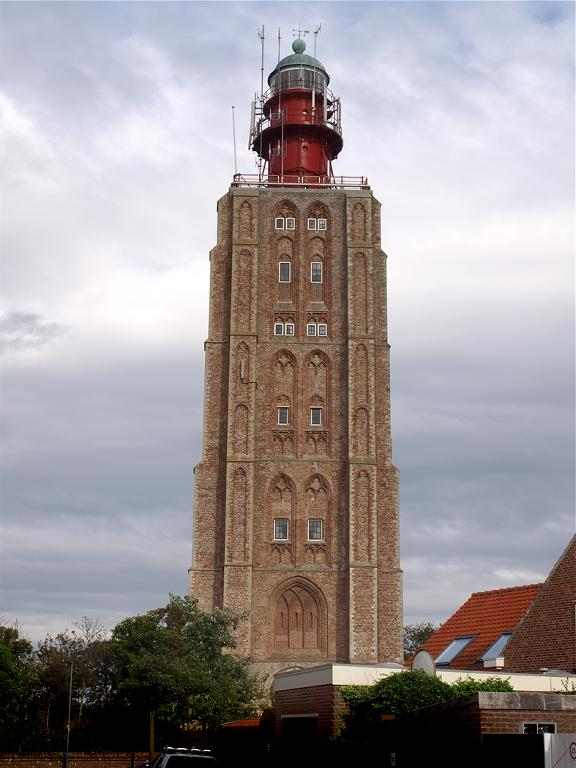
Faro (antigua torre de iglesia) Westkapelle Hoog en Zelanda, Países Bajos.
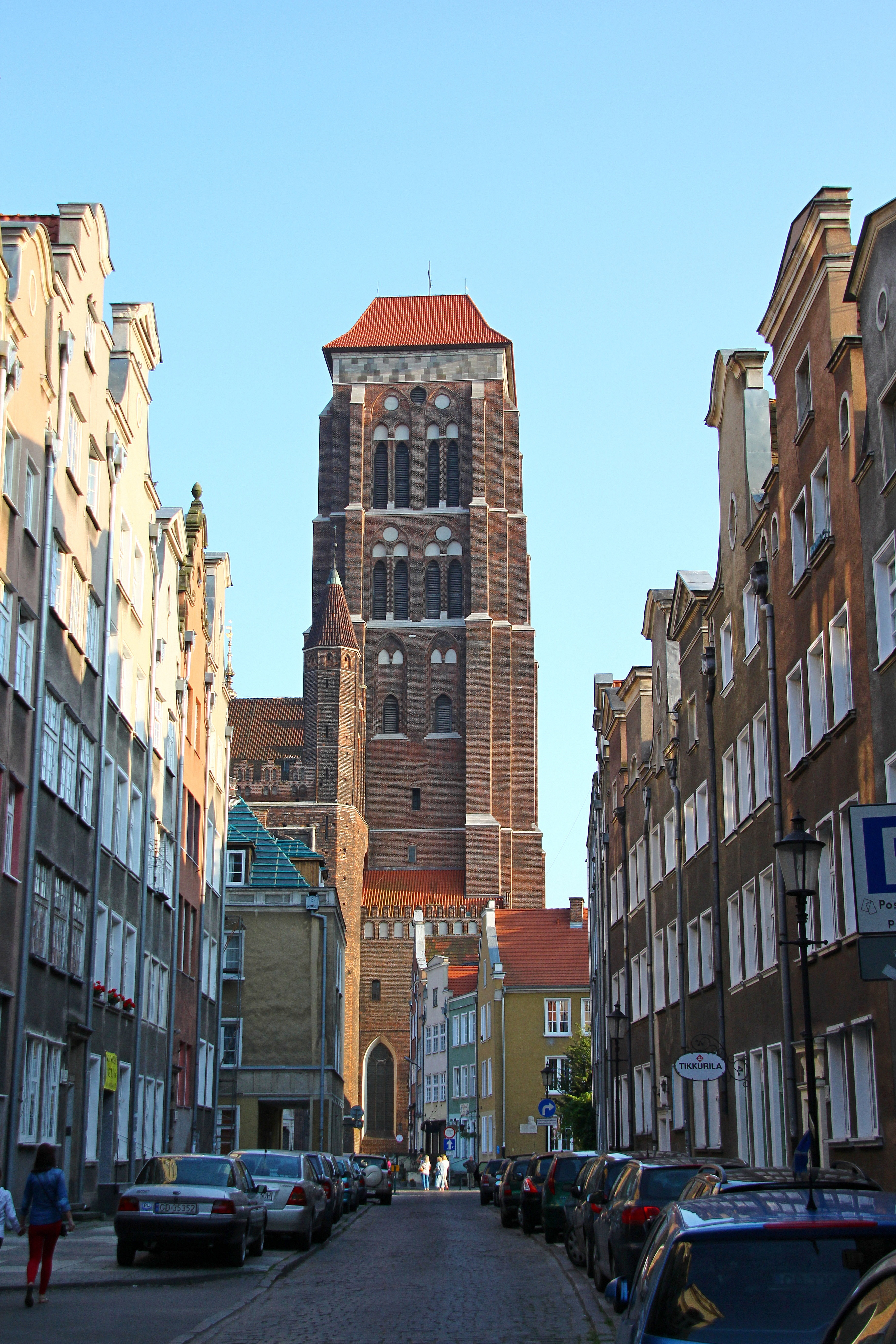
Torre de la Iglesia de Santa María de Gdańsk, Polonia.

Estructuras murales
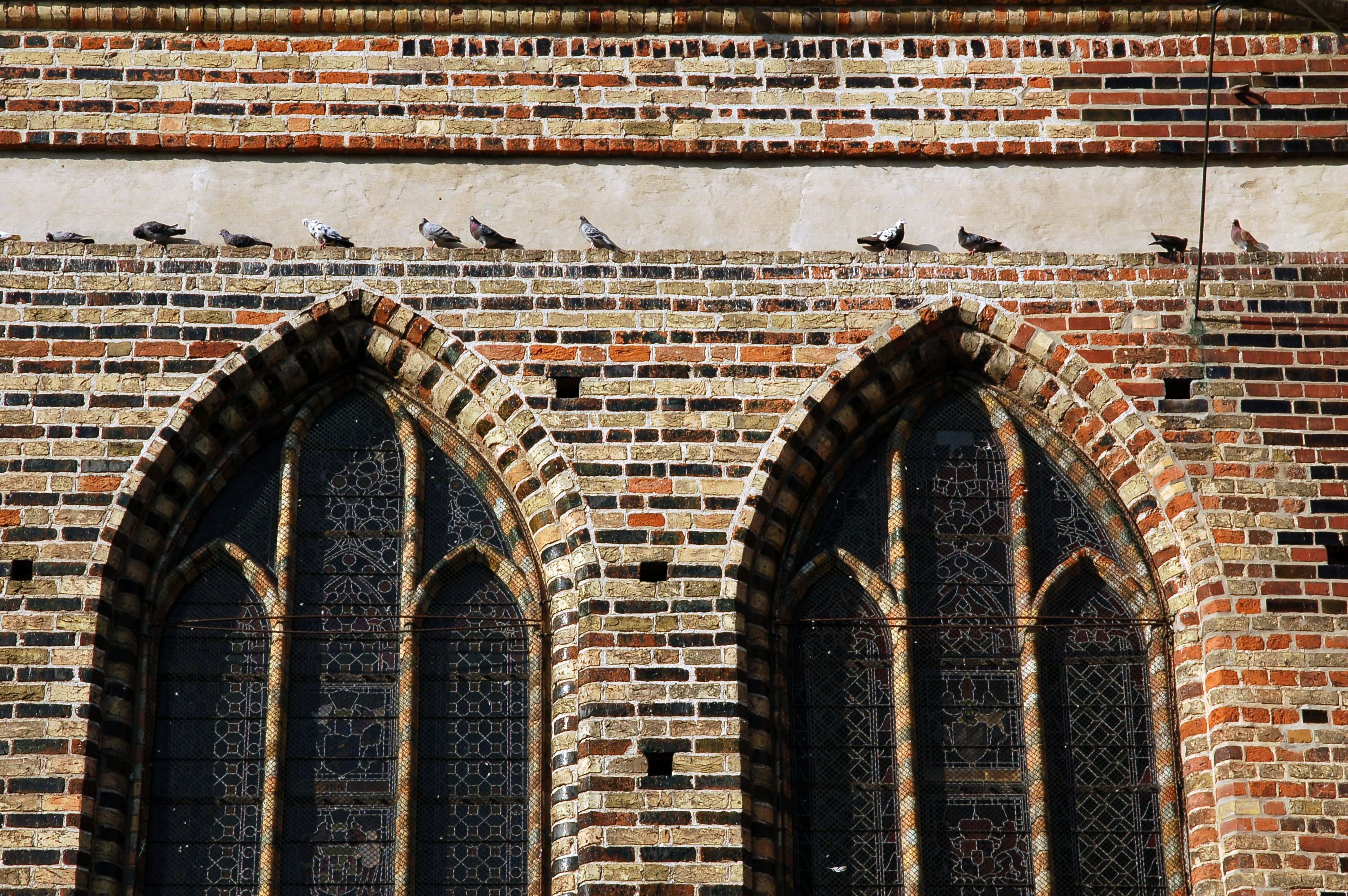
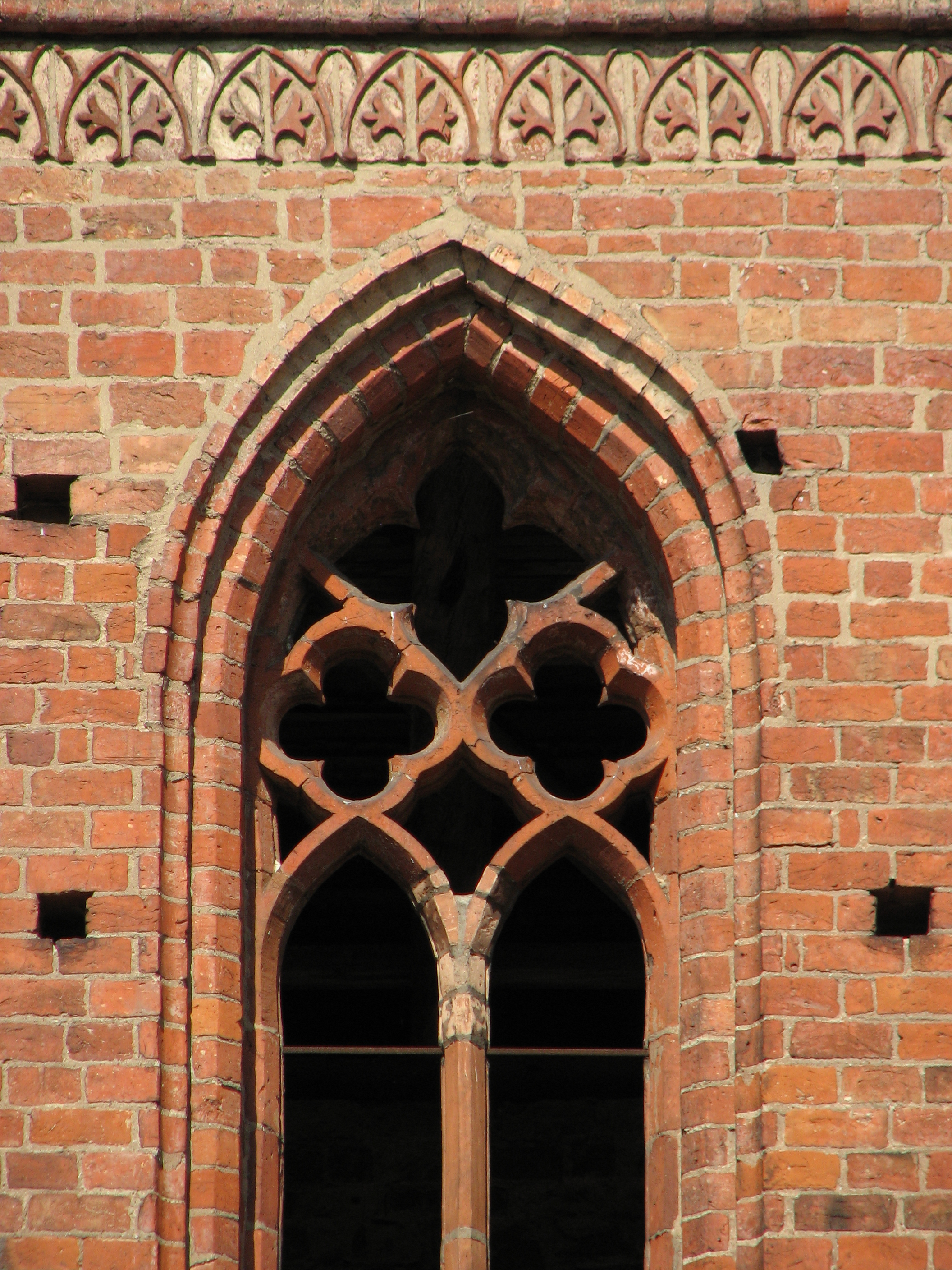
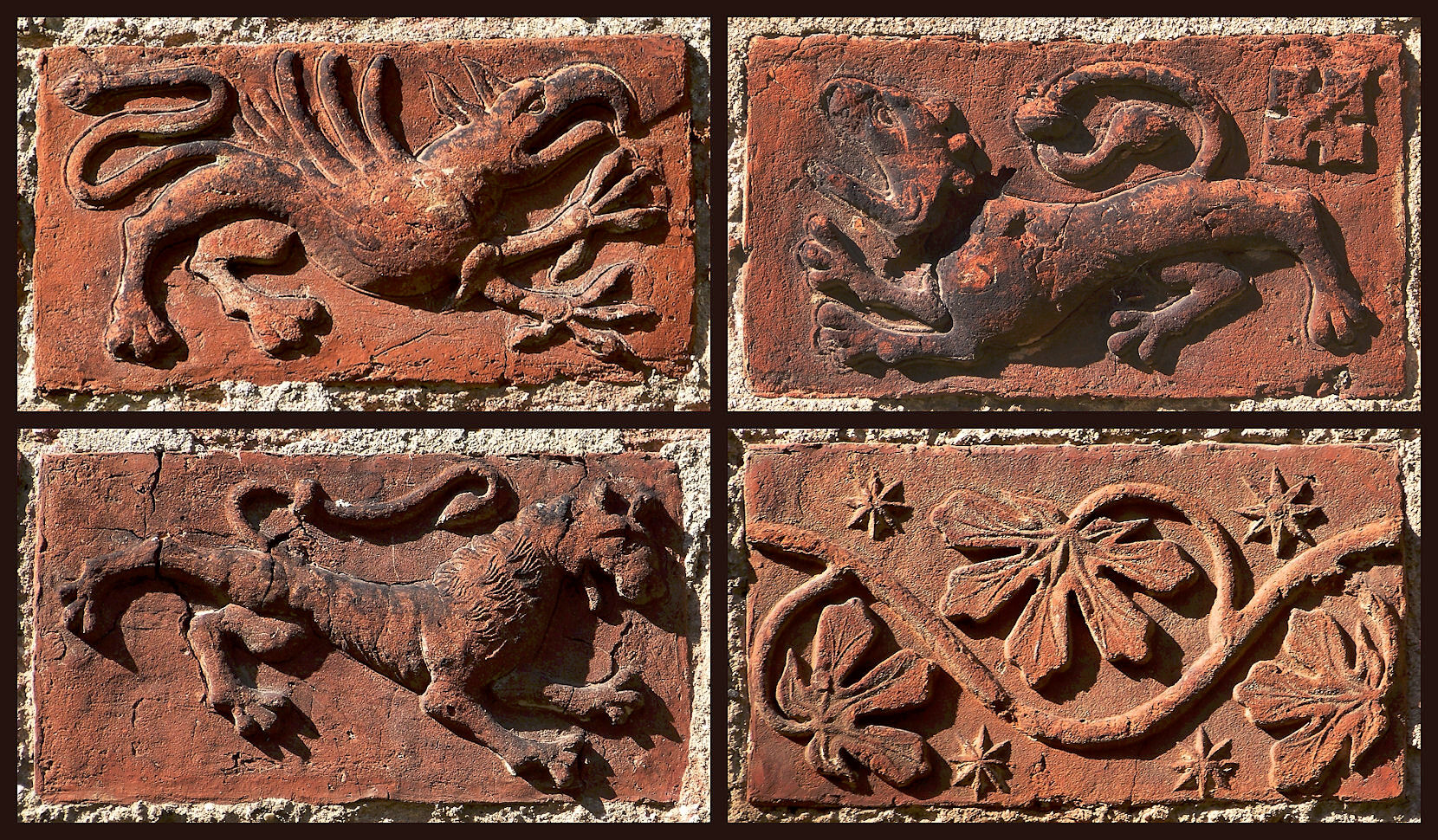
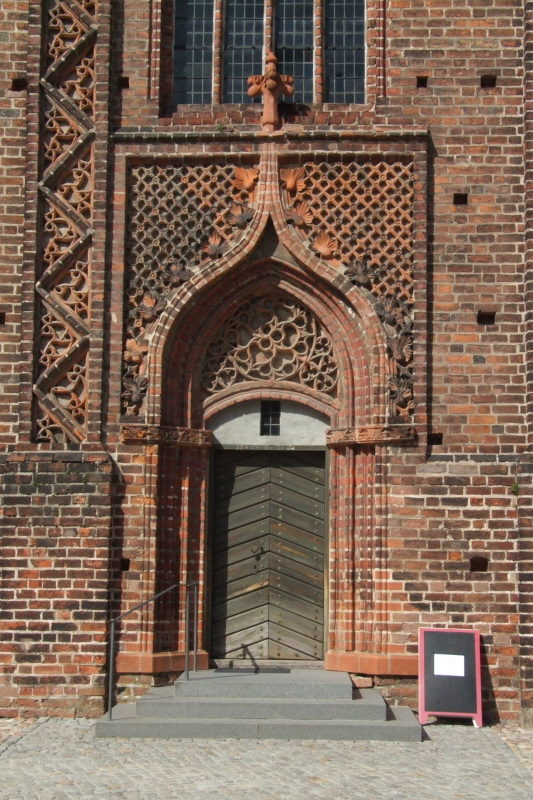
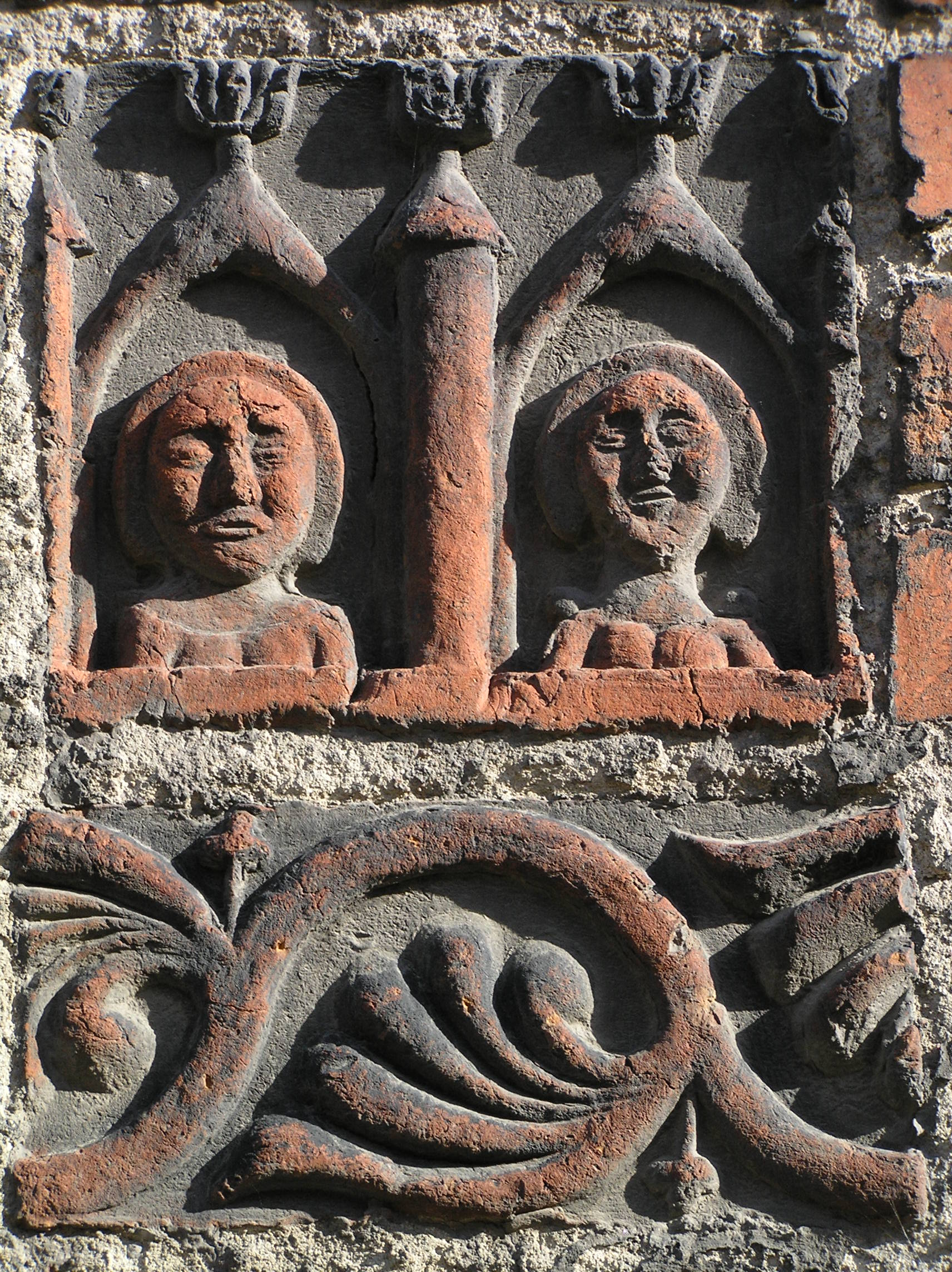
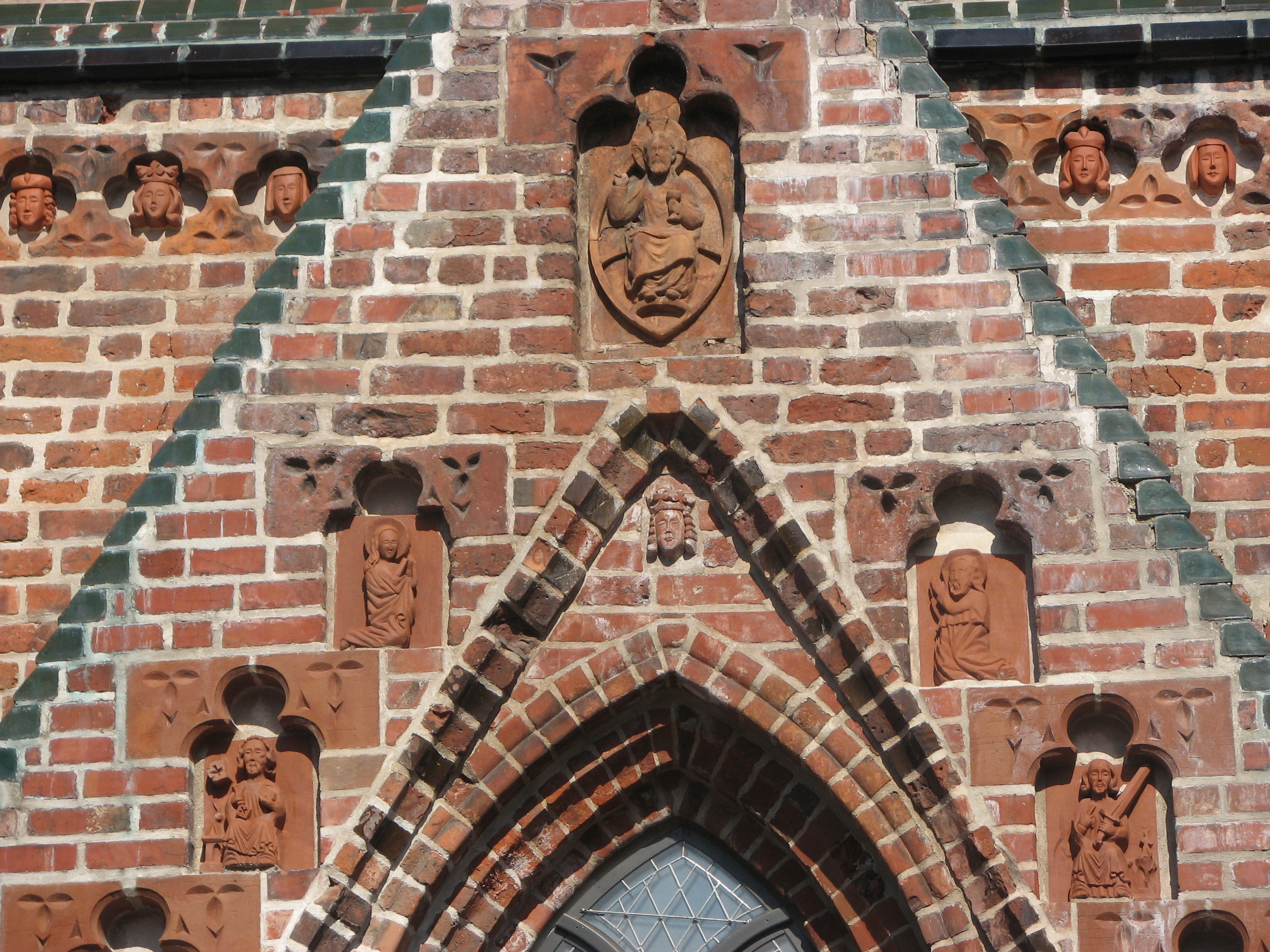
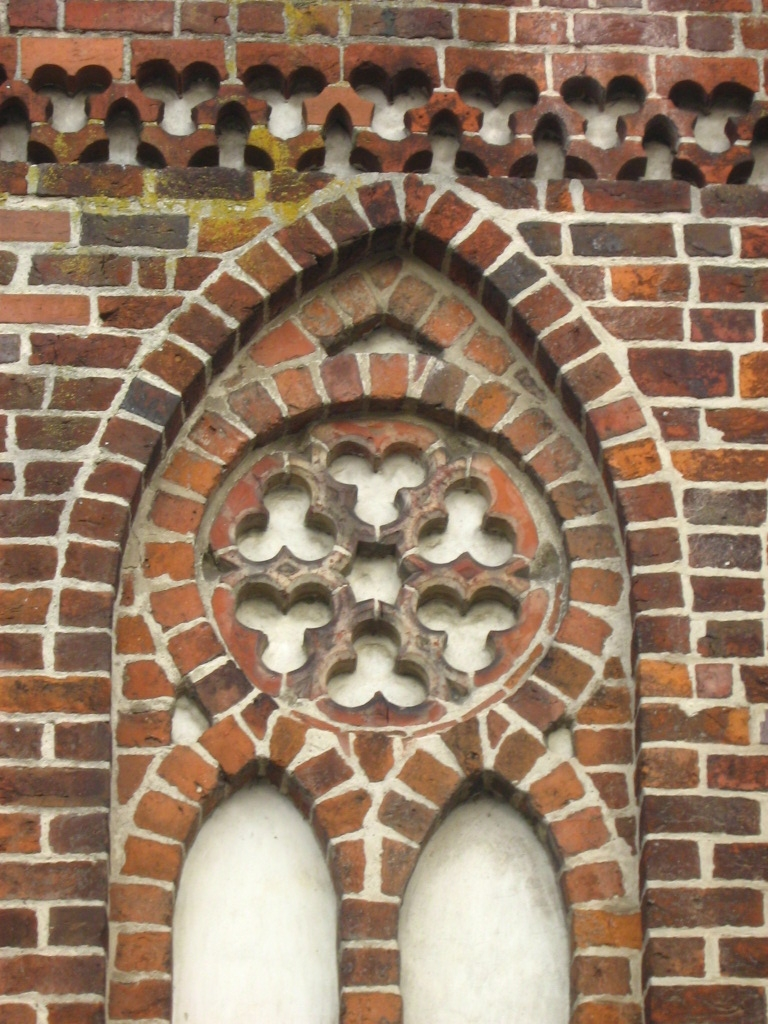
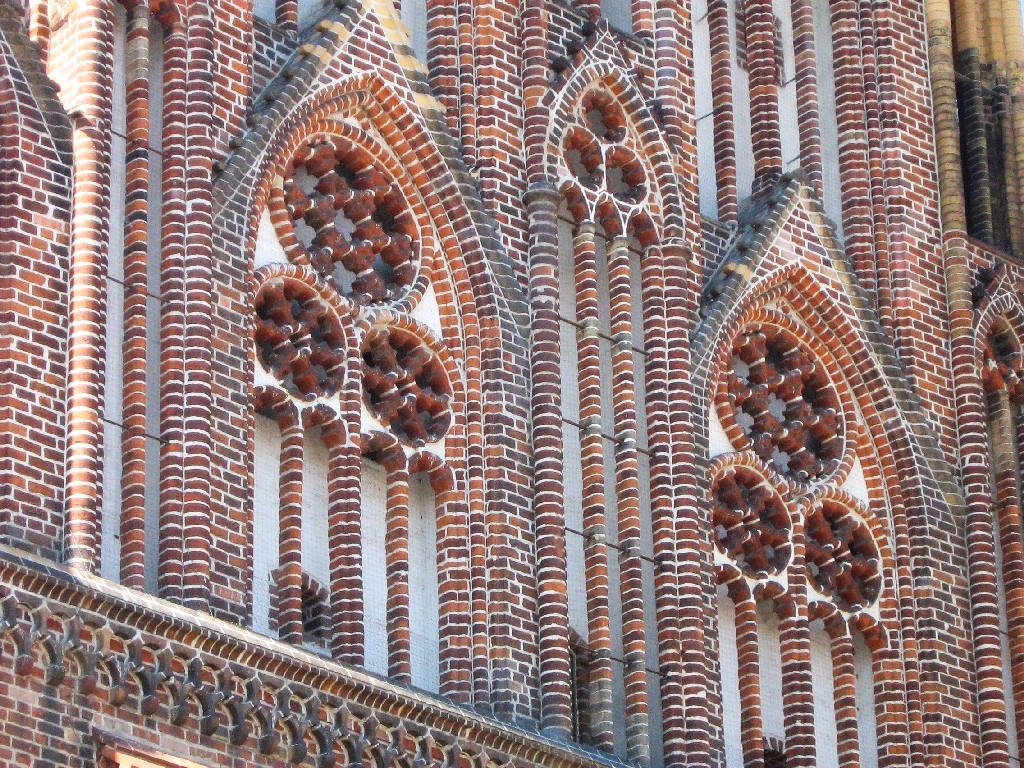

## Historia

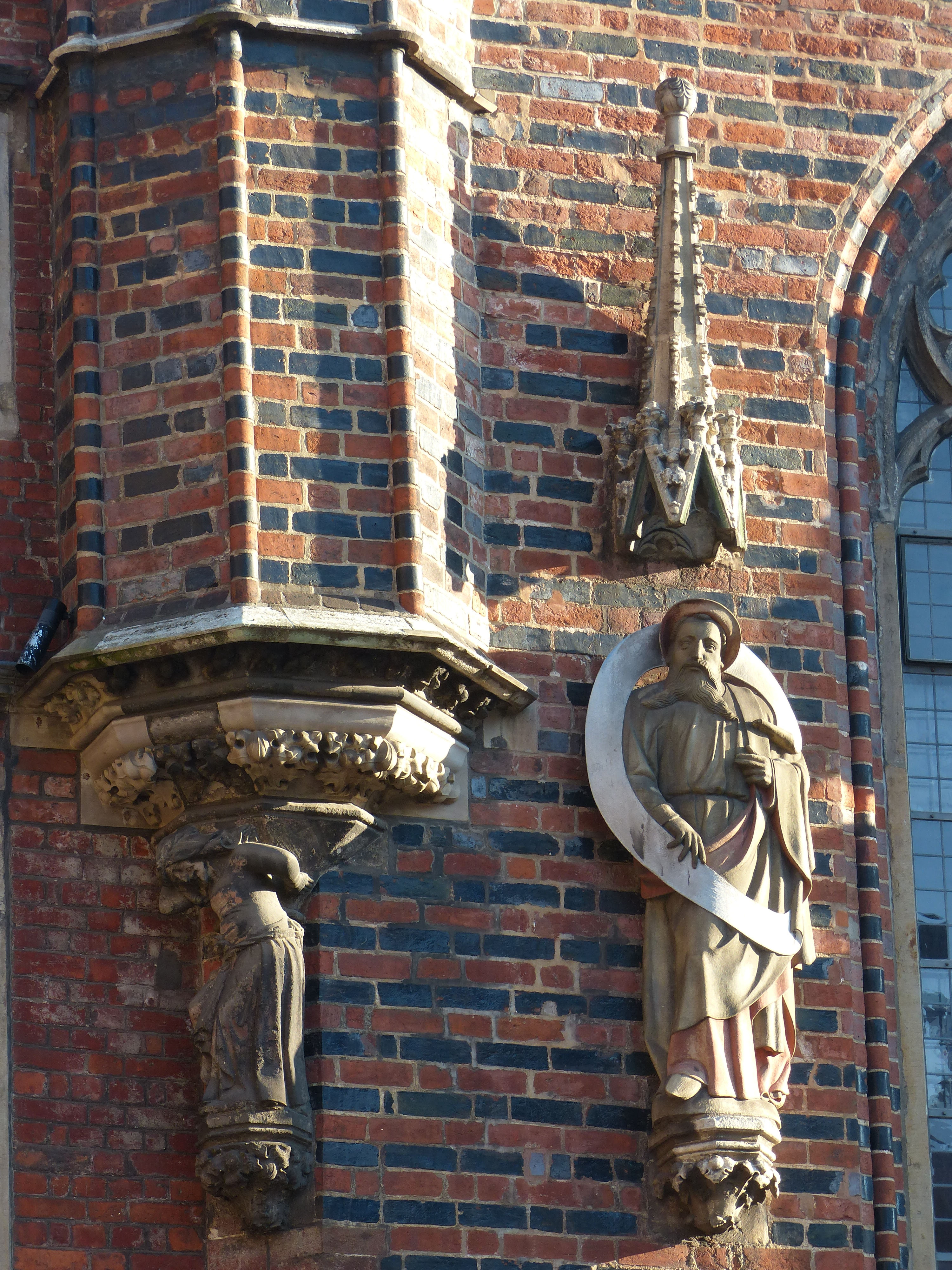
Detalle del Ayuntamiento de Bremen: ladrillos polícromos y esculturas de arenisca.

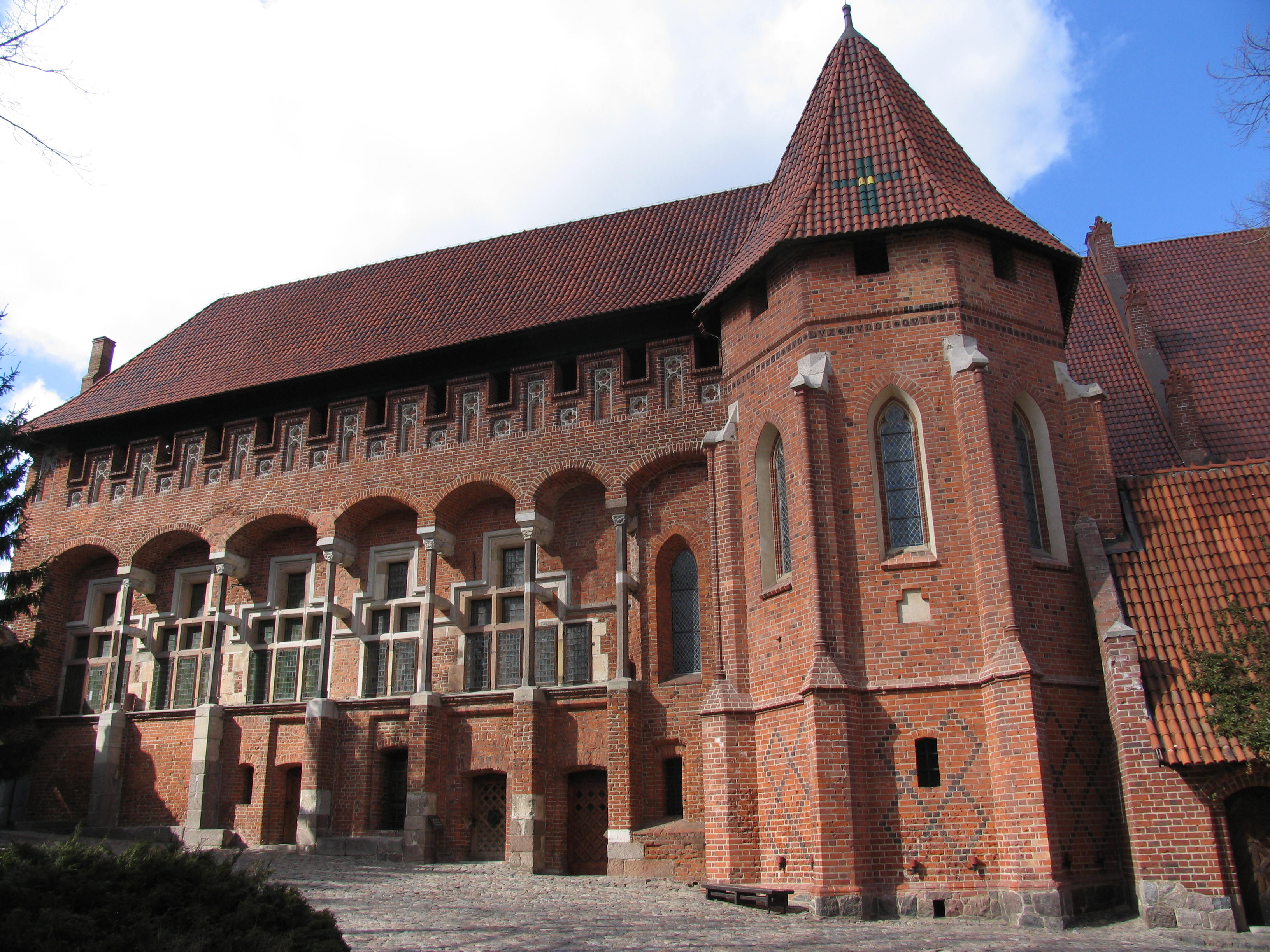
El Castillo de la Orden Teutónica de Malbork es el castillo en estilo gótico báltico más grande del mundo.

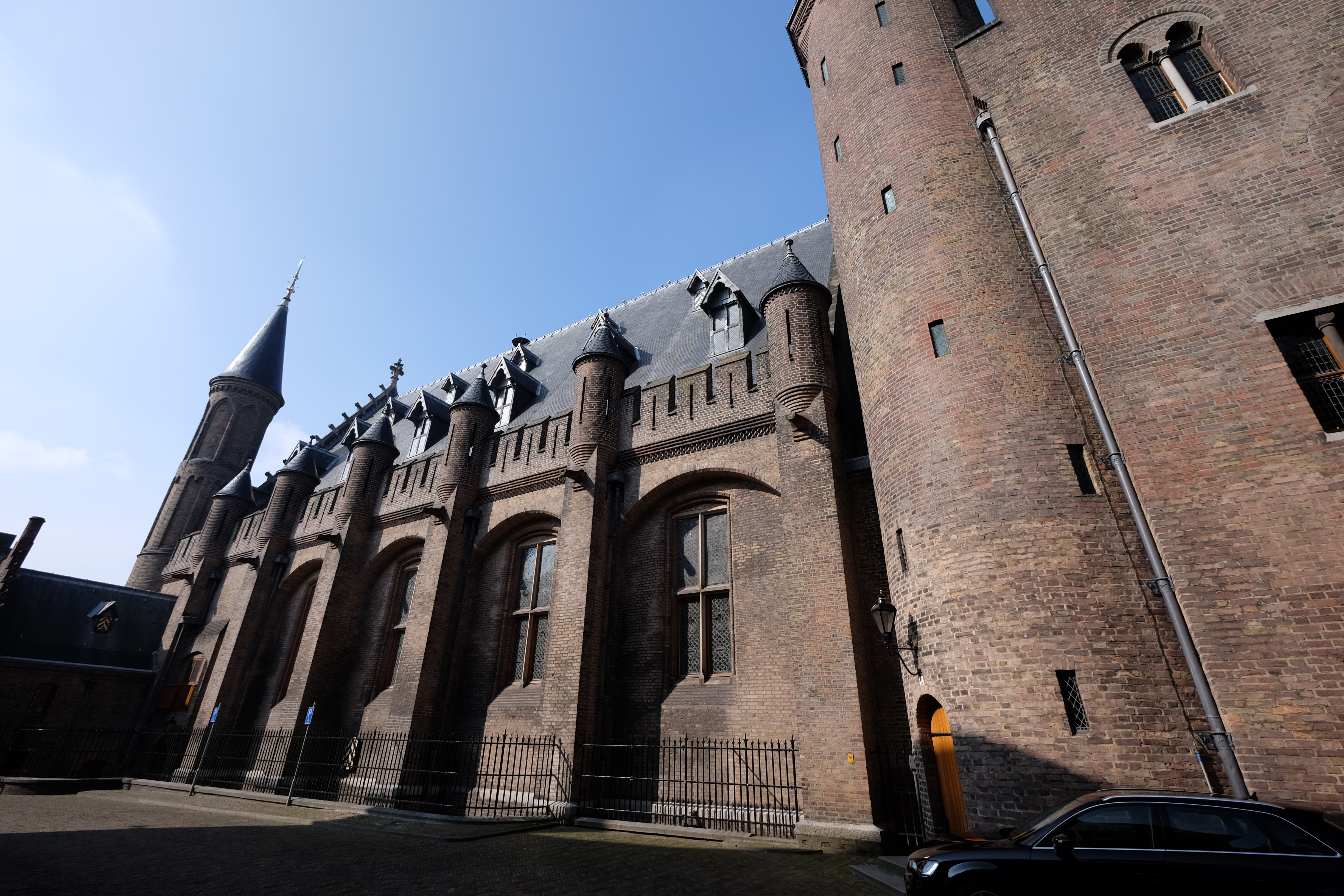
El Ridderzaal (Sala de los Caballeros) del Binnenhof en La Haya, centro del Condado de Holanda histórico y así de los Países Bajos.

La falta de piedra, abundante en otras partes de Europa, explica por qué los constructores recurrieron al uso del ladrillo. A mitad del siglo XII, durante la época de la arquitectura románica fue importado de la arquitectura lombarda y se extendió más allá del periodo gótico, cuando en el siglo XVI la zona adoptó el ladrillo para construir edificios en estilo renacentista.
En el siglo XIX, durante el auge neogótico, se volvió en el norte de Europa al gótico de ladrillos. Edificios decimonónicos en este estilo se hallan en el norte de Alemania, Escandinavia, Polonia y otros países europeos.
El ladrillo ya se había introducido en Alemania con la antigua arquitectura romana (como en Tréveris), y después en la arquitectura carolingia aún se hacía un uso más o menos importante. Pero antes del siglo XII, el empleo de este material se redujo en gran medida (la arquitectura otoniana prácticamente solo usaba piedra), y no existía en las regiones del mar Báltico. El uso de ladrillos cocidos en el norte de Europa fue importado de Italia, con todas las técnicas avanzadas y la mayoría de las formas decorativas del siglo XII. Muchos elementos del estilo salidos de la arquitectura románica de ladrillo del norte de Alemania y Dinamarca se han perpetuado y transcrito en el gótico de ladrillo. La transición al gótico tuvo lugar en el siglo XIII, incorporando las estructuras del gótico francés (y algunas influencias del gótico escaldino de Flandes, que es en piedra), pero para llevar a la formación de un nuevo y muy original estilo. Por otro lado, donde el gótico de piedra y el gótico de ladrillo son vecinos, las diferencias pueden ser muy grandes, como entre el Ayuntamiento de Brujas y las salas de mercado de Brujas, o podrían ser mínimas, como entre la Iglesia de San Juan de Gotinga y la Iglesia en el mercado (en alemán,Marktkirche) de Hannover. Y edificios separados por grandes distancias, pueden ser muy similares.
Este estilo se caracteriza por la rareza de las esculturas, generalizadas en otros estilos góticos, y por la subdivisión creativa de los muros mediante el contraste entre ladrillos rojos, esmaltes negros y yeso blanco. Los edificios de estilo gótico báltico tienen la particularidad de estar a menudo construidos enteramente de ladrillo, con pocas inclusiones de piedra para las partes delicadas (columnas, arcos de bóveda, parteluces, tracería de ventanas y gabletes), que a menudo también están hechos en ladrillo con formas adaptadas, a diferencia de la arquitectura gótica de ladrillos de otras regiones de Europa, que generalmente incluyen un poco más de piedra. Las casas están dotadas a menudo de un "piñón escalonado".

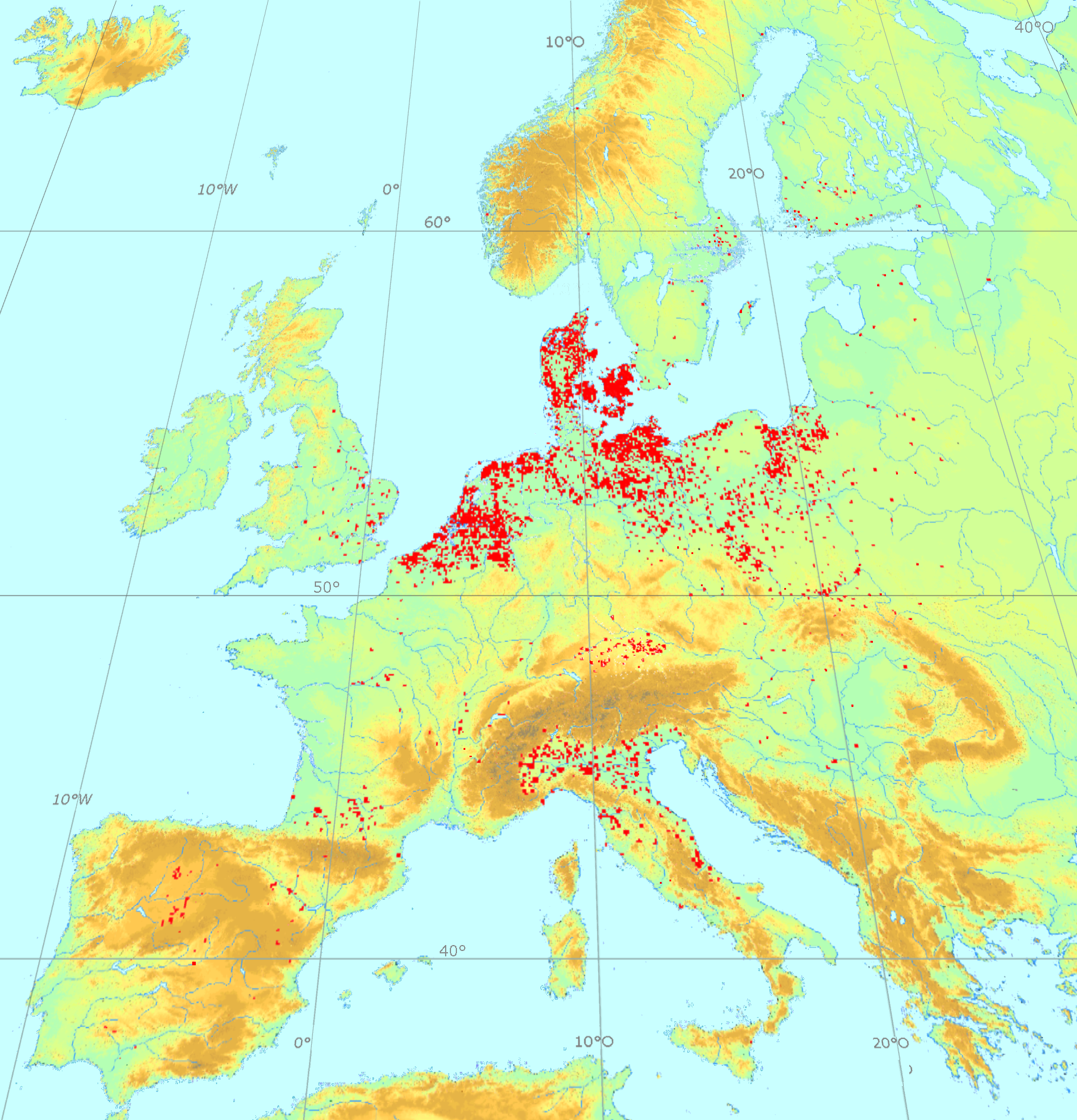
Geografía de la arquitectura gótica de ladrillo en Europa

Cuando la arquitectura renacentista relevó en el siglo XVI a la arquitectura gótica, el uso de ladrillos disminuyó en unas regiones, pero creció en otras, especialmente en Francia.

## Ubicaciones
Varios centros de ciudad ricos en edificios de estilo gótico de ladrillo están clasificados como Patrimonio Mundial de la UNESCO: Lübeck, Stralsund y Wismar en Alemania; Torun en Polonia (Gdansk, está en la lista indicativa); Riga en Letonia; y Brujas en Bélgica. En Tallin, Estonia, los edificios góticos son principalmente de piedra caliza local, pero con el estilo báltico. Algunos edificios que presentan este estilo también se clasifican de forma independiente: la Fortaleza Teutónica de Marienburg en Polonia; la catedral de Roskilde en Dinamarca; y el Ayuntamiento de Bremen en Alemania; el Conjunto del Palacio de Mir en Bielorrusia.

## Ejemplos por países

### Dinamarca y Suecia
- Catedral de San Clemente de Aarhus
- Catedral de San Canuto de Odense
- Catedral de Roskilde

Arquitectura gótica de ladrillo de Dinamarca
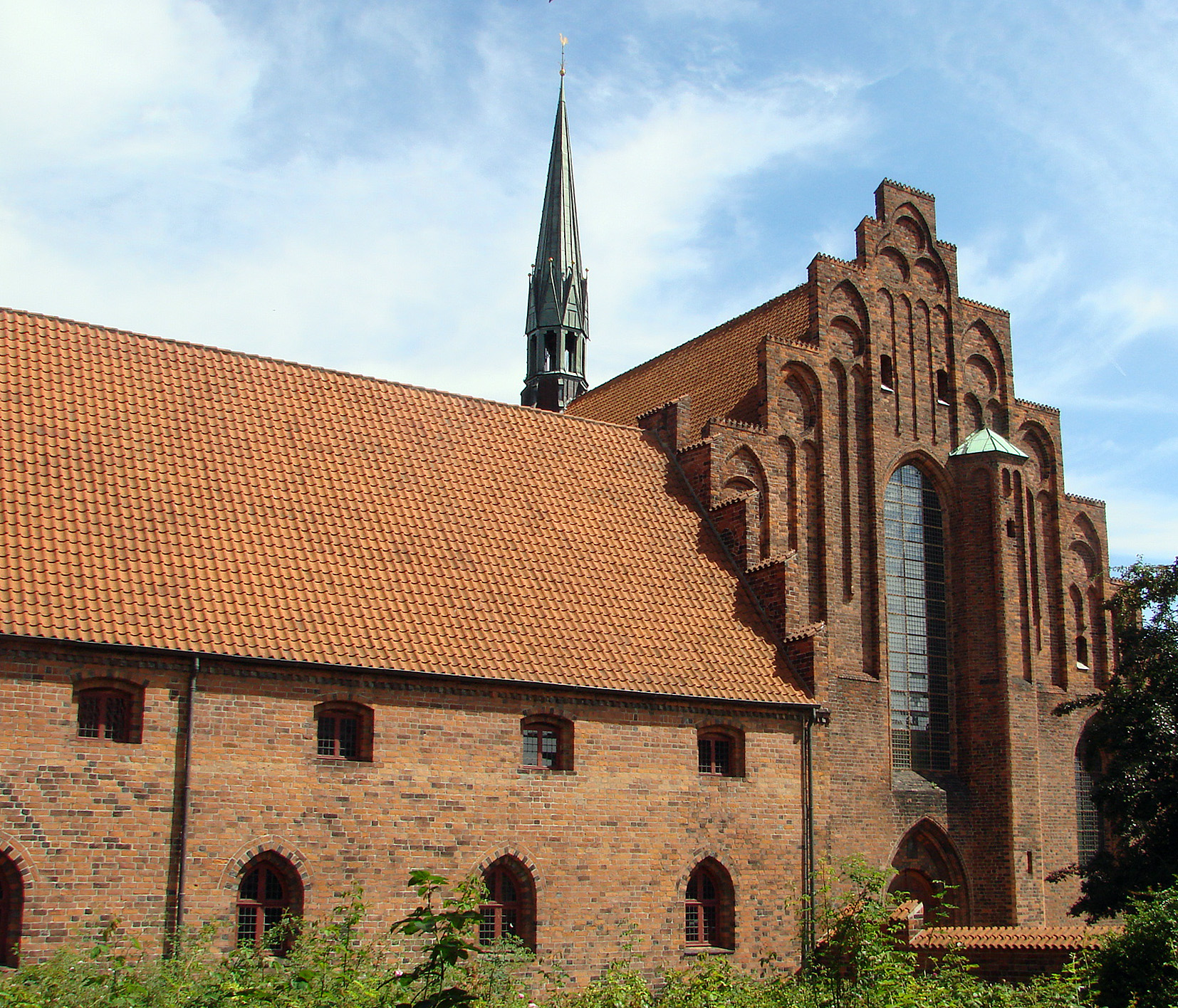
Helsingør, antiguo monasterio de las Carmelitas
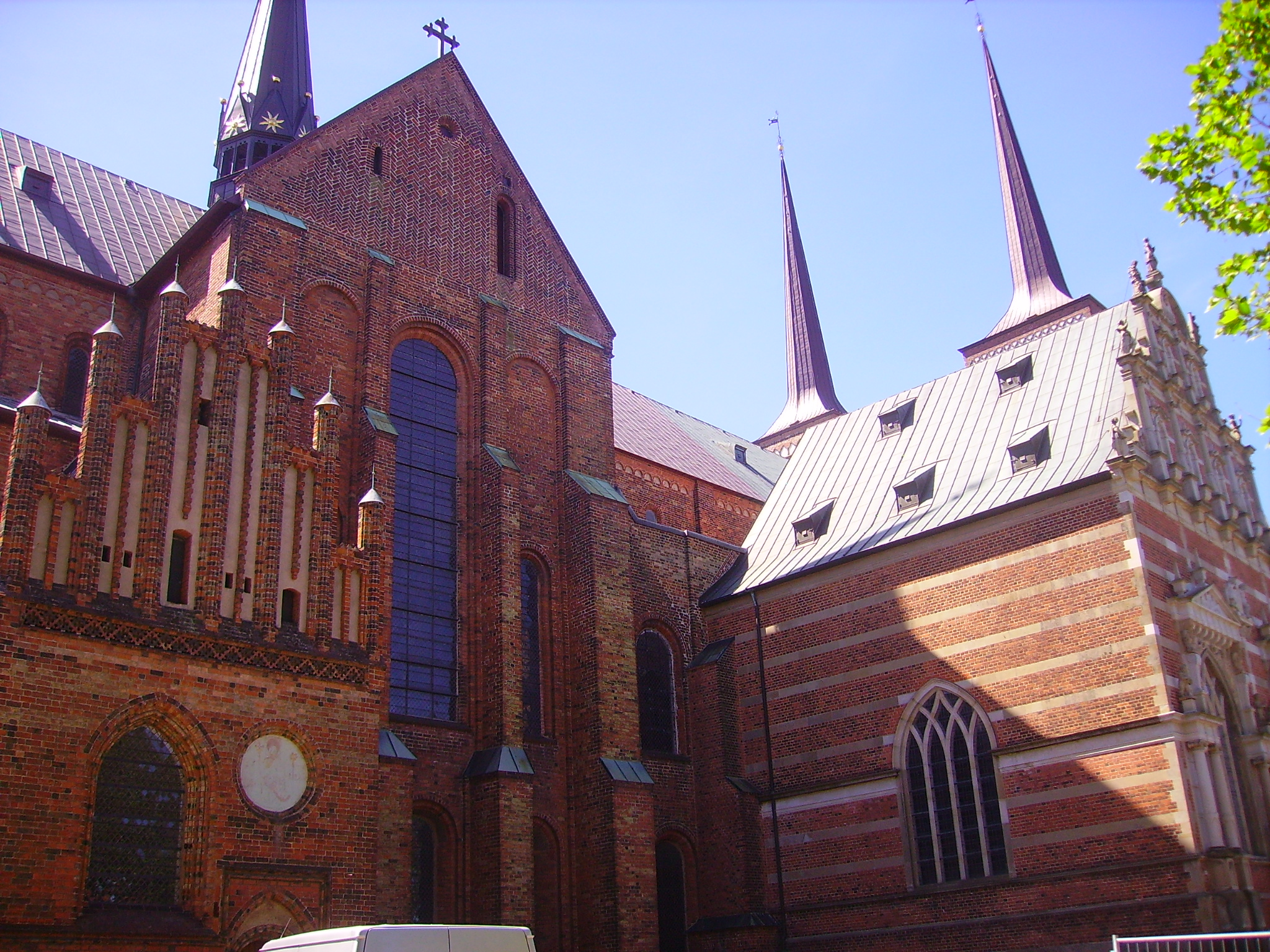
Catedral de Roskilde, en estilo románico, gótico y renacentista, ladrillos y un poco de piedra.
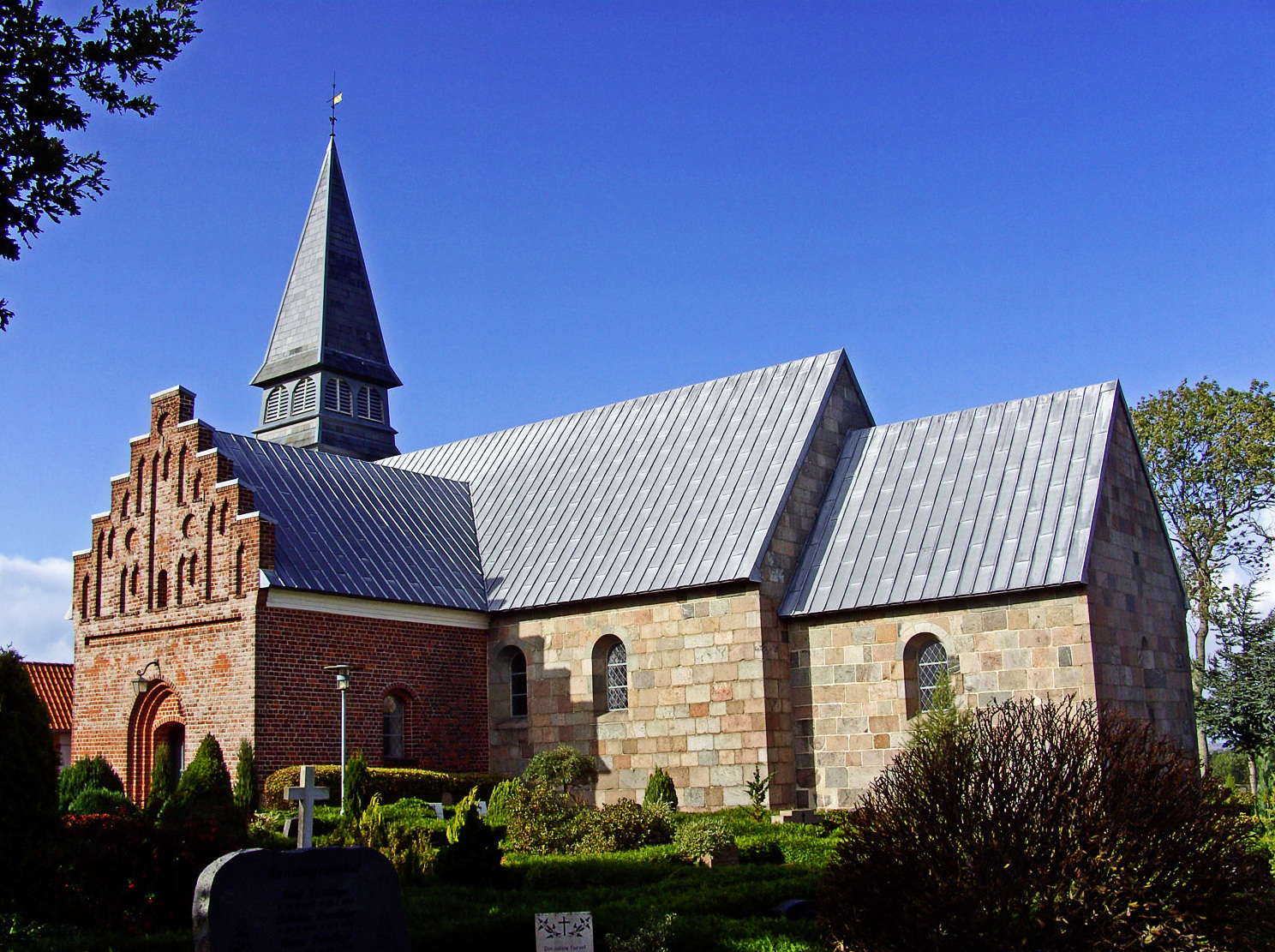
Iglesia de Ørum, Jutlandia Central, nave de granito, entrada de ladrillos
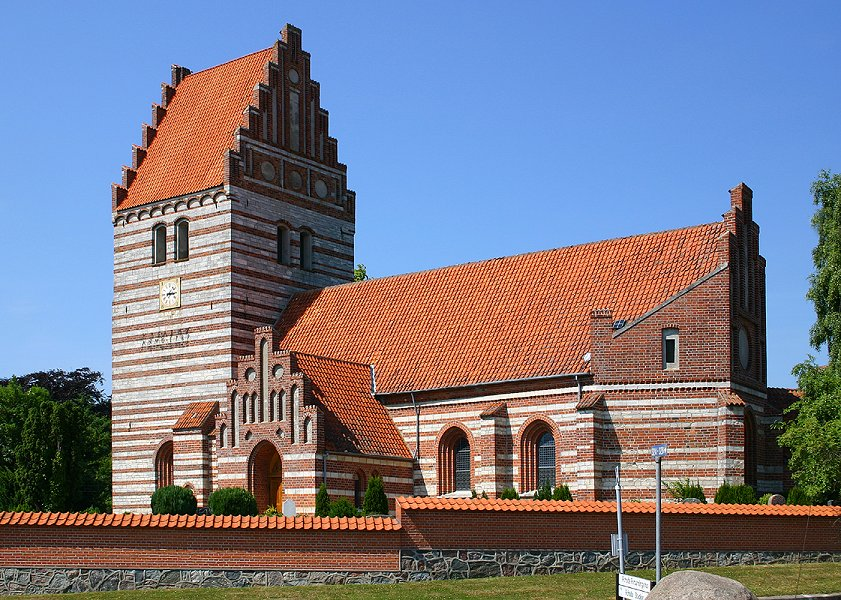
Iglesia de Roholte en Selandia, ladrillos y caliza.

Arquitectura gótica de ladrillo en Suecia
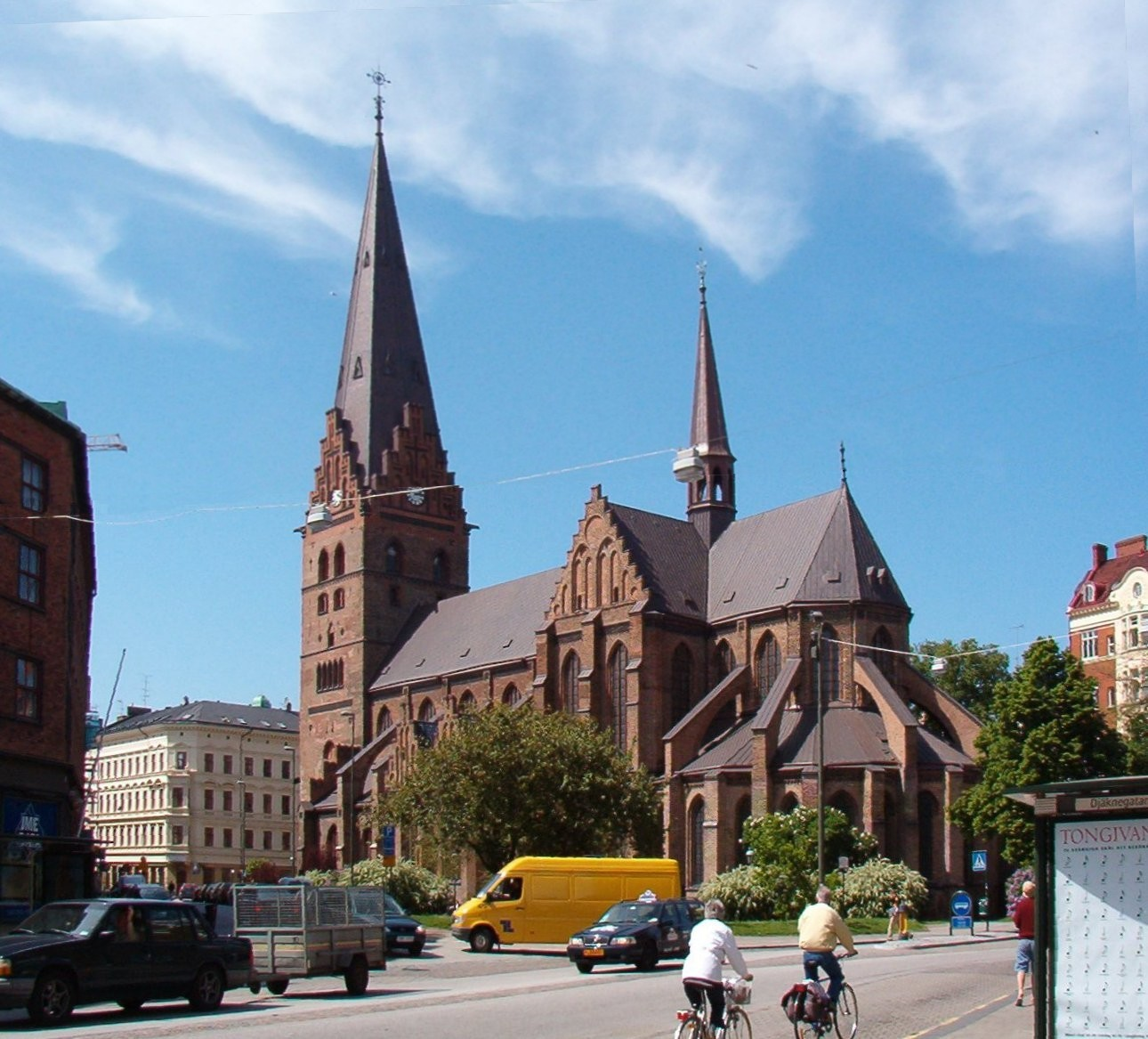
Iglesia de San Pedro de Malmö (hasta 1658 una parte de Dinamarca).
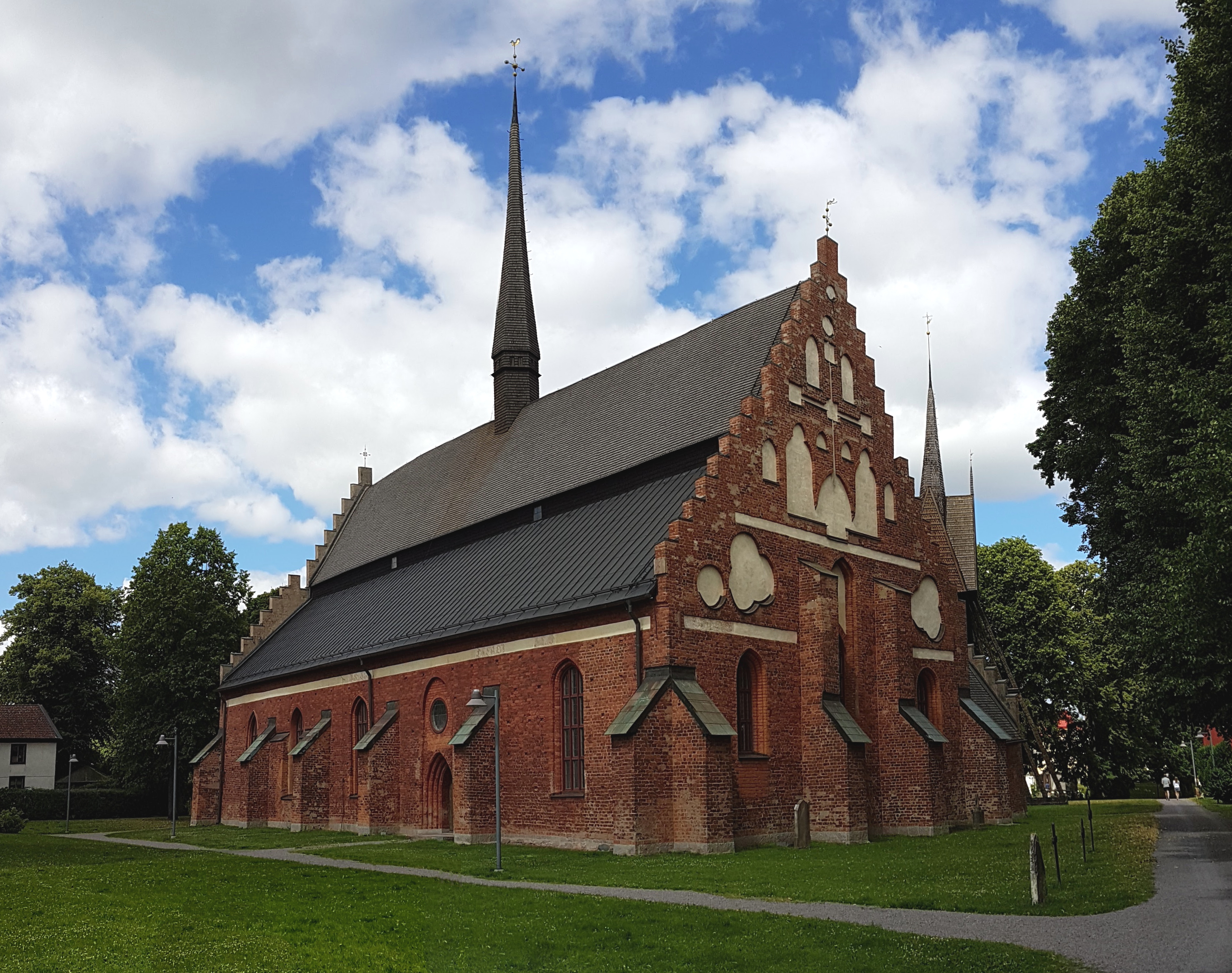
Iglesia de San Lorenzo (Söderköping), Suecia central.

### Polonia
- Iglesia de Santa María de Gdańsk
- Catedral de Frombork
- Catedral de Pelplin
- Catedral de Breslavia
- Catedral de San Vicente y Santiago (Breslavia)
- Basílica de Santa Isabel de Hungría (Breslavia)
- Ayuntamiento de Breslavia
- Iglesia de Santa María Magdalena Stone-Pomorski
- Catedral de San Juan Gdansk
- Iglesia católica de Santa María, Iglesia católica de Santa Catalina
- Catedral de San Nicolás (Elbląg)
- Iglesia de San Nicolás Frombork
- Catedral de Gniezno
- Catedral de Kolobrzeg
- Catedral de Santa María Hoine
- Ayuntamiento, Iglesia de Santa María, Cracovia
- Iglesia Católica de Santa María de Chelmno
- Iglesia católica de Santa María, iglesia de San Valentín Peter y Paul de Malbork
- Castillo de Malbork (en la lista del Patrimonio Mundial de la UNESCO), Szczecin
- Catedral de Santiago Apóstol, Szczecin
- Ayuntamiento de Torun, Casco viejo (en la Lista del Patrimonio Mundial de la UNESCO).

Arquitectura gótica de ladrillo de Polonia
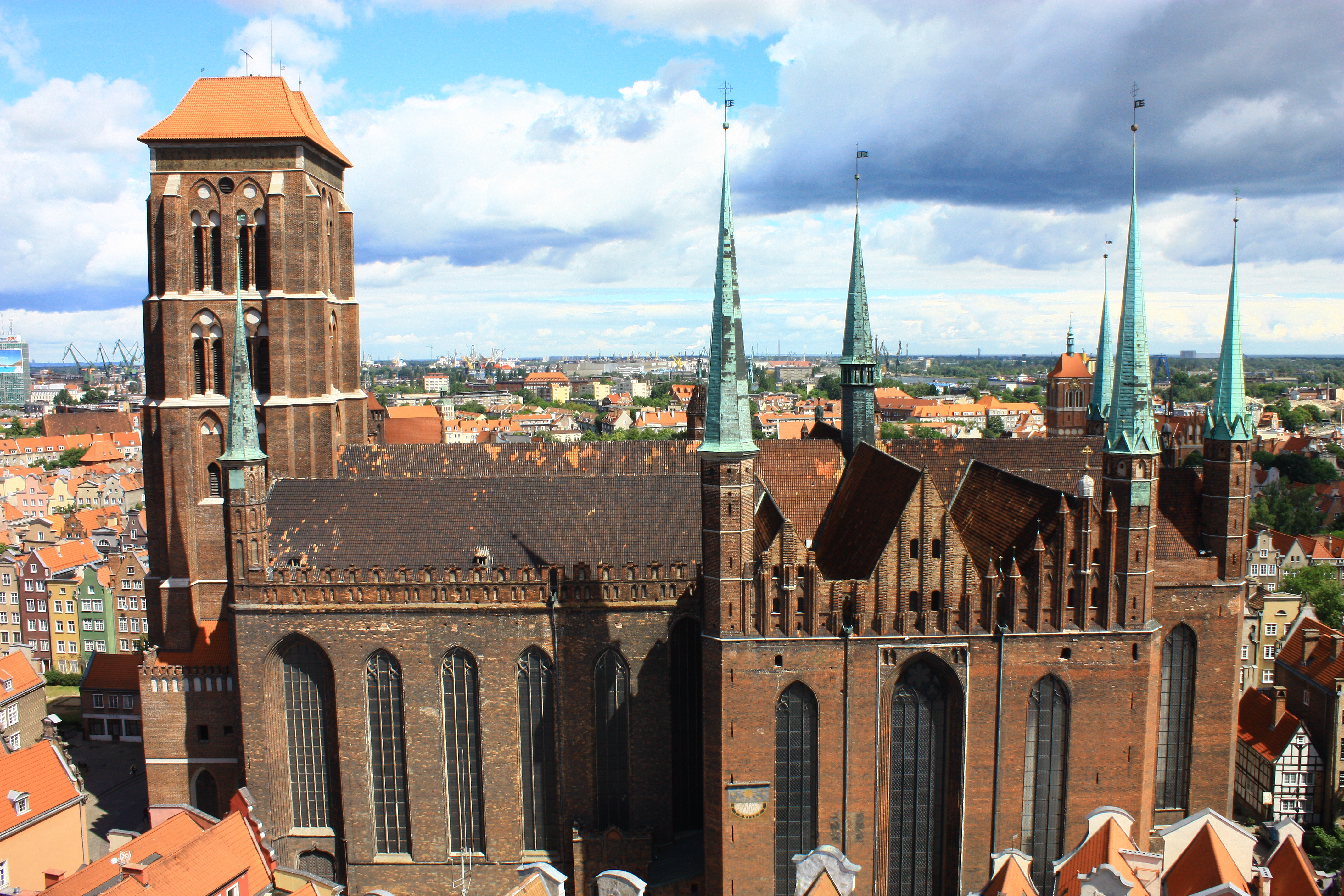
Iglesia de Santa María de Gdańsk, la tercera iglesia gótica en ladrillo del mundo por tamaño
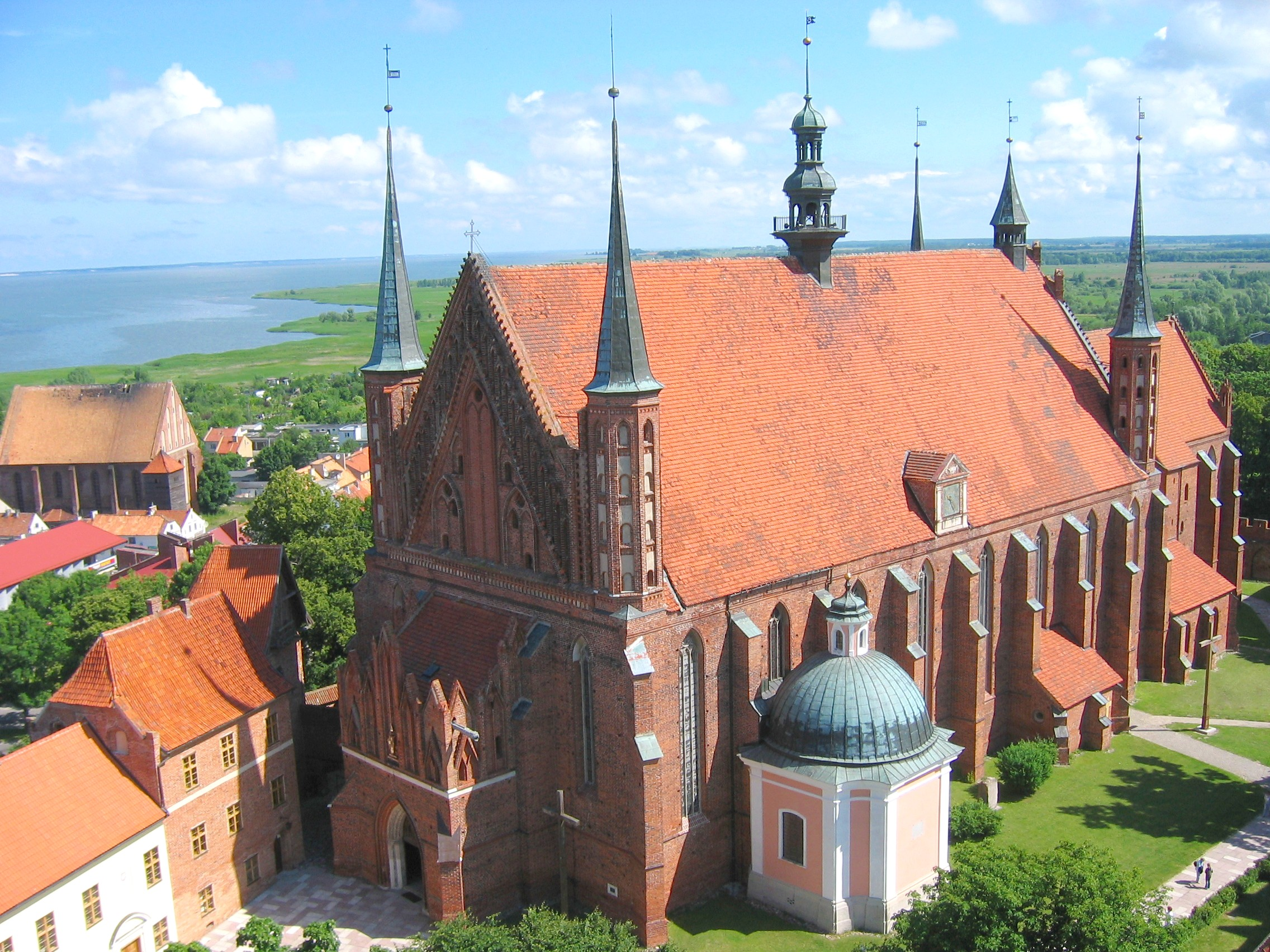
Catedral de Frombork
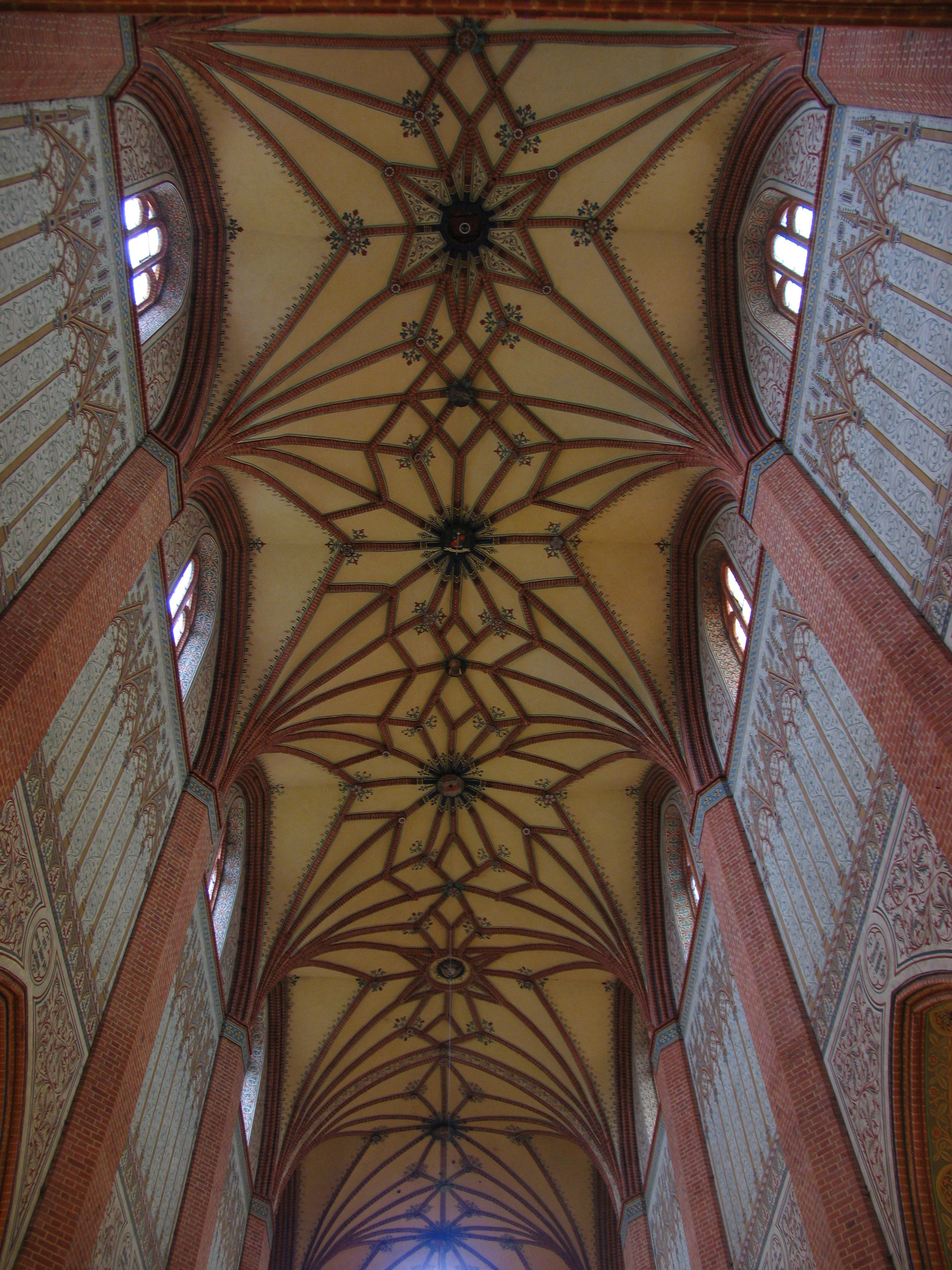
Interior de la antigua abacial cisterciense de Pelplin
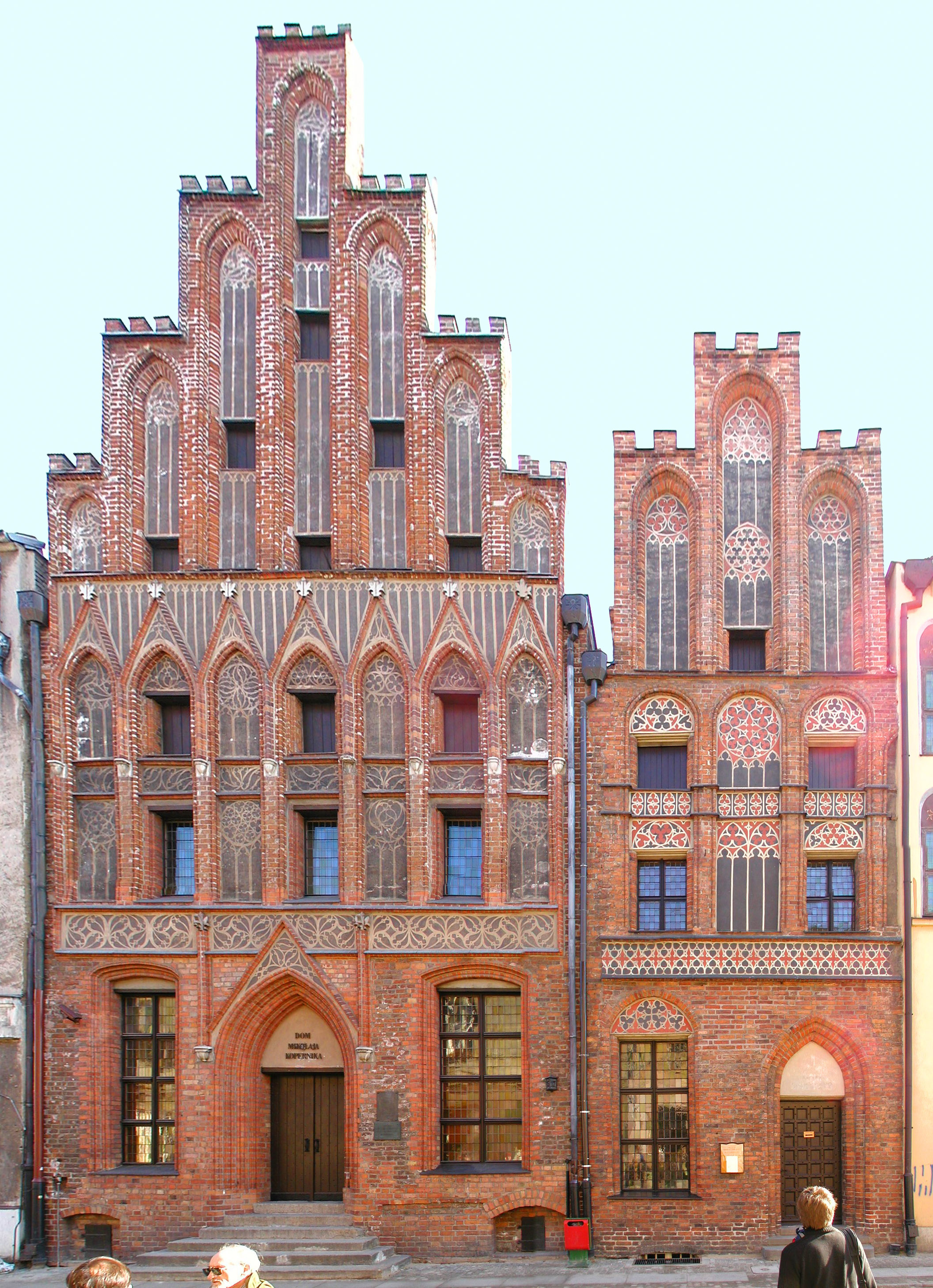
Casa natal de Nicolas Copérnico en Toruń, con piñones escalonados
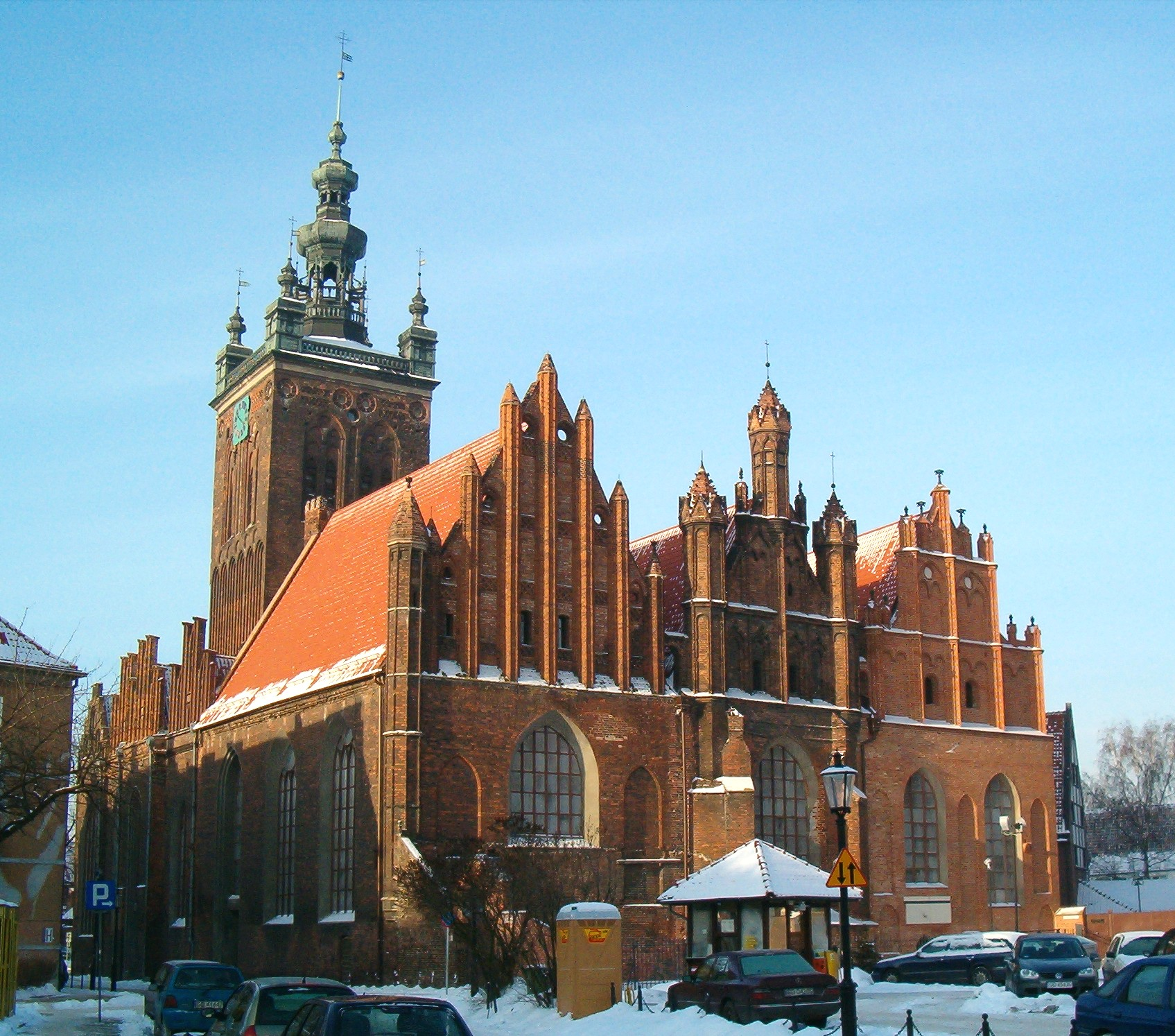
Iglesia de Santa Catalina de Gdańsk
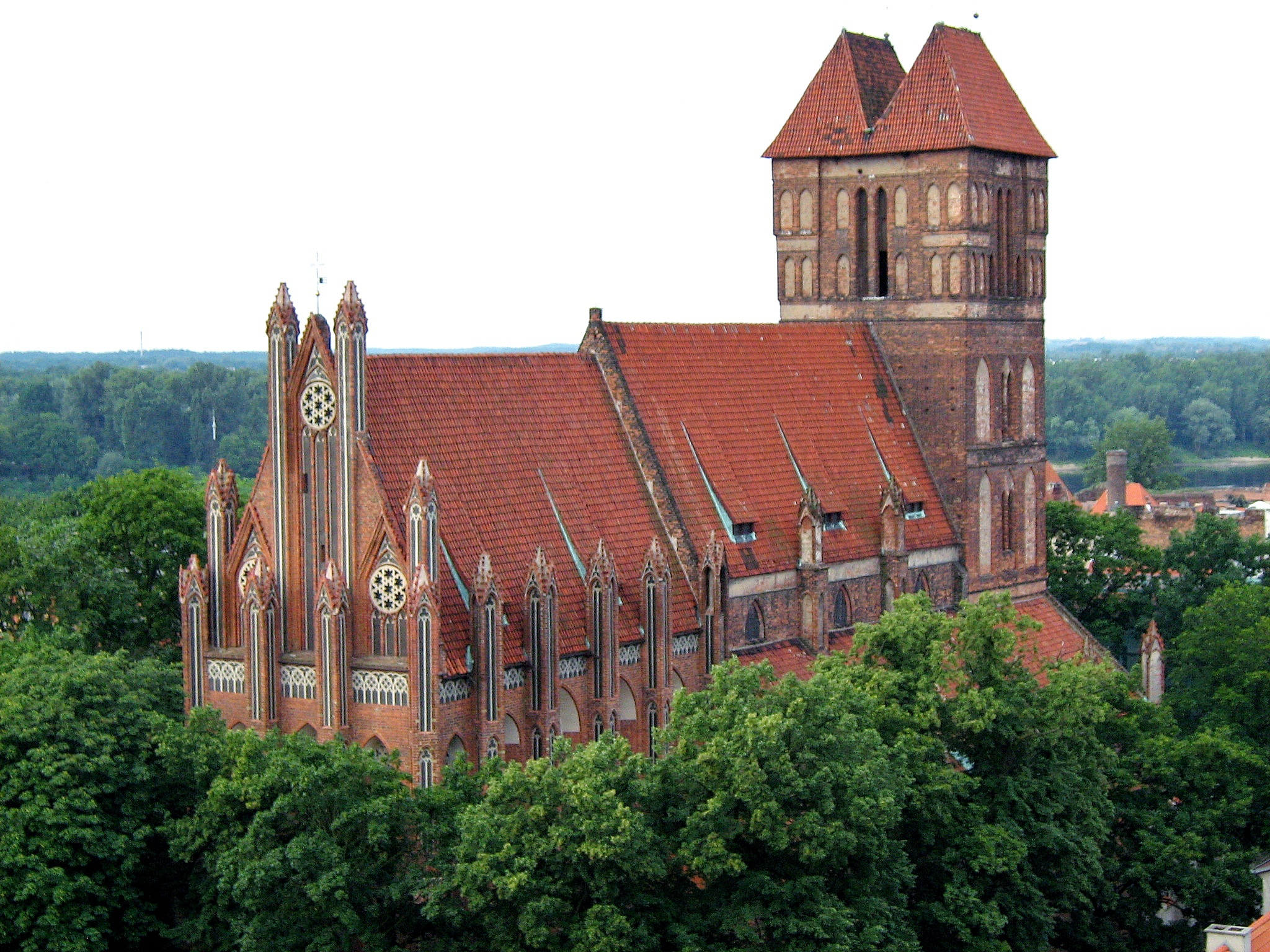
Iglesia de Santiago Apóstol en Toruń
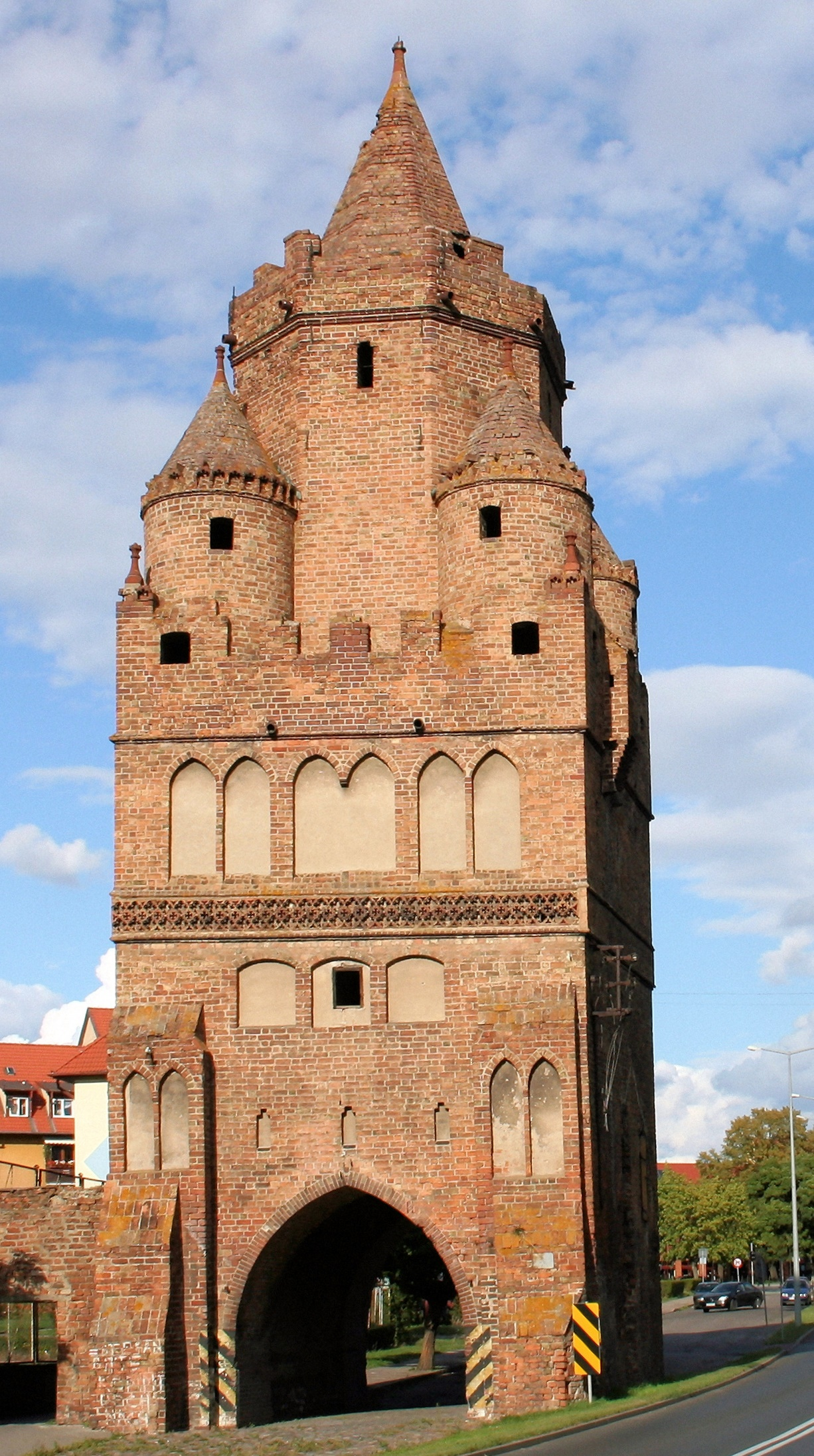
Puerta de Schwedt en Chojna
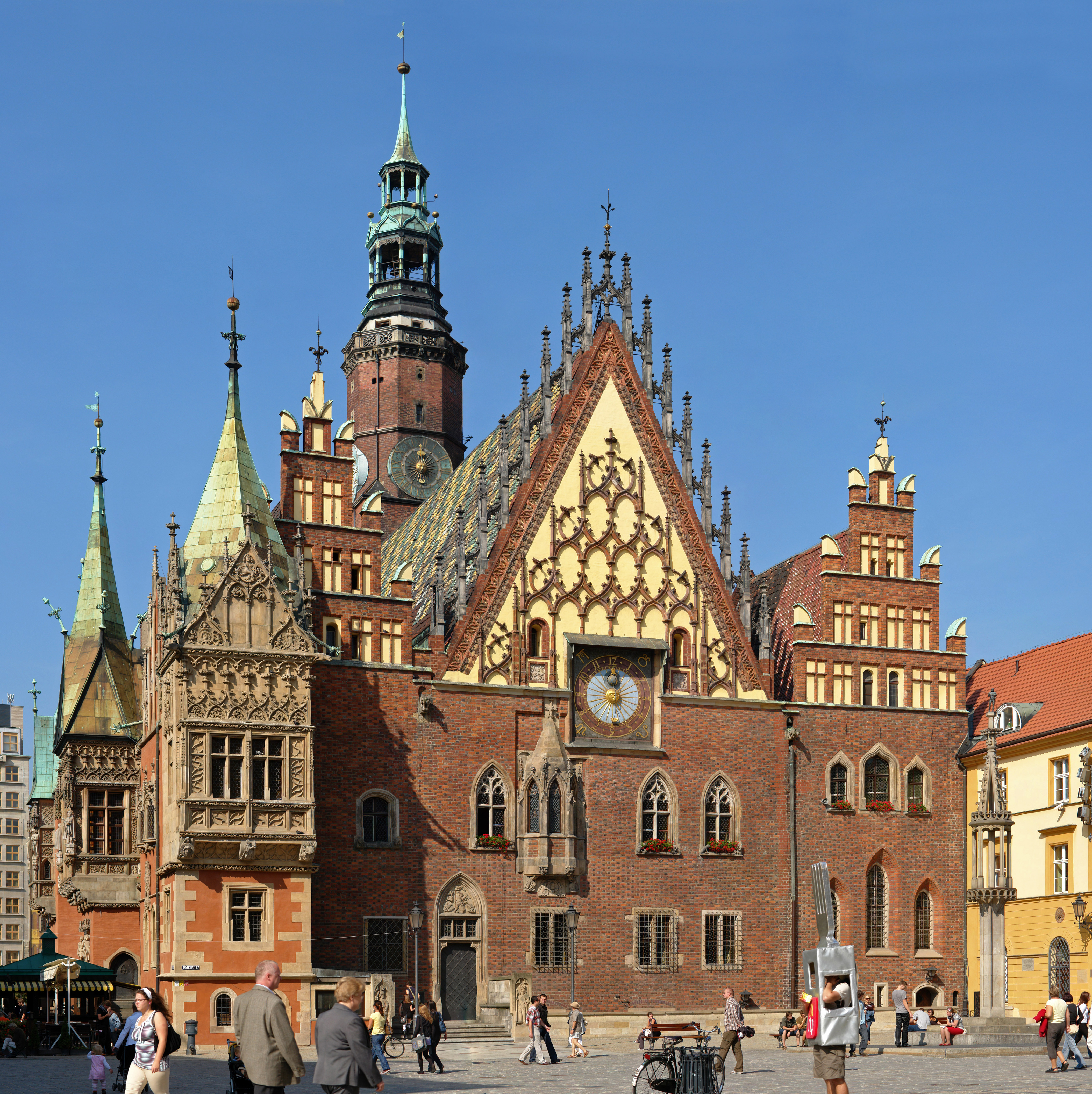
Ayuntamiento de Breslavia

### Países al oriente del Mar Báltico

Arquitectura gótica de ladrillo al oriente del Báltico
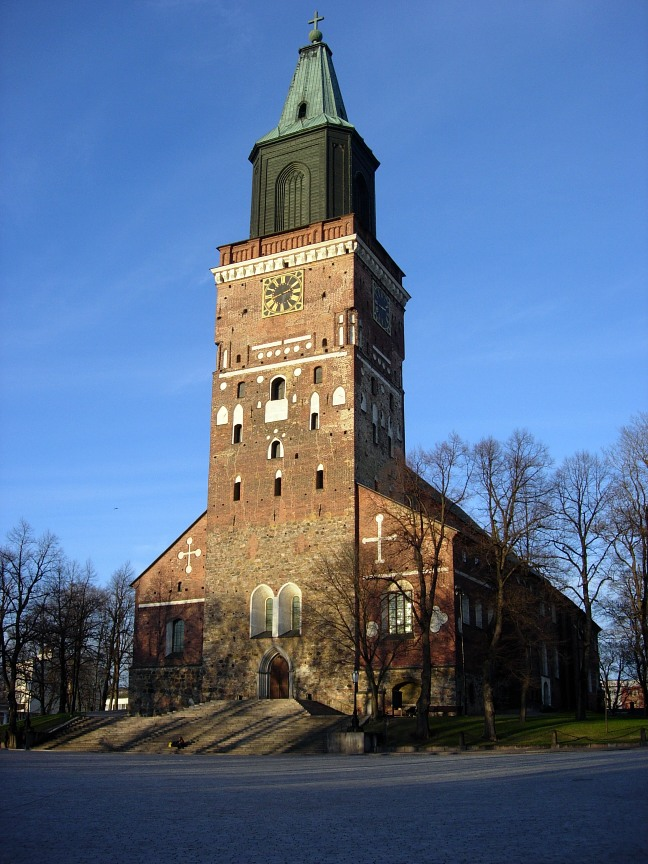
Catedral de Turku en Finlandia, en la Edad Media parte de Suecia
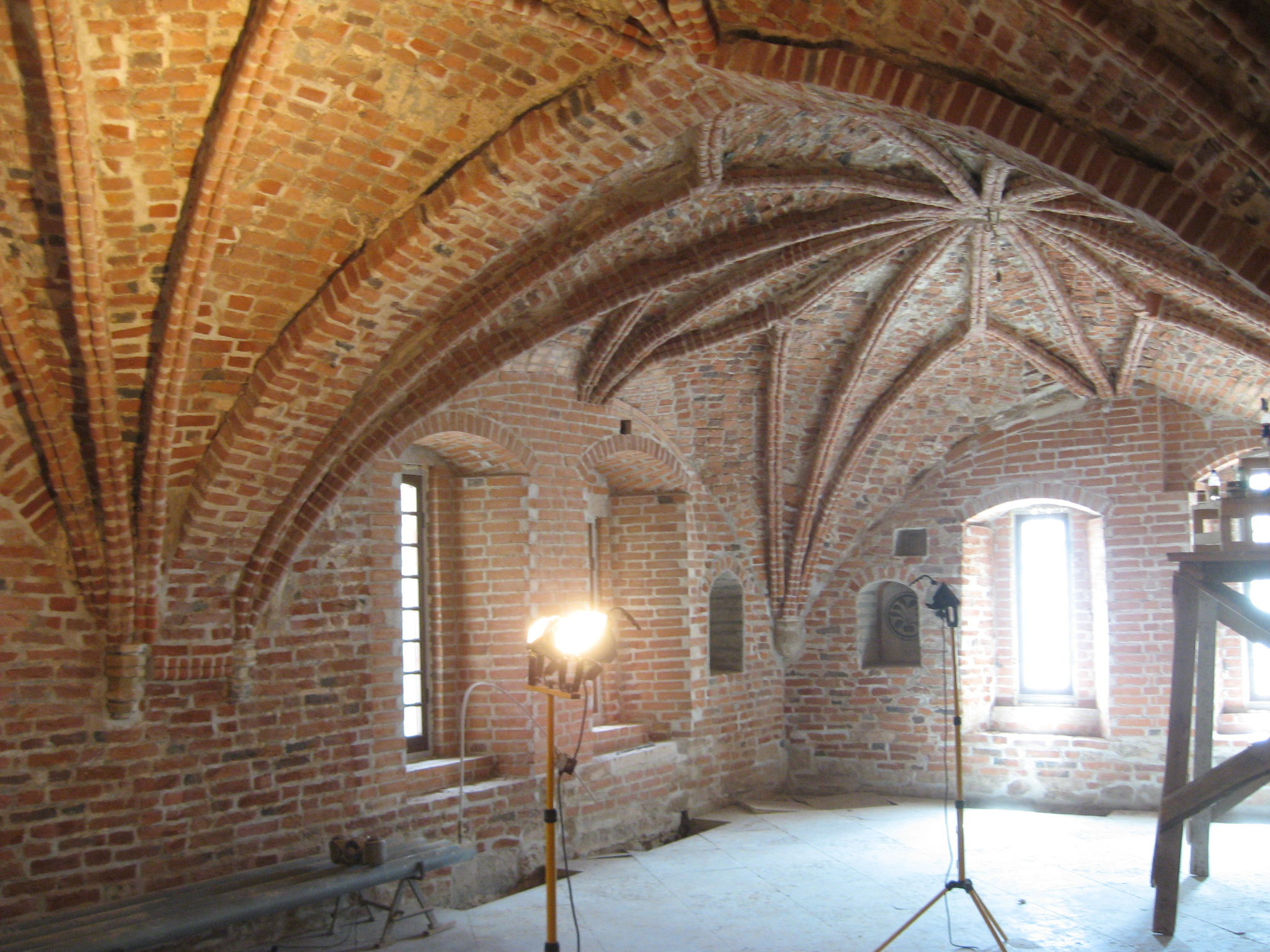
Sala de la cámara episcopal del kremlin de Novgorod, Rusia
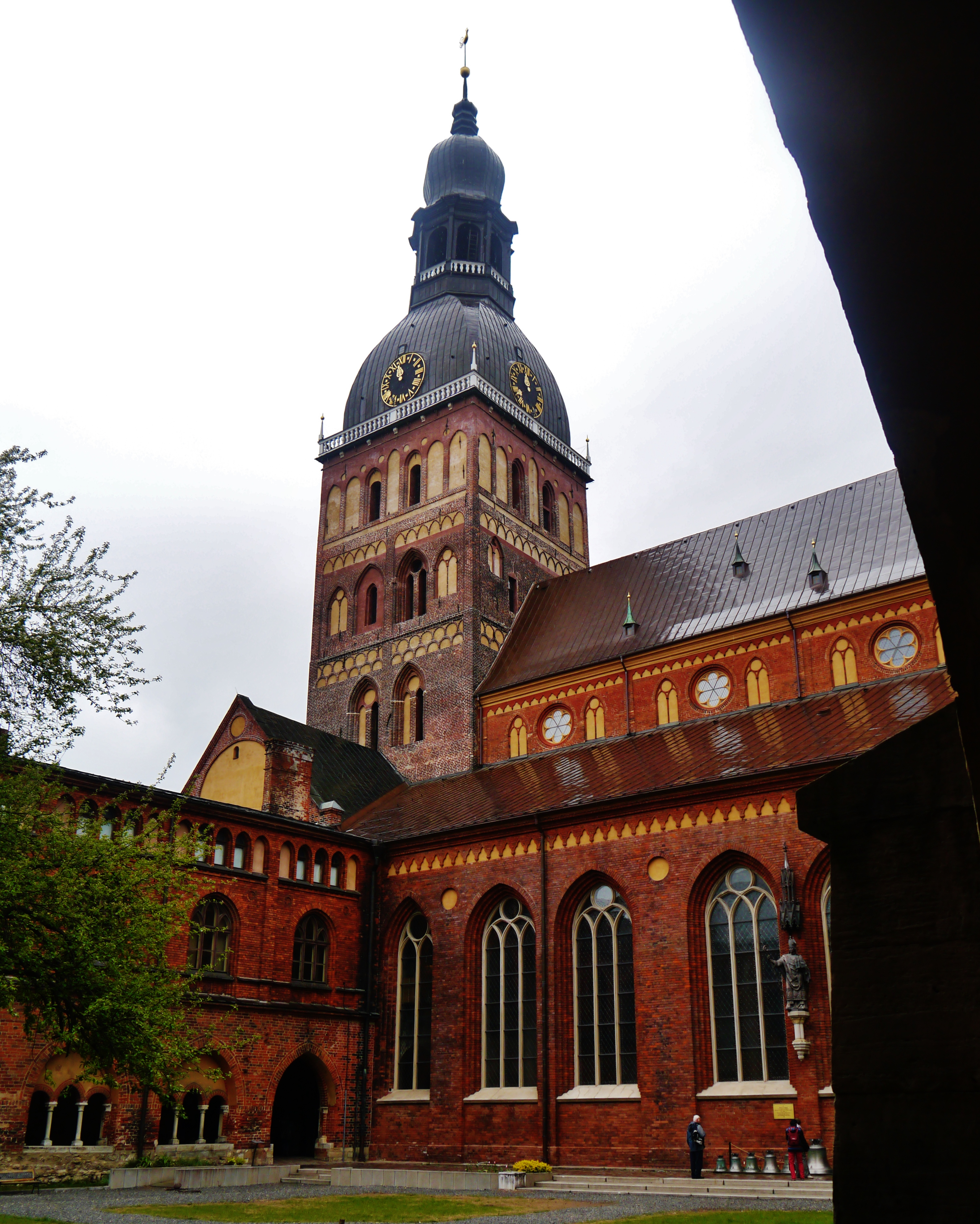
Catedral protestante de Riga, Letonia
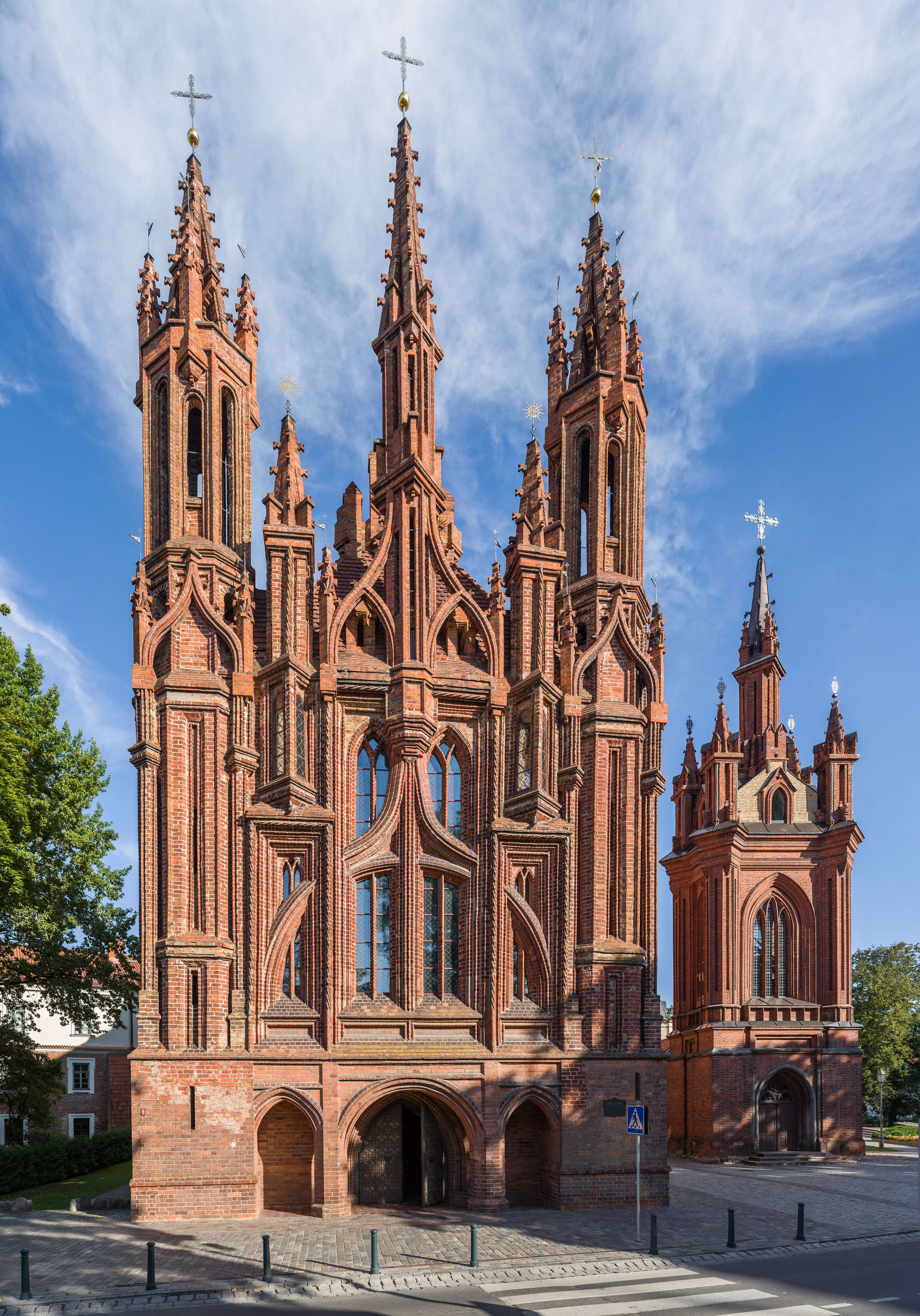
Iglesia de Santa Ana en Vilna, Lituania
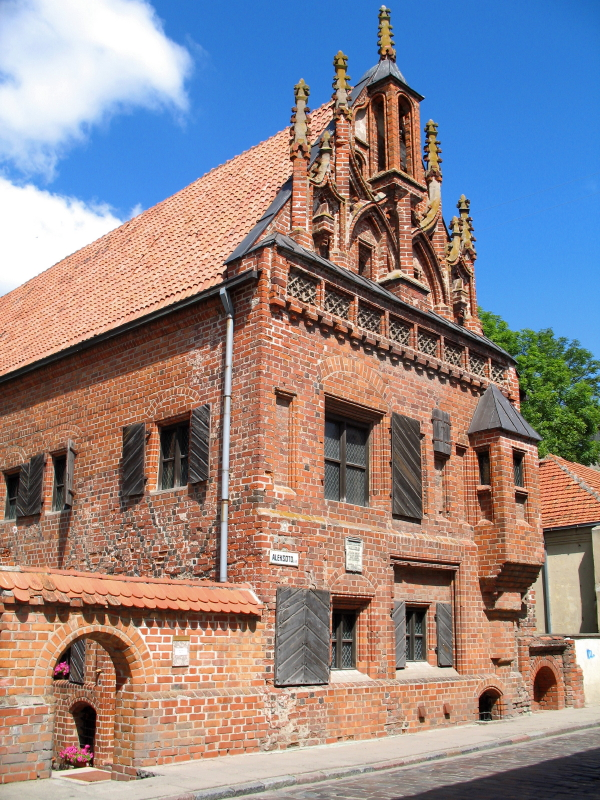
Casa del Perkunas en Kaunas, Lituania
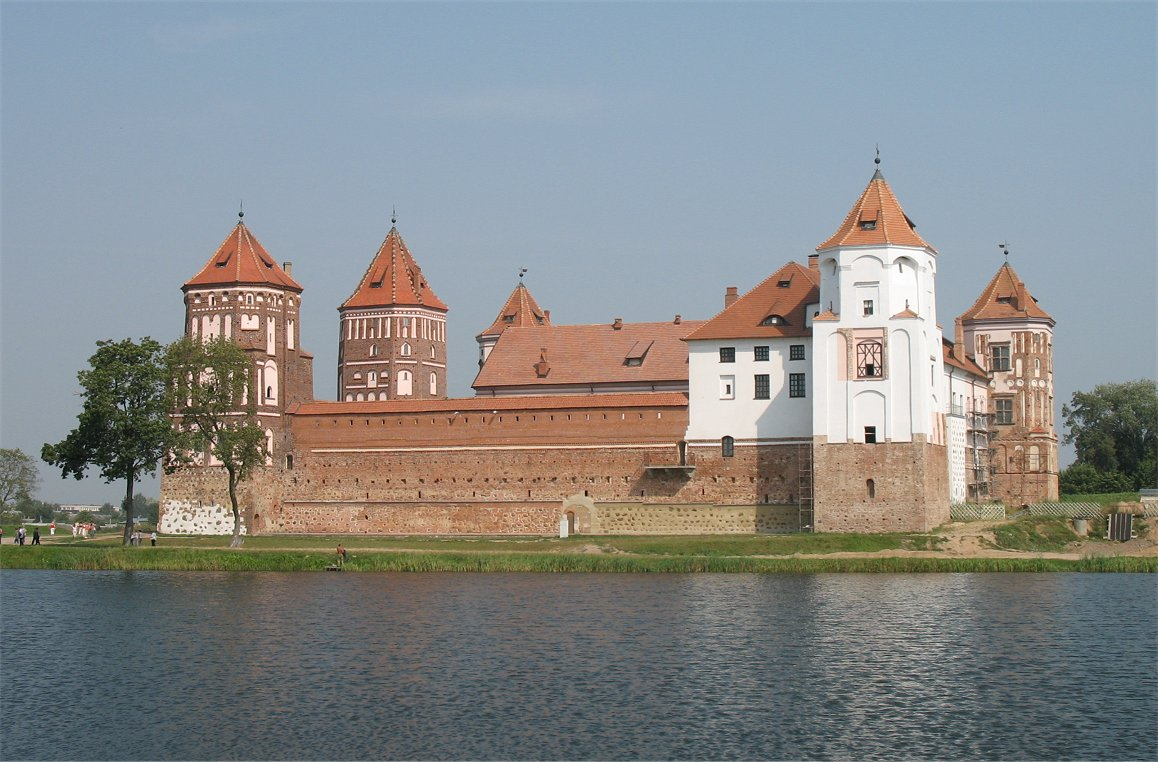
Castillo de Mir, Bielorrusia, en la Edad Media parte del Gran Ducado de Lituania

### Alemania
- Ayuntamiento de Bremen
- Antiguo Ayuntamiento de Hannover
- Iglesia de Santa María (Lübeck)
- Iglesia de Santa María (Stralsund)
- Puerta de Holsten en Lübeck
- Salzspeicher en Lübeck

Arquitectura gótica de ladrillo de Alemania
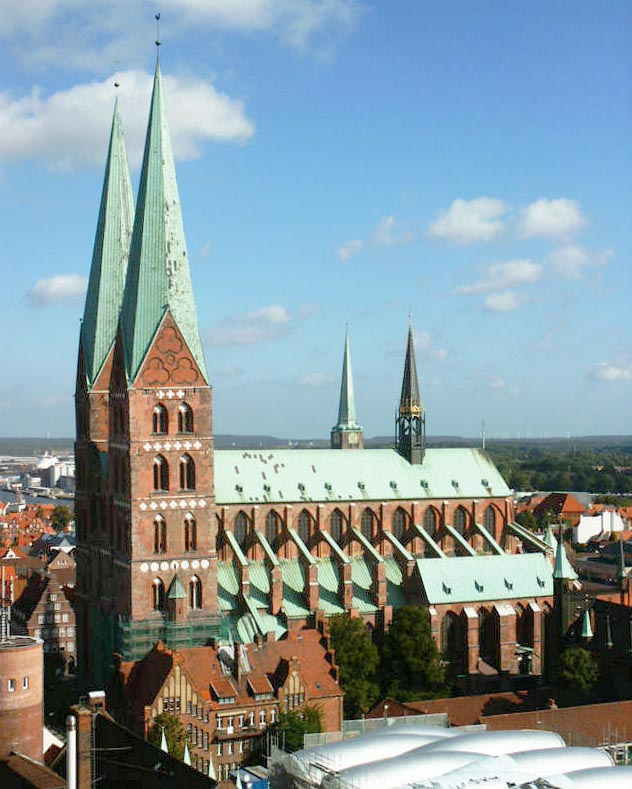
Iglesia de Santa María de Lübeck, modelo del estilo gótico báltico
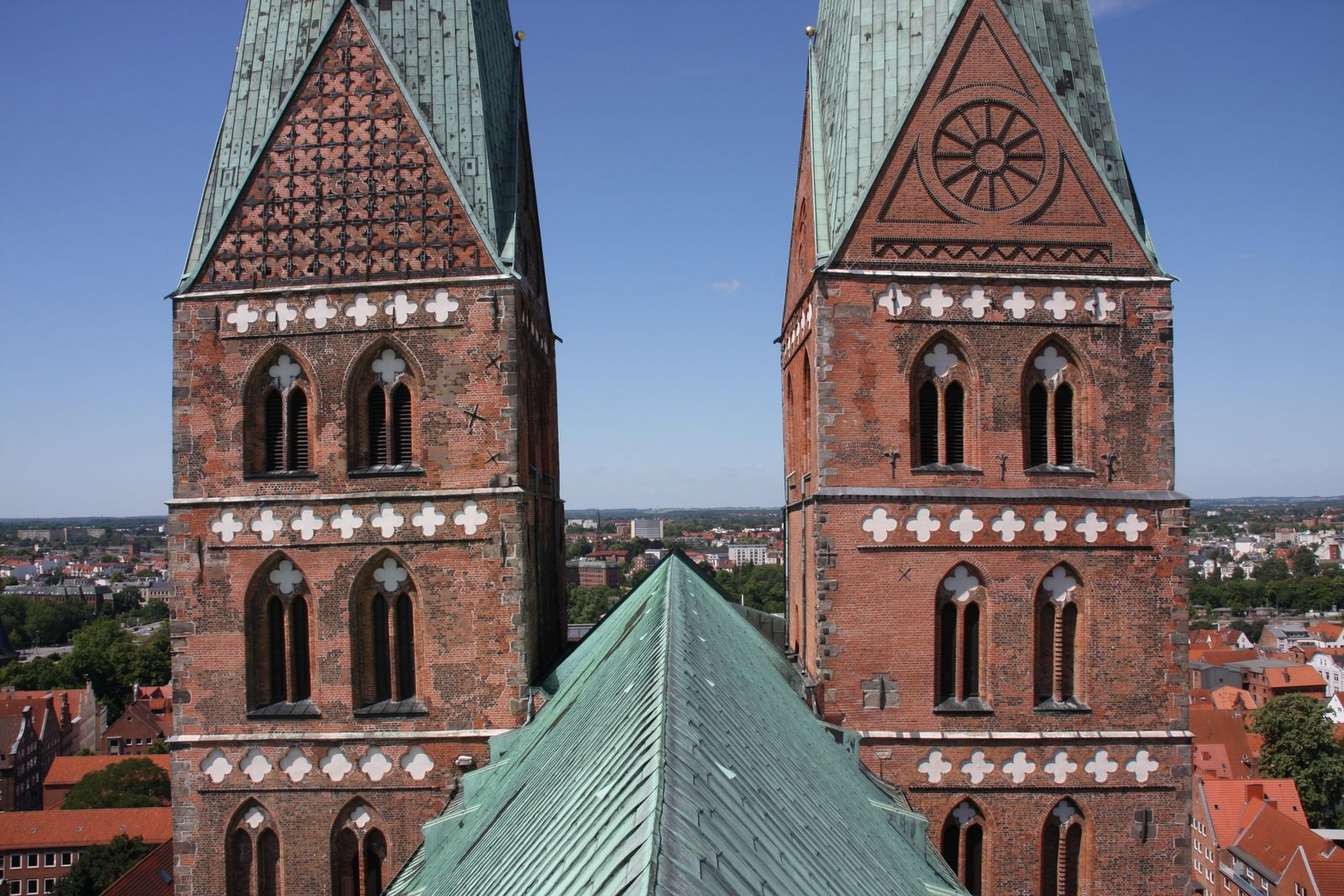
Las torres de la Iglesia de Santa María de Lübeck, con esquinas de granito
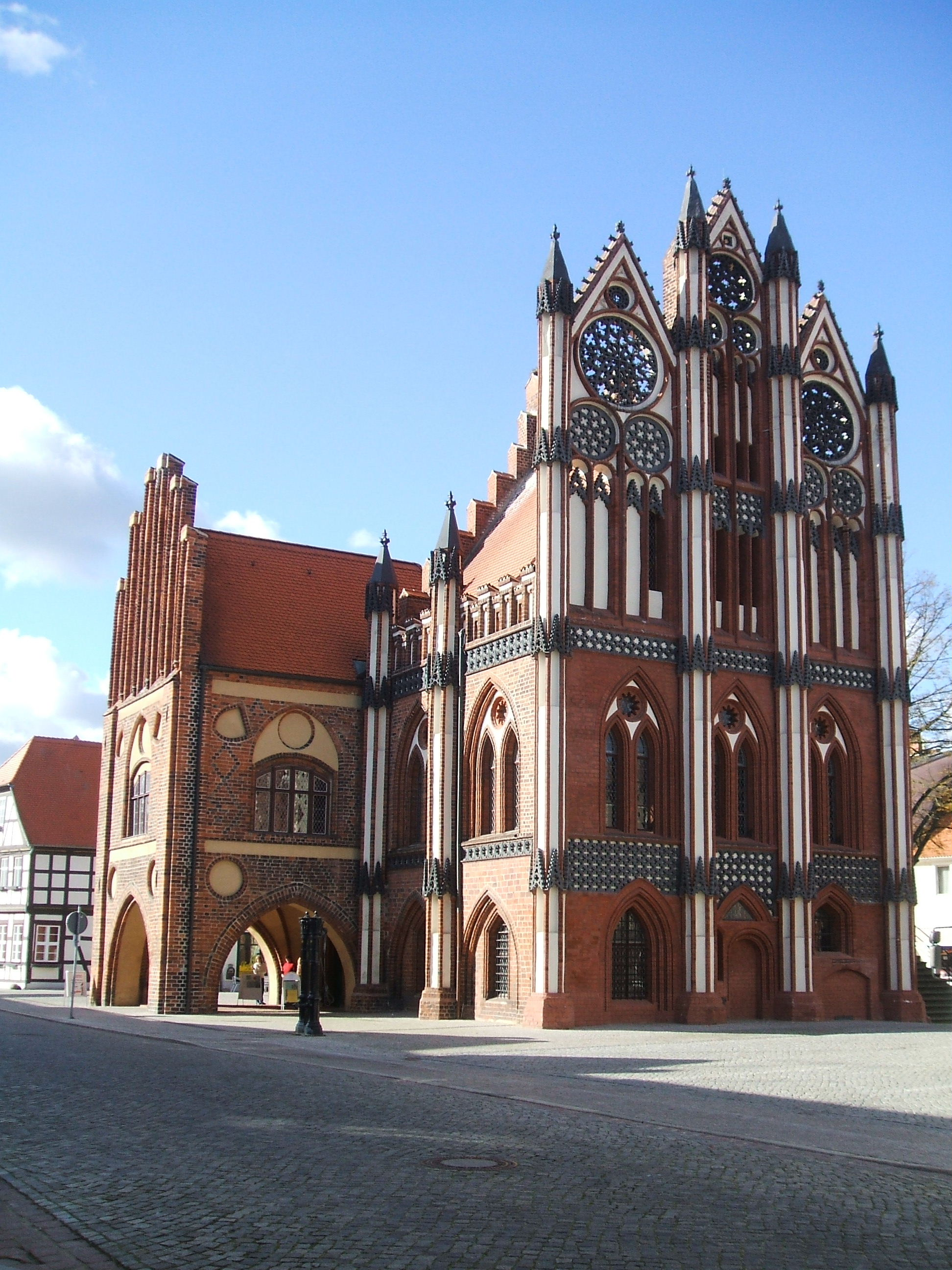
Ayuntamiento de Tangermünde
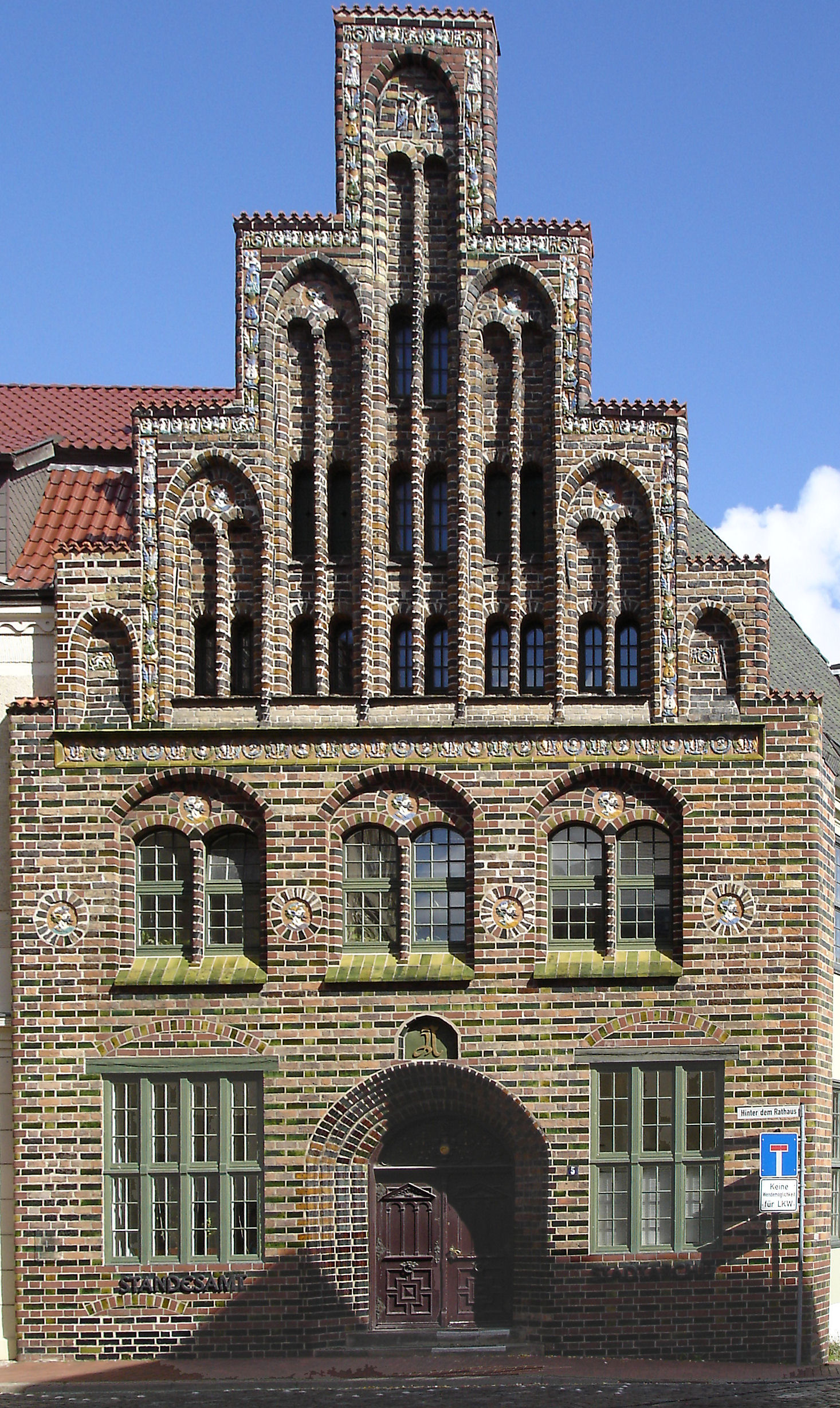
Una casa en Rostock, con ladrillos esmaltados y cerámica figurativa
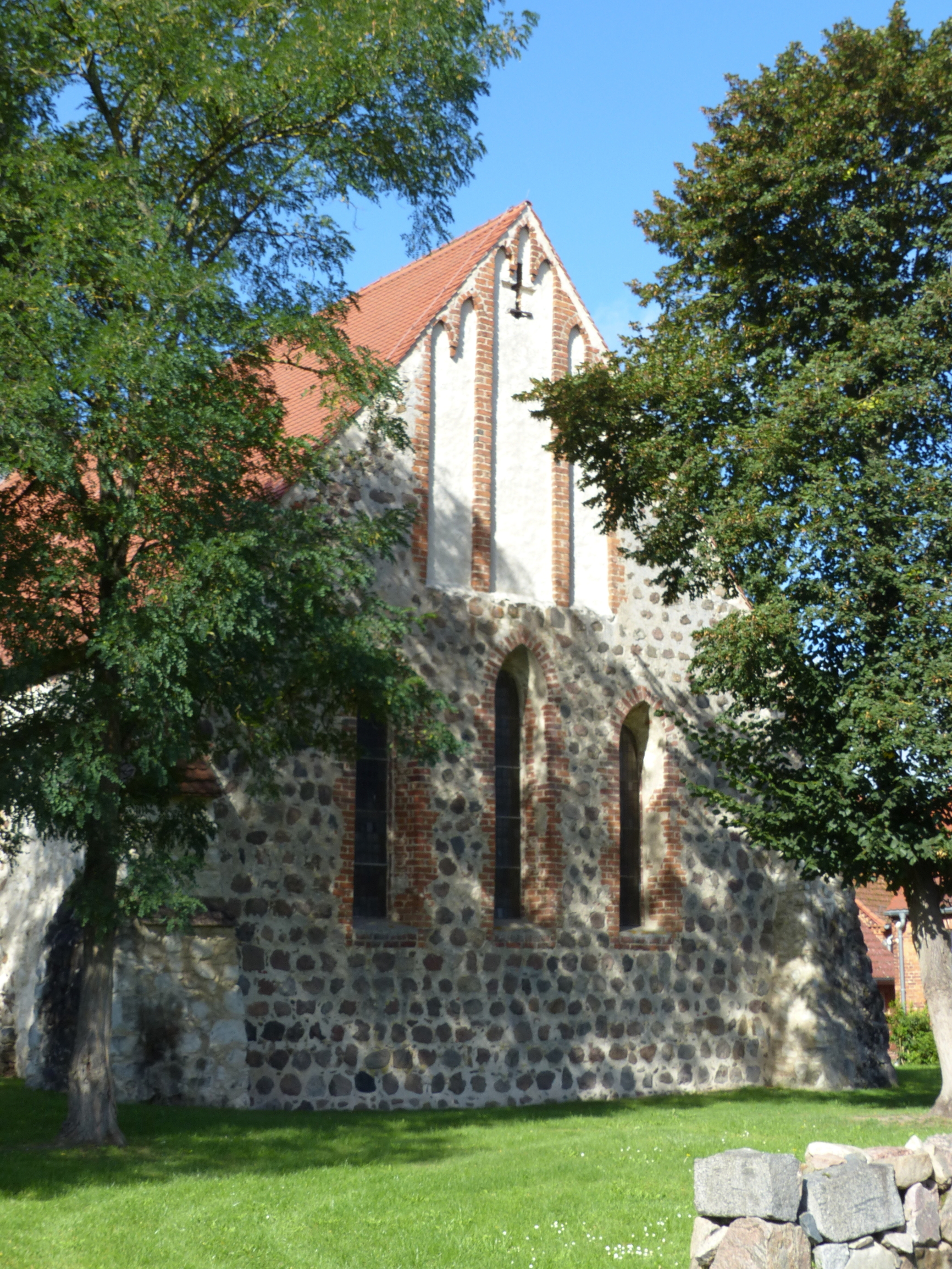
Iglesia rural en el distrito de Prignitz, Brandeburgo
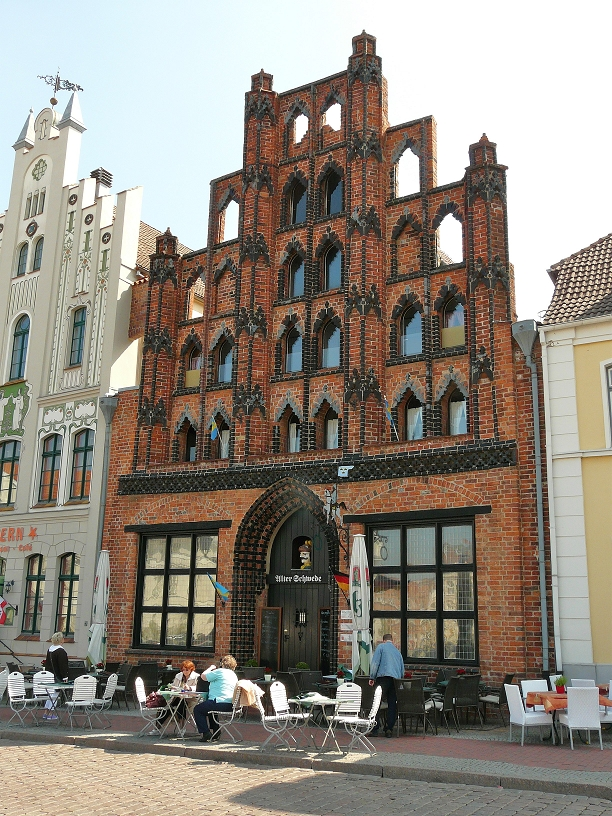
La casa Alter Schwede ("El viejo sueco") con un frontón escalonado, en Wismar
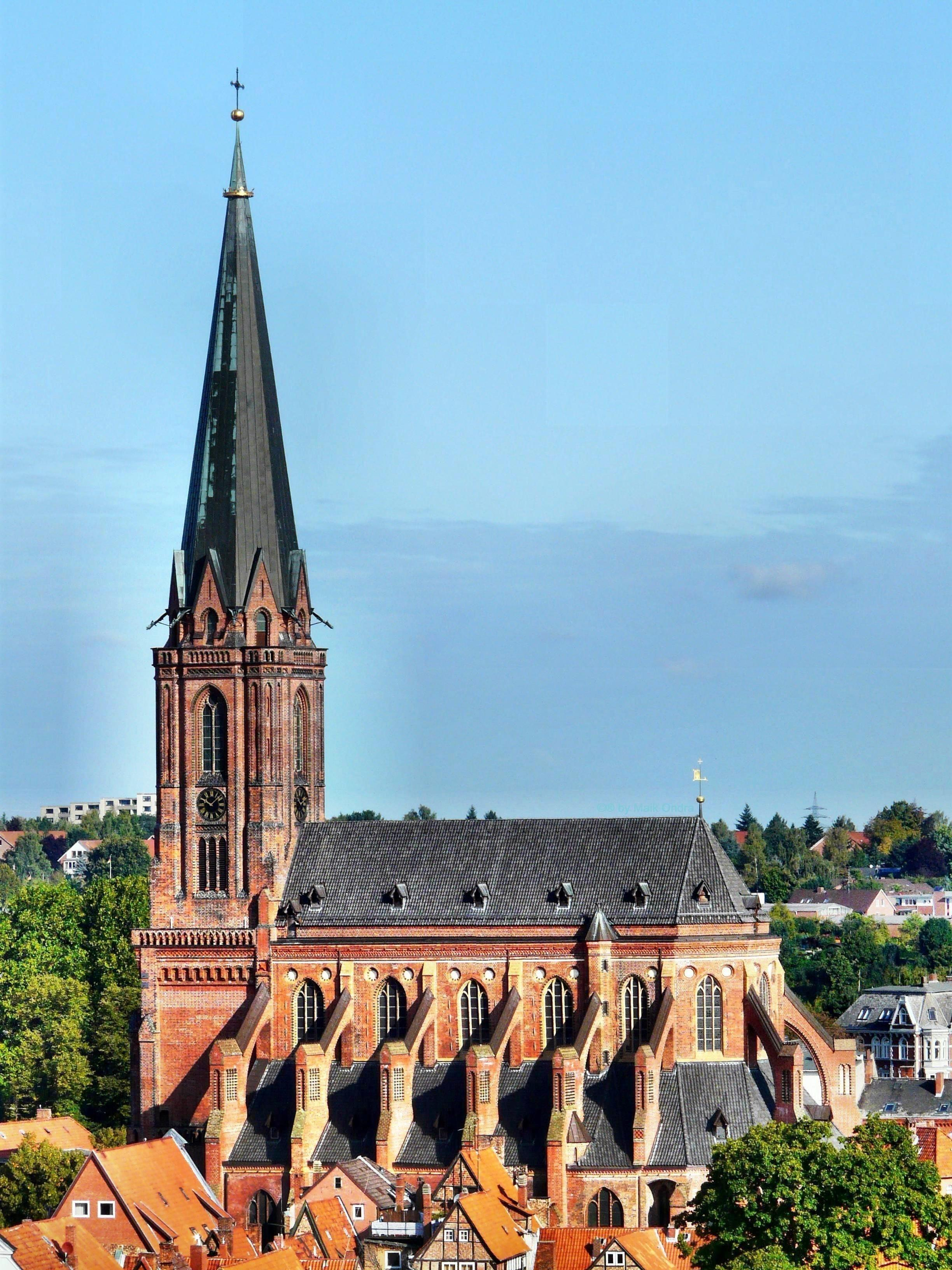
Iglesia de San Martín de Luneburgo
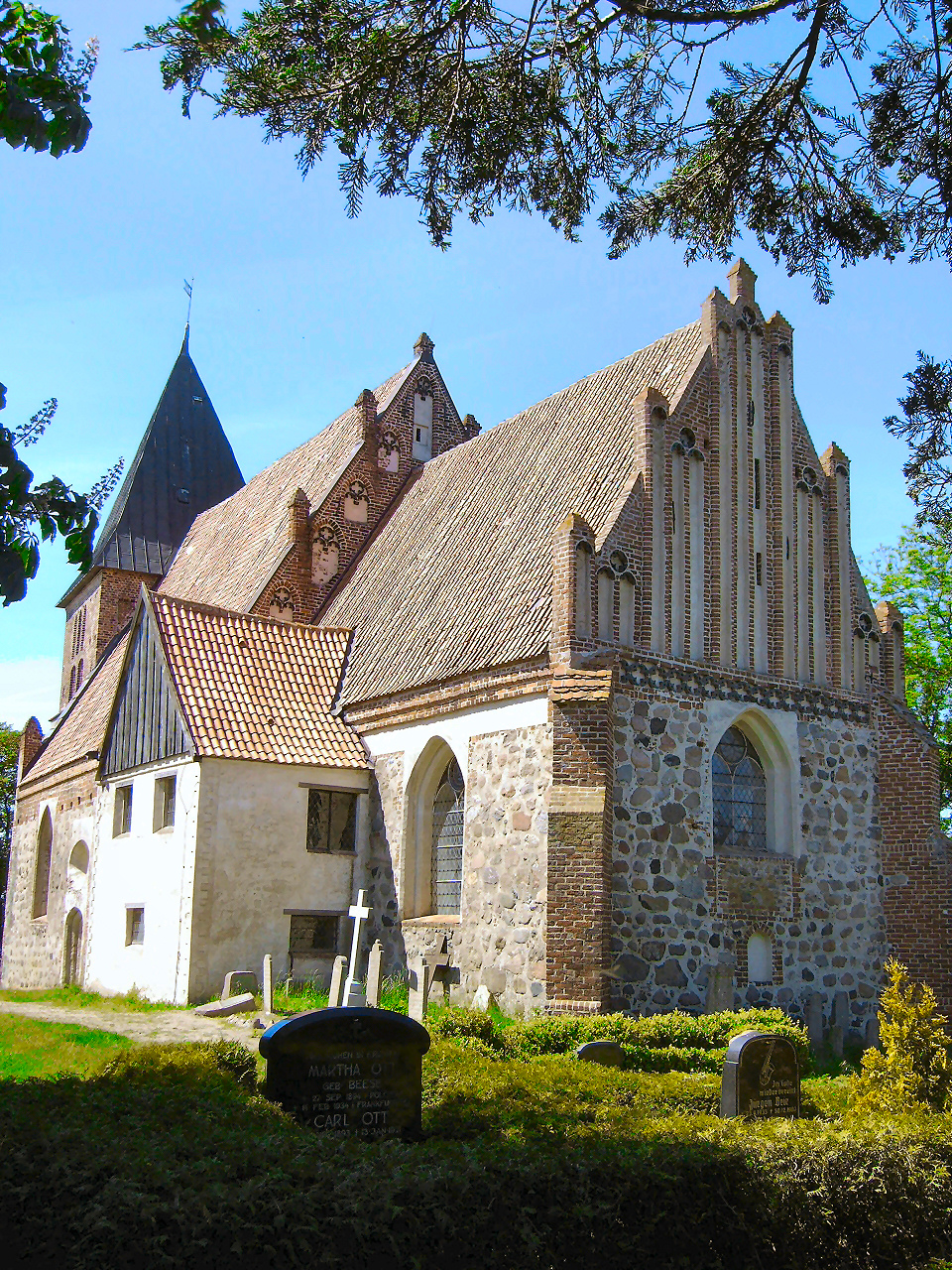
Bobbin, Rügen, decoraciones de ladrillos y muros de piedra del campo
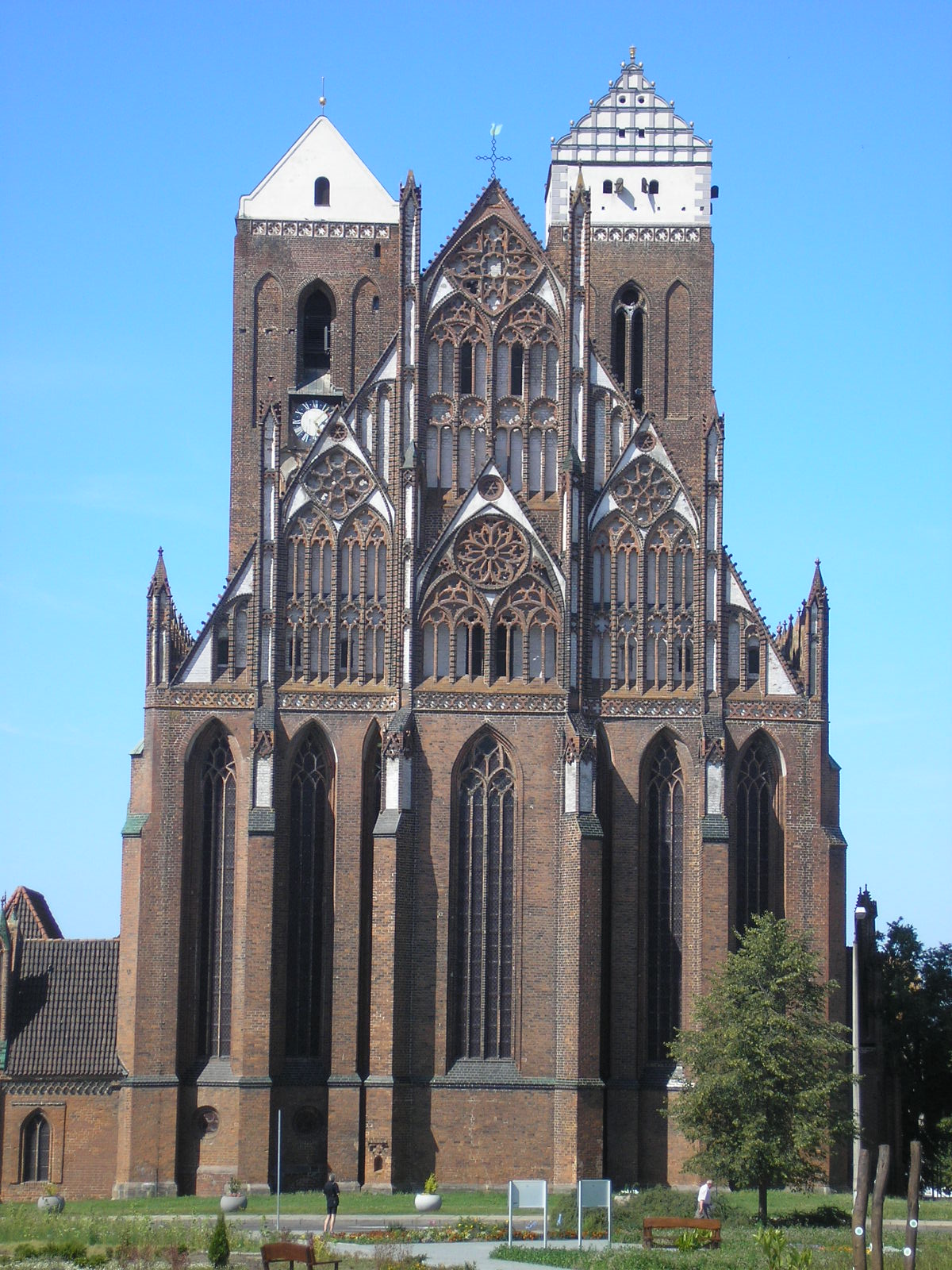
Iglesia de Santa María de Prenzlau
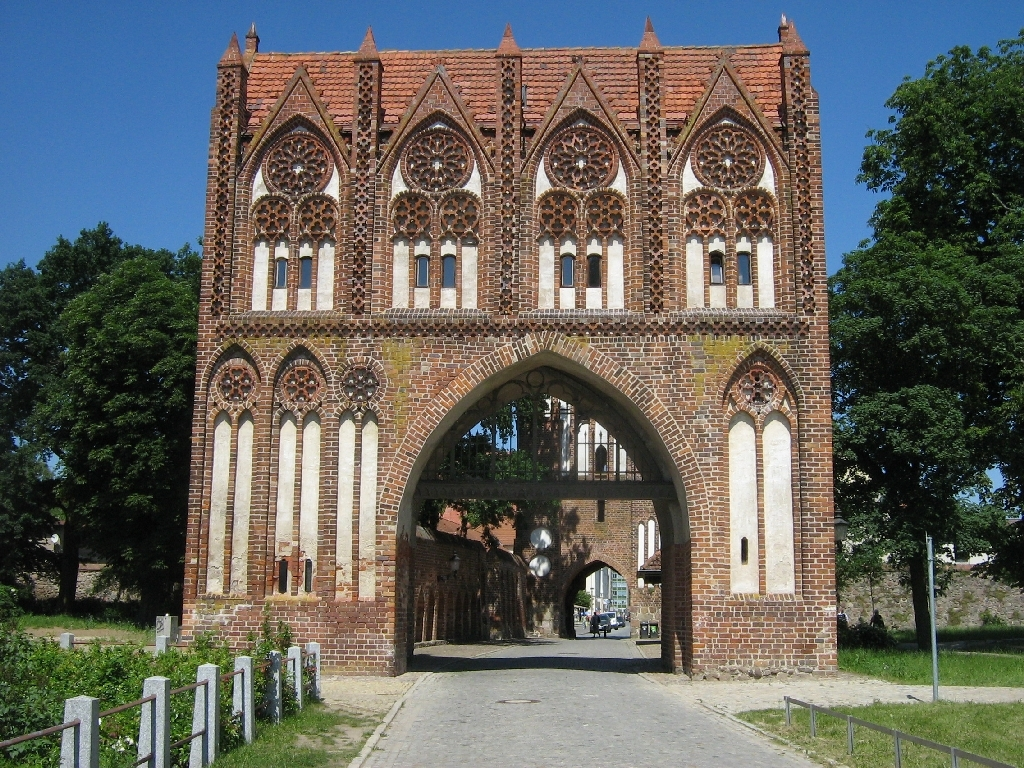
Puerta anterior de la puerta de Stargard en Neubrandenburg
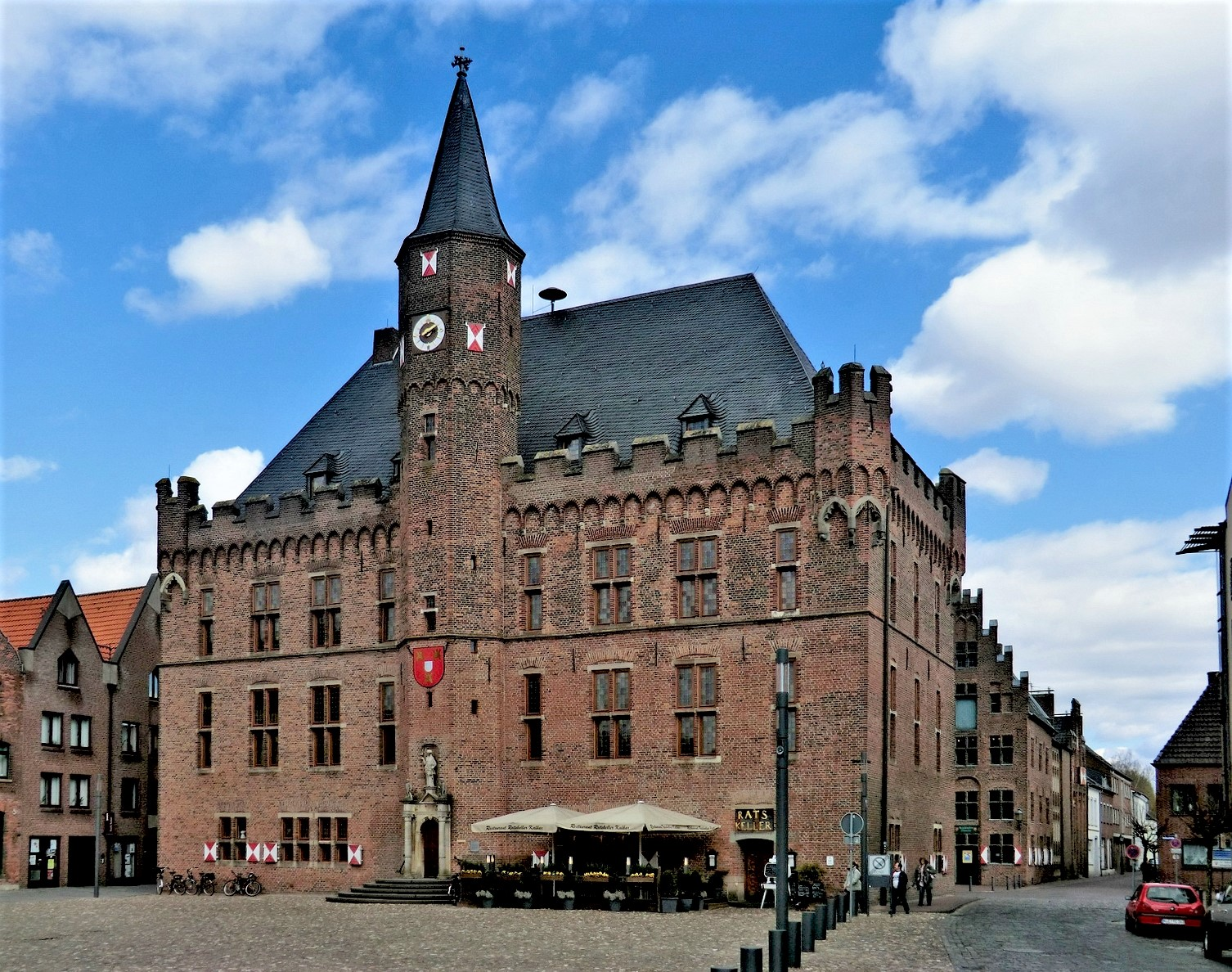
Ayuntamiento de Kalkar, Renania septentrional
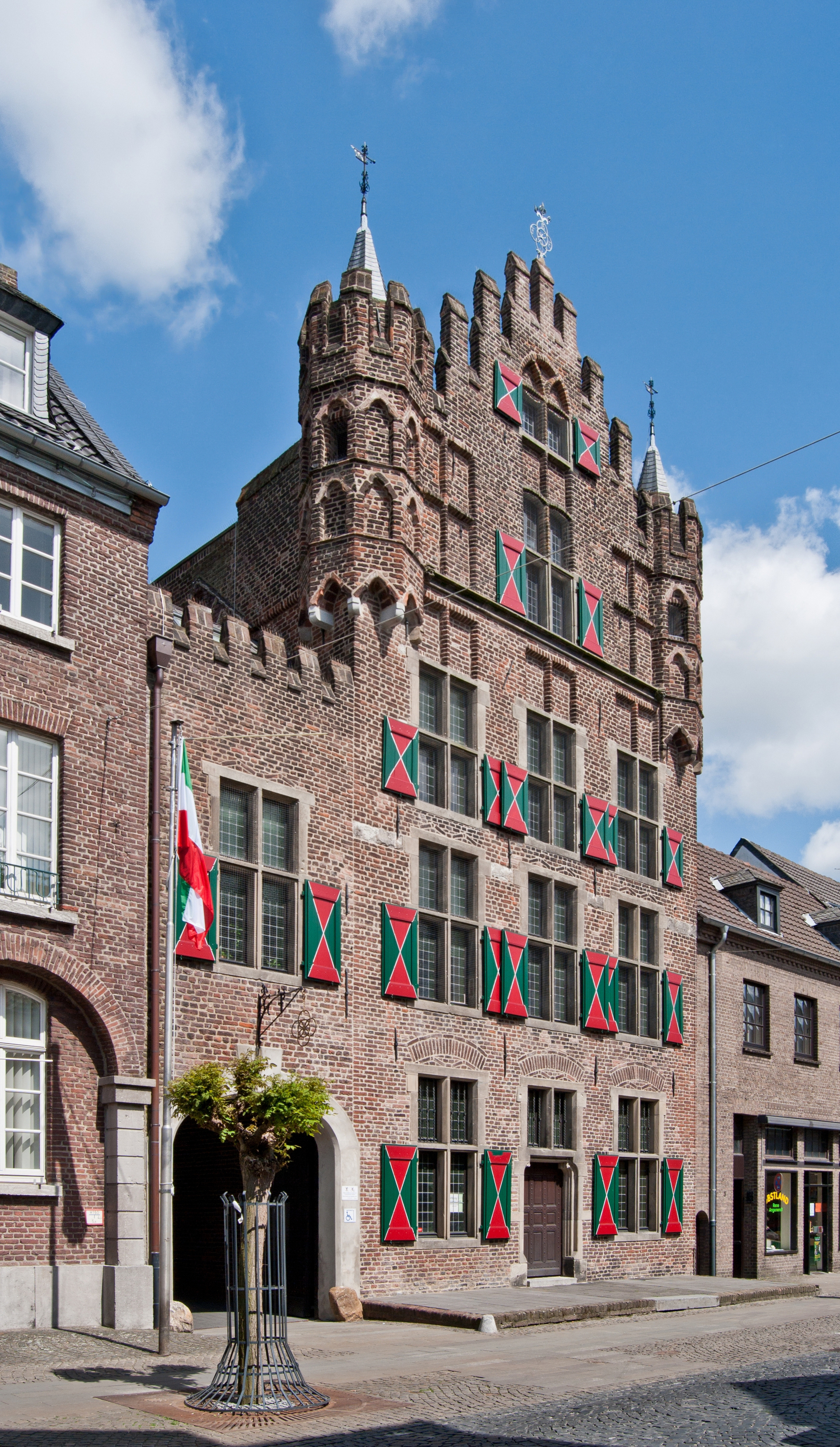
Casa de los Cinco Anillos en Goch, Renania septentrional
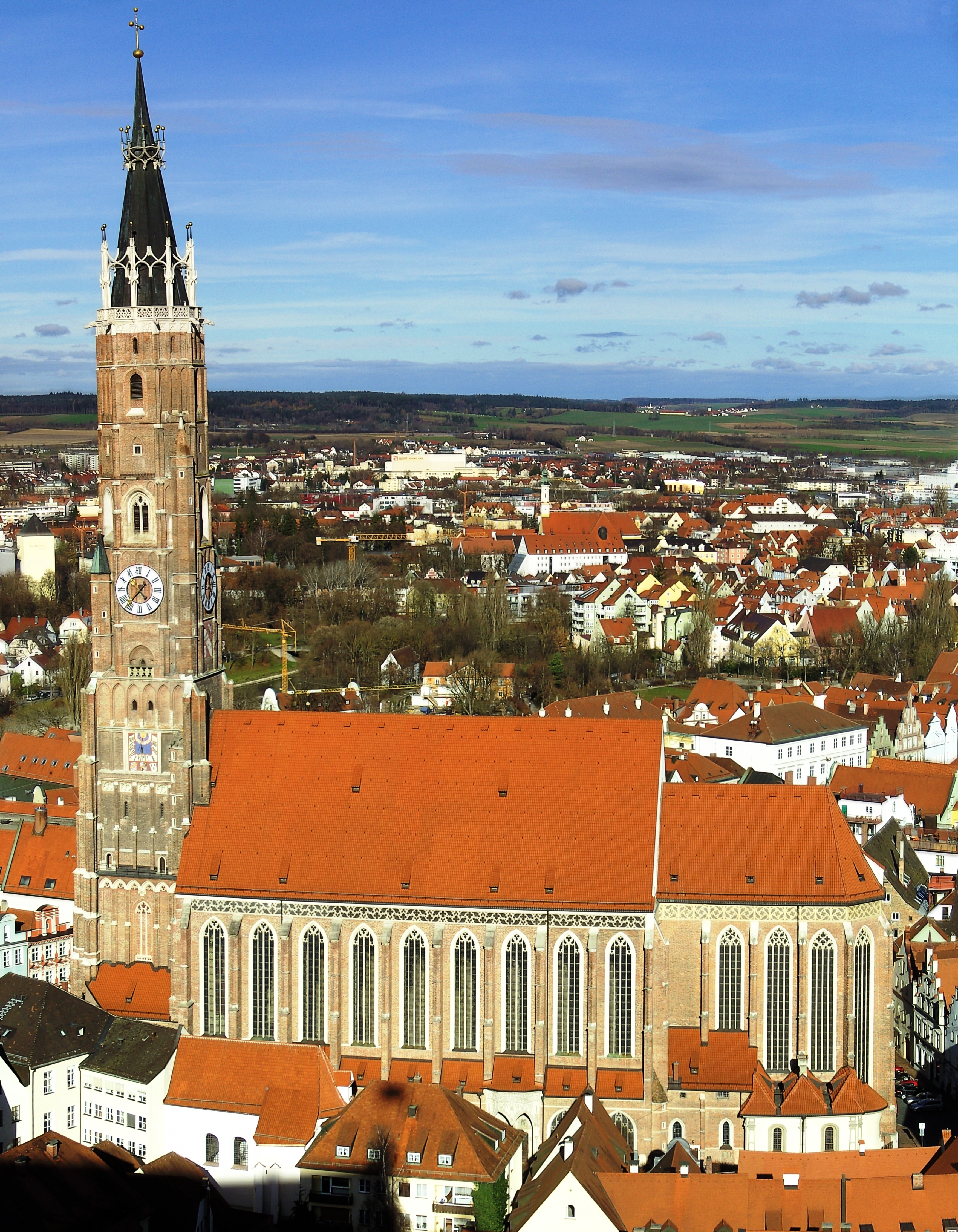
La torre en ladrillo más alta del mundo: iglesia de San Martín de Landshut, Baviera

### Países Bajos

Arquitectura gótica de ladrillo de los Países Bajos
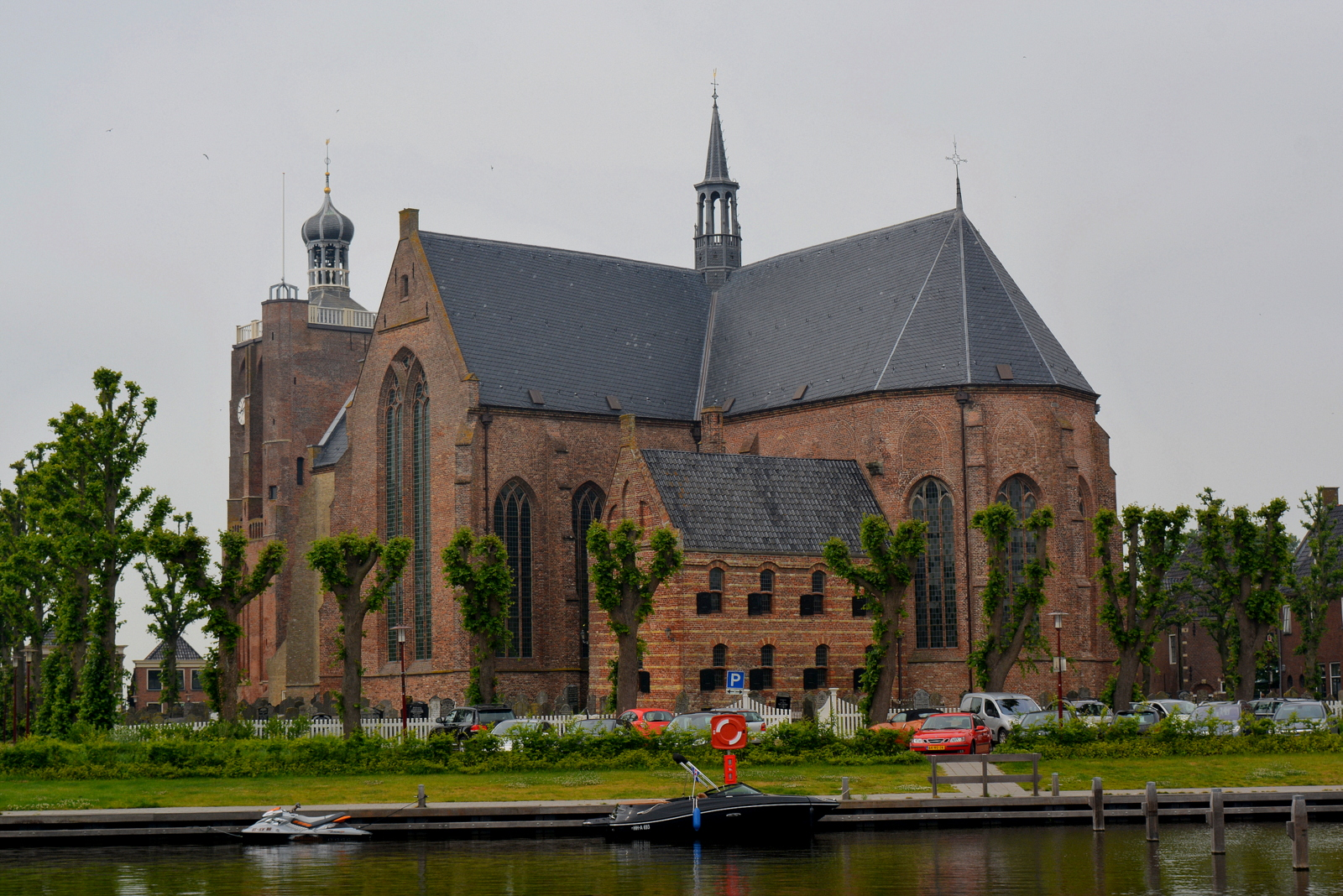
Iglesia de Santa Gertrude en Workum, Provincia de Frisia
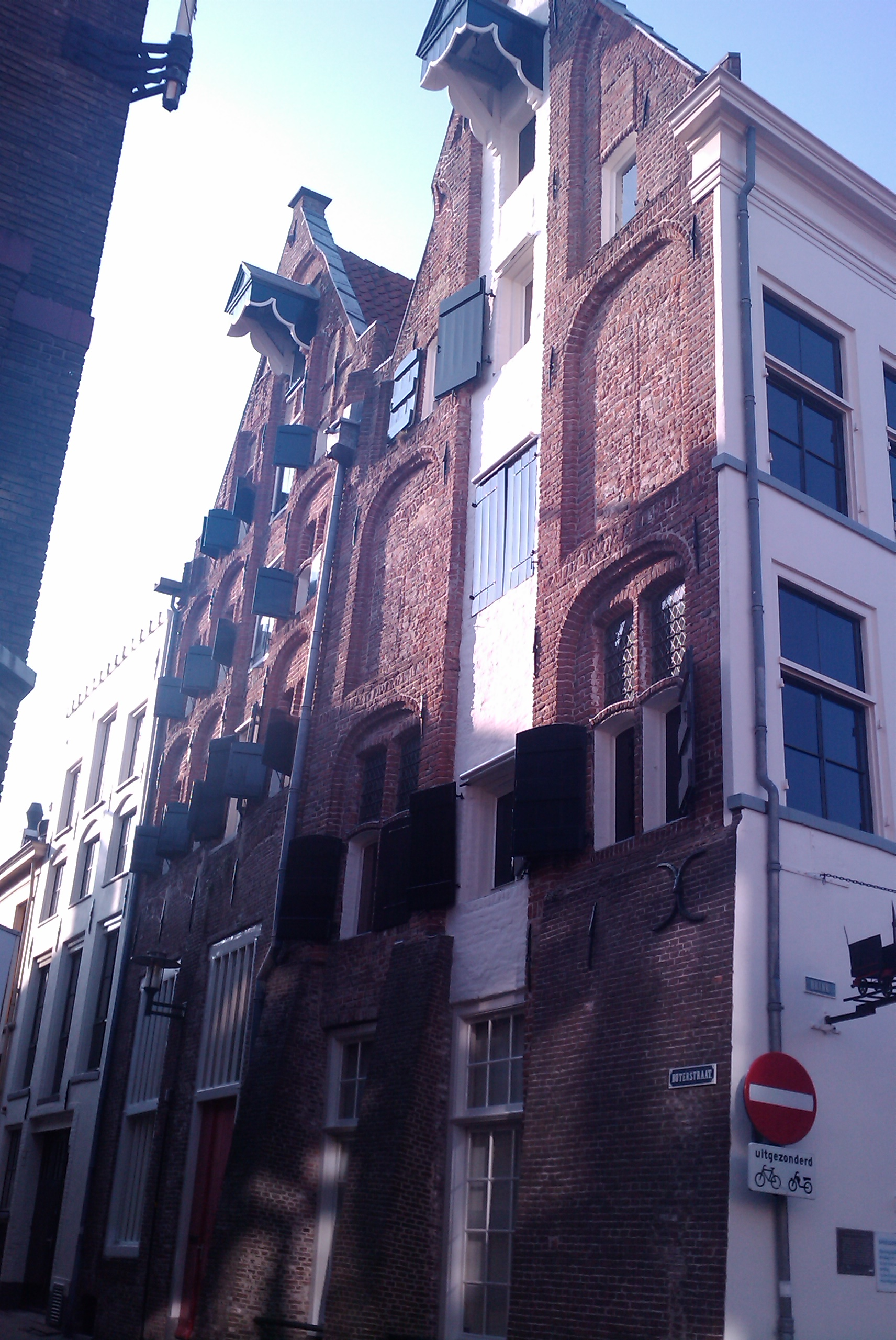
Almacenes en Deventer, miembro de la Liga Hanseática a orillas del río IJssel
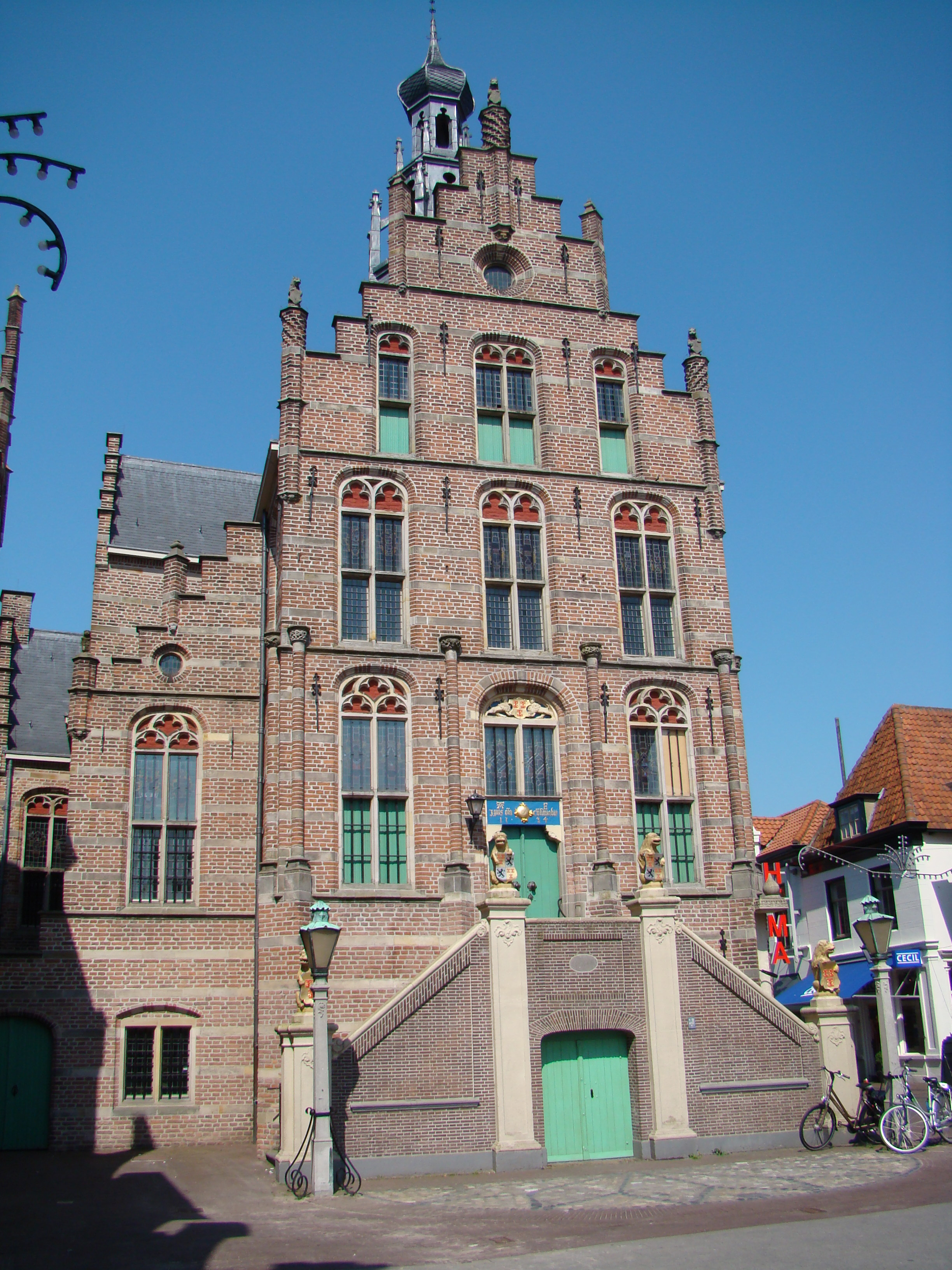
Ayuntamiente de Culemborg, provincia de Gelderland
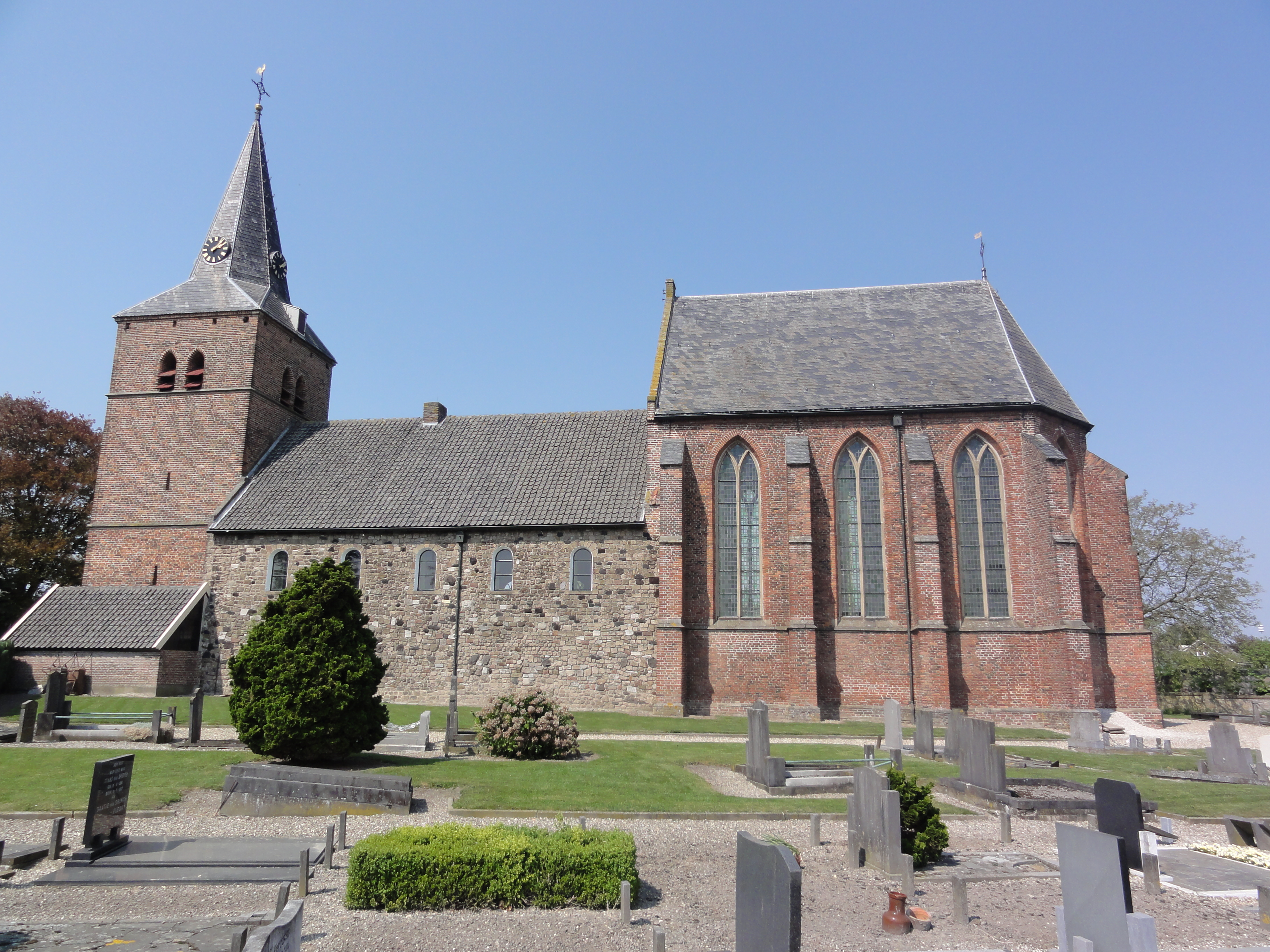
Andelst, provincia de Gelderland, nave románica de piedra, torre y coro góticos de ladrillo
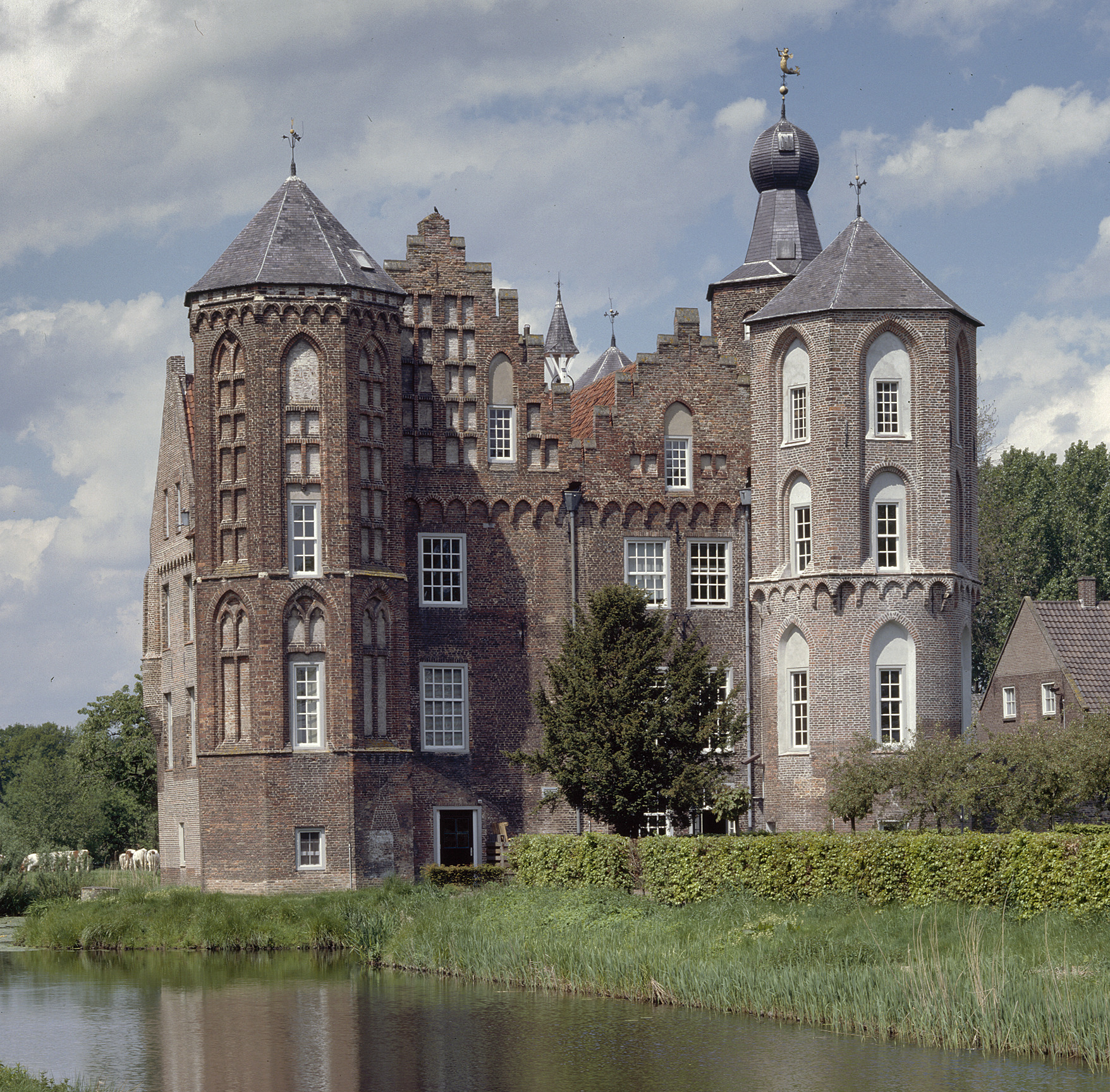
Castillo de Croy, Brabante Septentrional
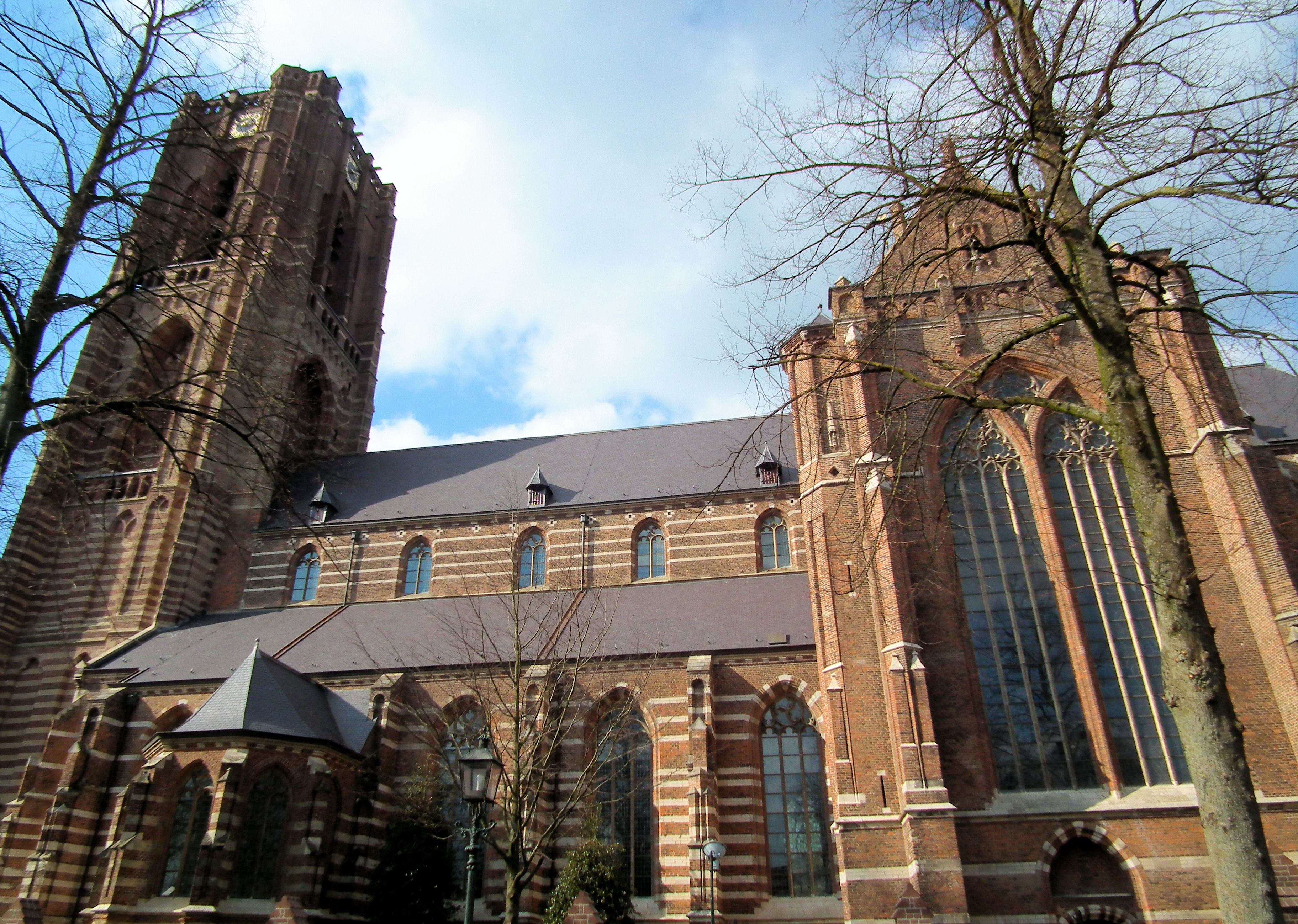
San Pedro de Oirschot, Brabante Septentrional
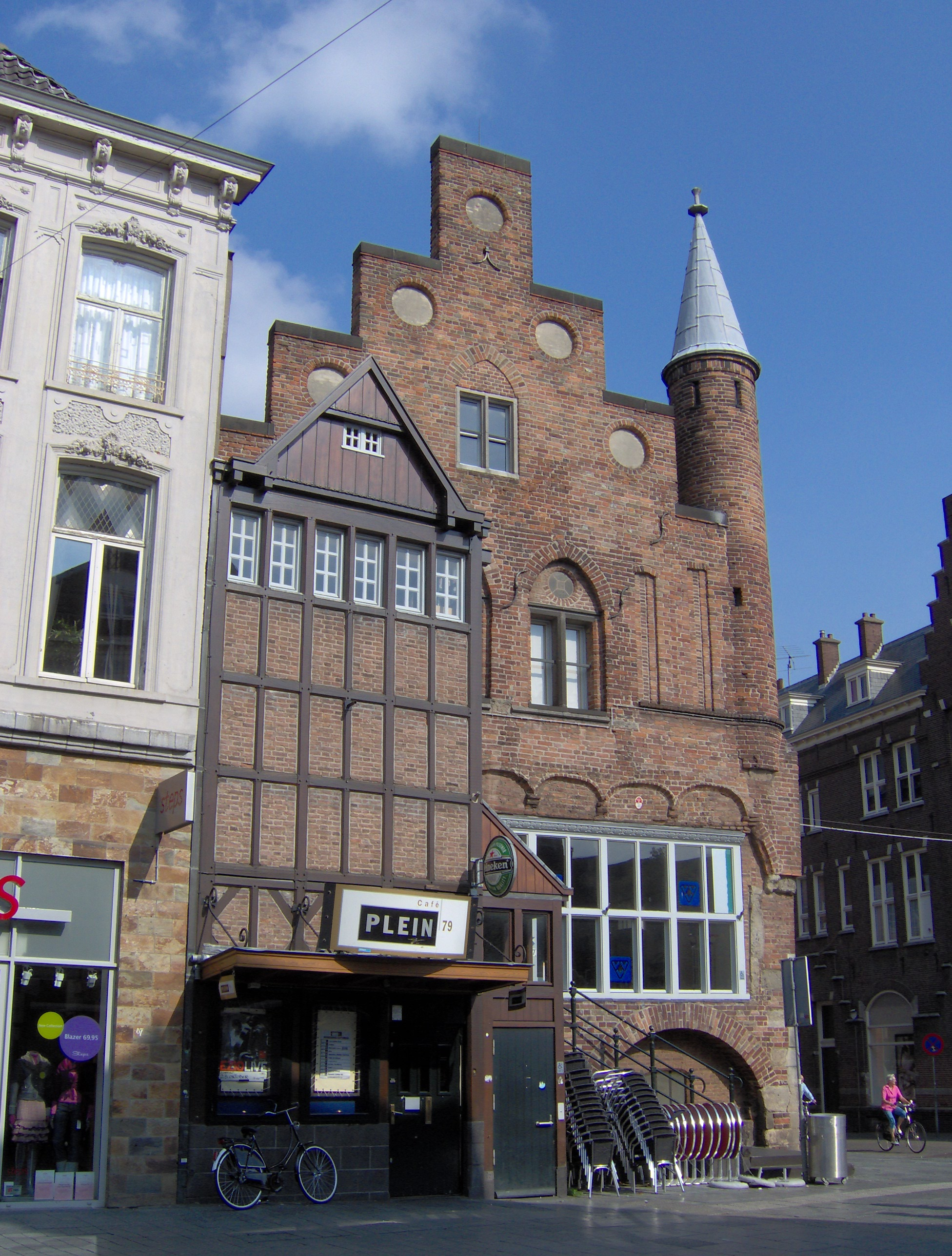
Casa "De Moriaan", Bolduque, Brabante Septentrional
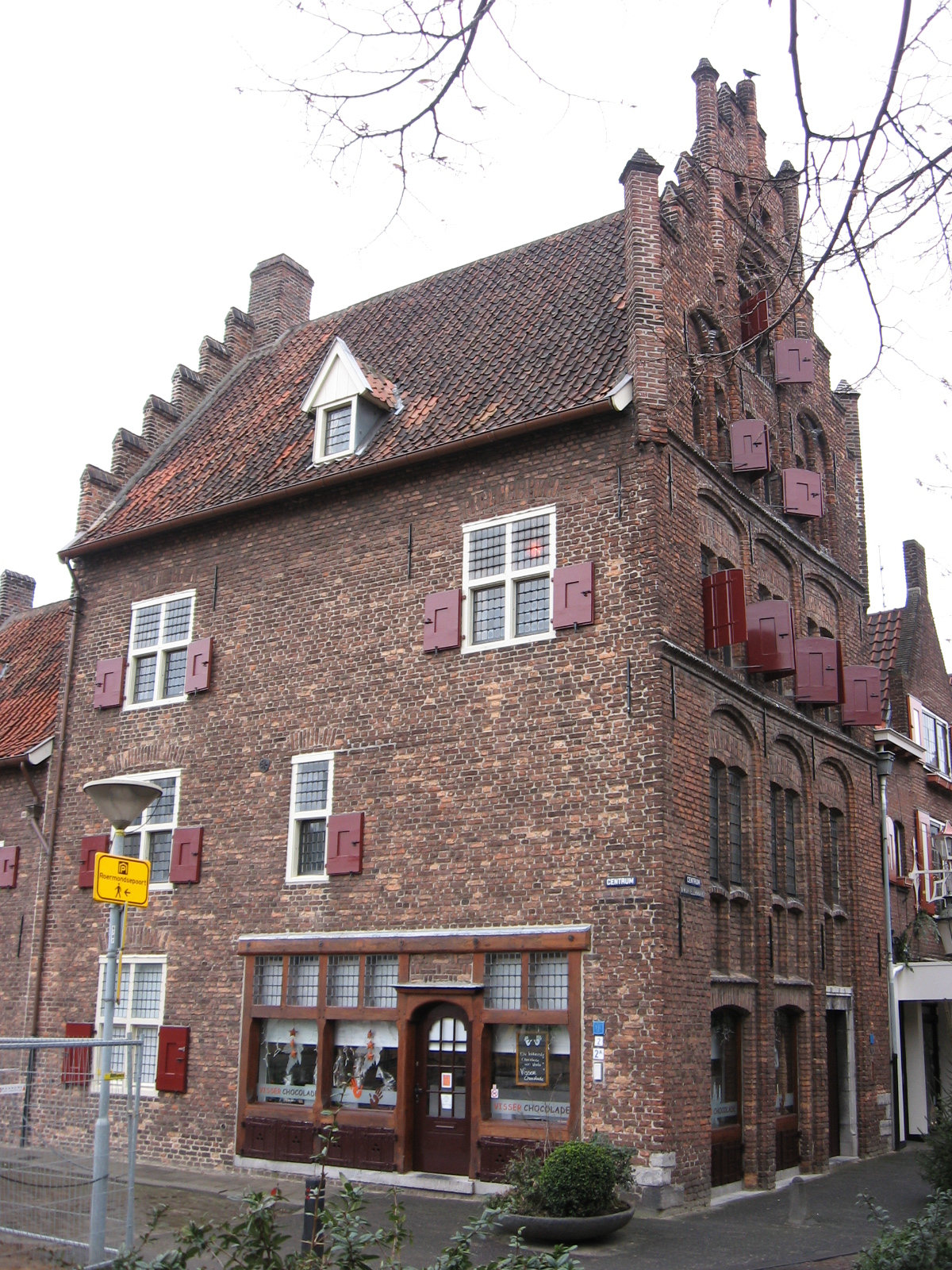
Casa "Romerhuis", Venlo, Provincia de Limburgo

### Flandes
La arquitectura gótica de ladrillo también se desarrolló a partir del siglo XIII en el condado de Flandes, especialmente en Brujas y en la mitad septentrional y costera de Flandes, pero también más ampliamente en los antiguos Países Bajos. El ladrillo gótico en Flandes está relacionado con el ladrillo gótico en el norte de Alemania, debido a los lazos comerciales y culturales muy cercanos que los ligaban con las ciudades de la Hansa, pero el estilo gótico flamenco fue algo diferenciado. Hay dos estilos góticos regionales bien diferenciados y sobre todo de piedra, el gótico de Escalda y el gótico de Brabante, y en algunos edificios se mezclan los tres estilos, ya sean yuxtapuestos o de manera más integrada (los tres estilos se han influido mutuamente en Flandes).

Arquitectura gótica de ladrillo de Flandes
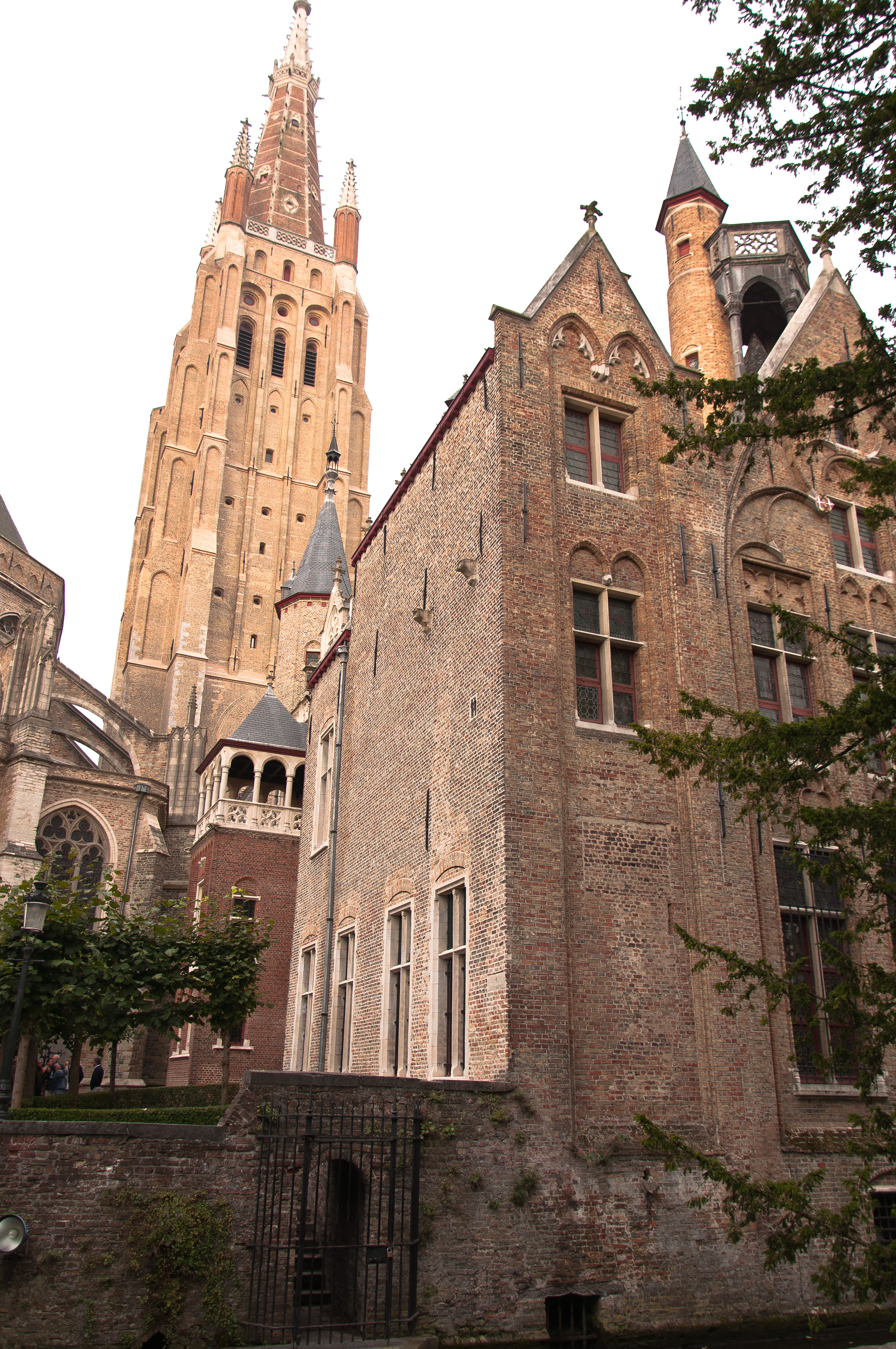
Estilo flamenco en ladrillo en Brujas, Bélgica, con la alta torre de la iglesia de Nuestra Señora
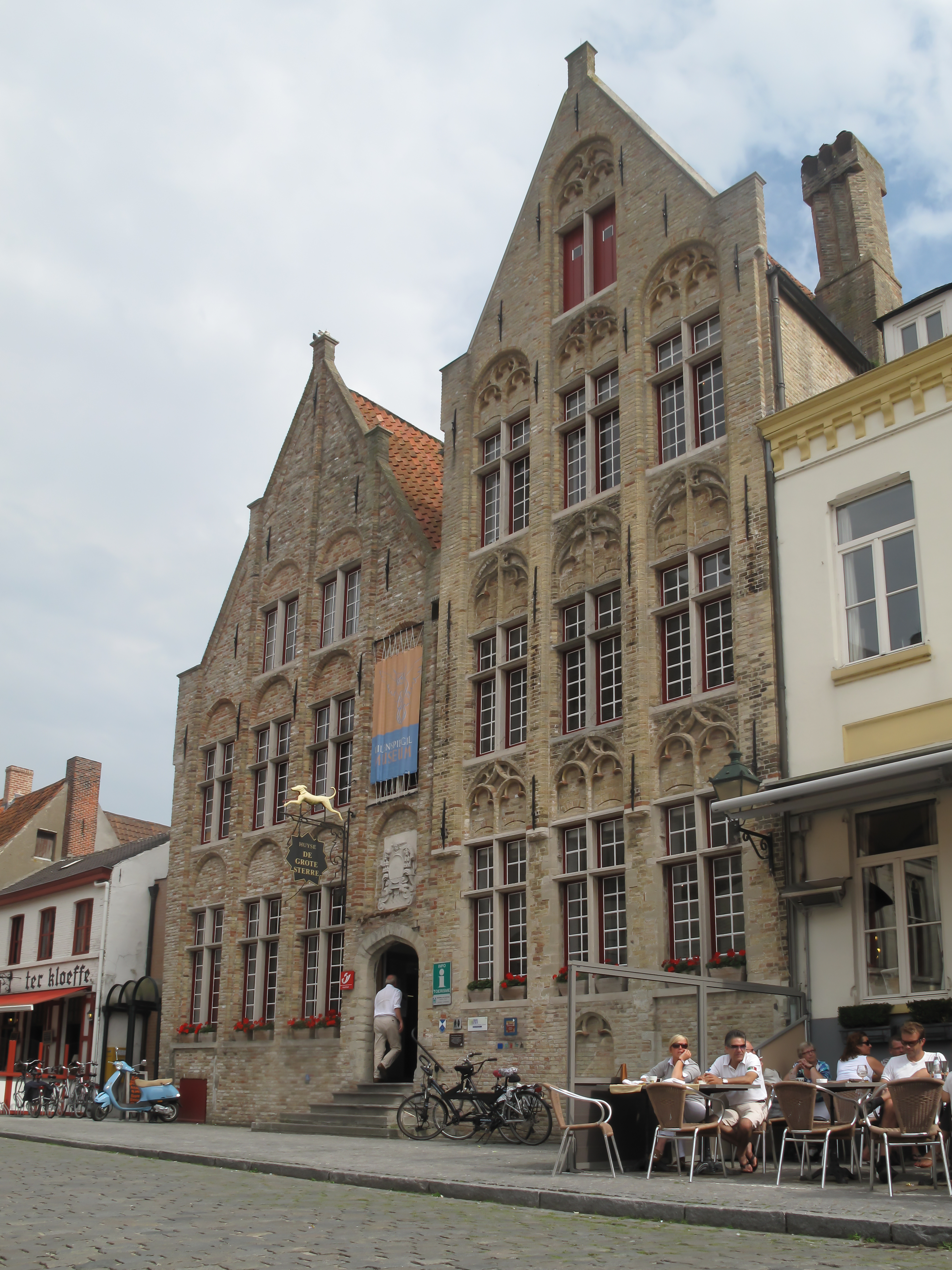
Ladrillos pálidos y un poco de piedra, Damme, Bélgica
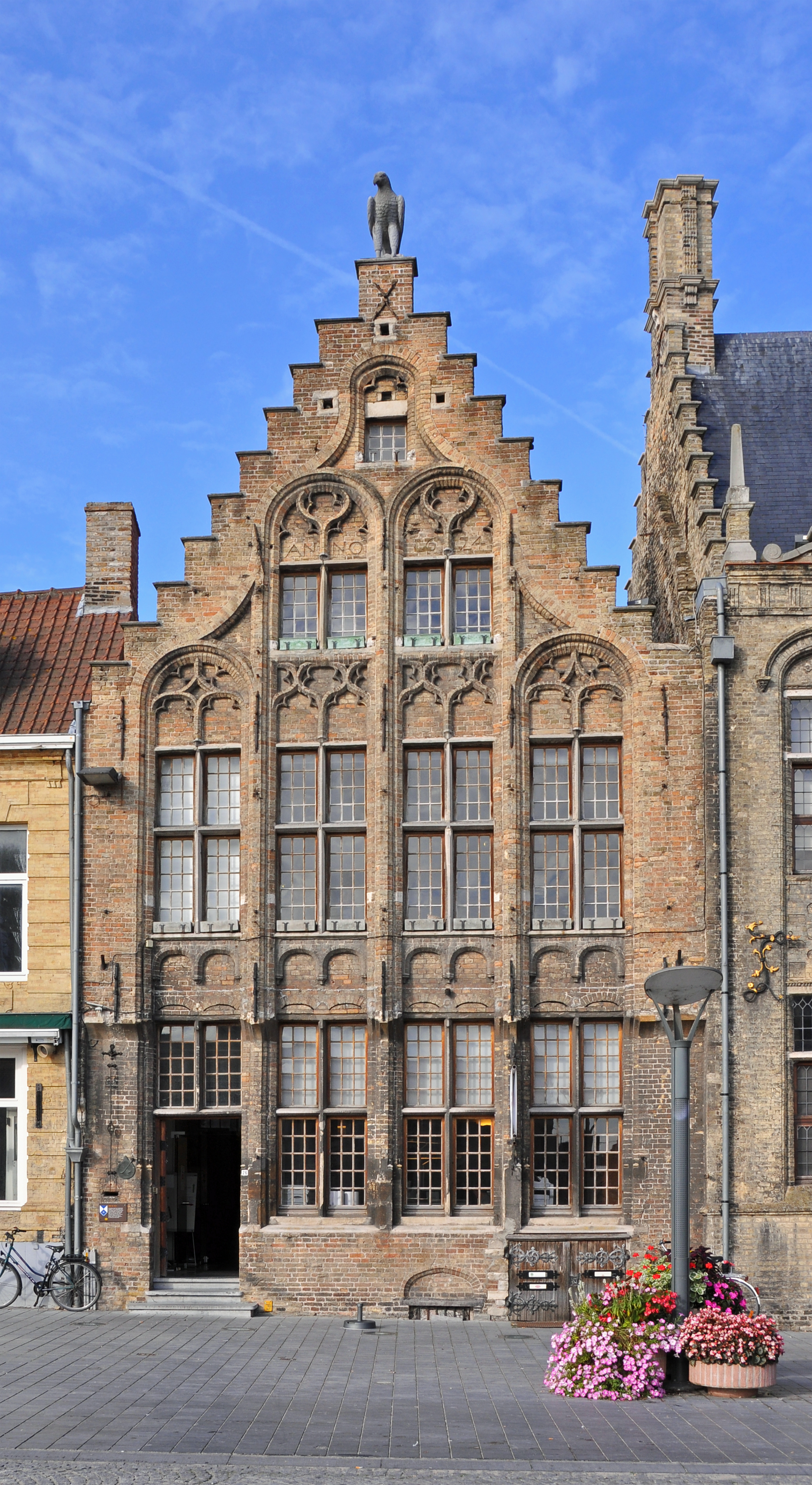
Una casa gótica tardía de estilo flamenco en Furnes, Bélgica

### Francia

#### Región septentrional
El extremo norte de Francia participa en la cultura de Flandes y en la gran región del gótico de ladrillos del mar Báltico y la costa continental del Mar del Norte. Alberga la mitad de los edificios góticos de y con ladrillos de Francia.

Arquitectura gótica de ladrillo de Francia
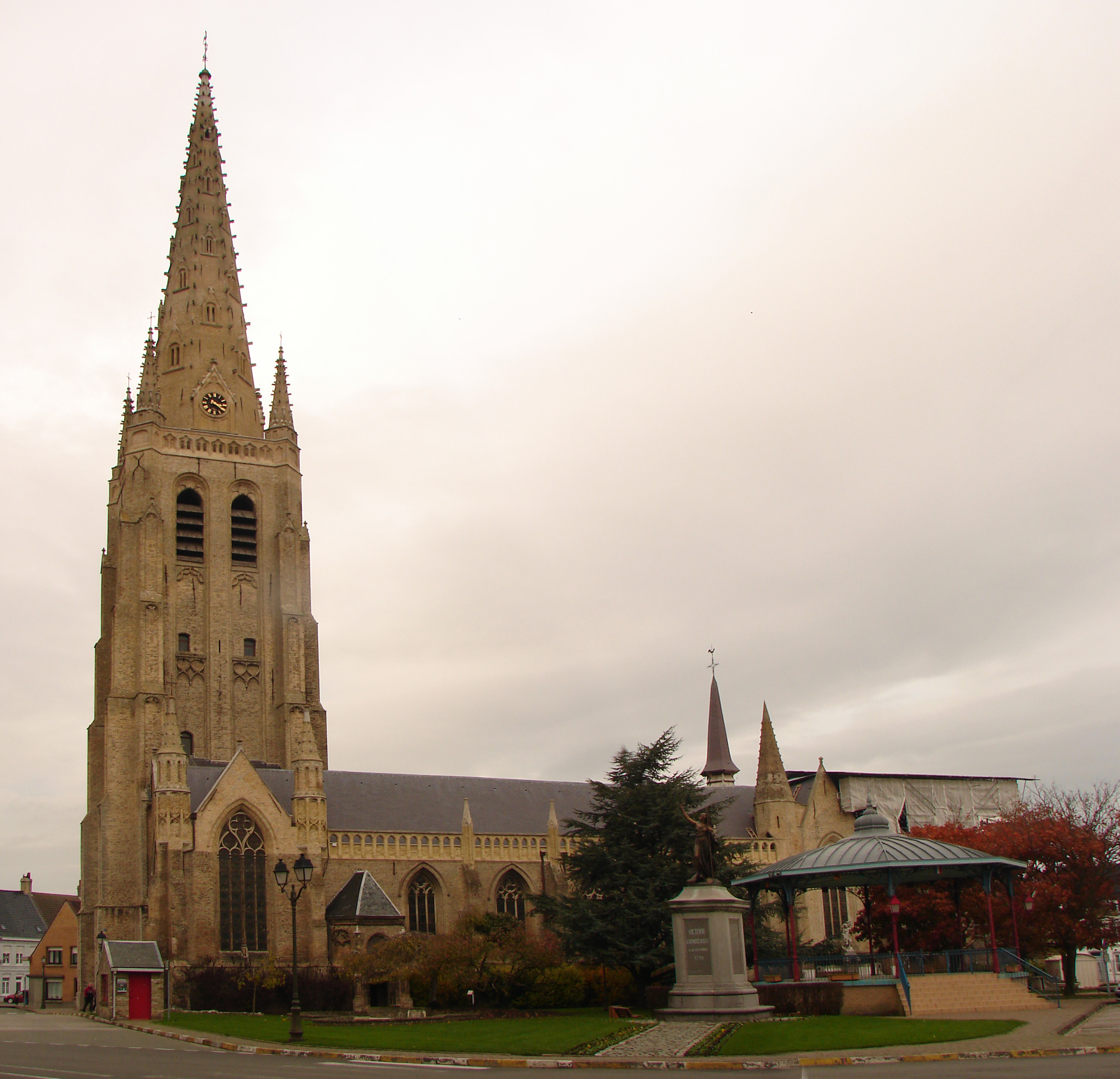
Iglesia de Saint-Vaast de Hondschoote, estilo gótico flamenco marítimo en ladrillo amarillo
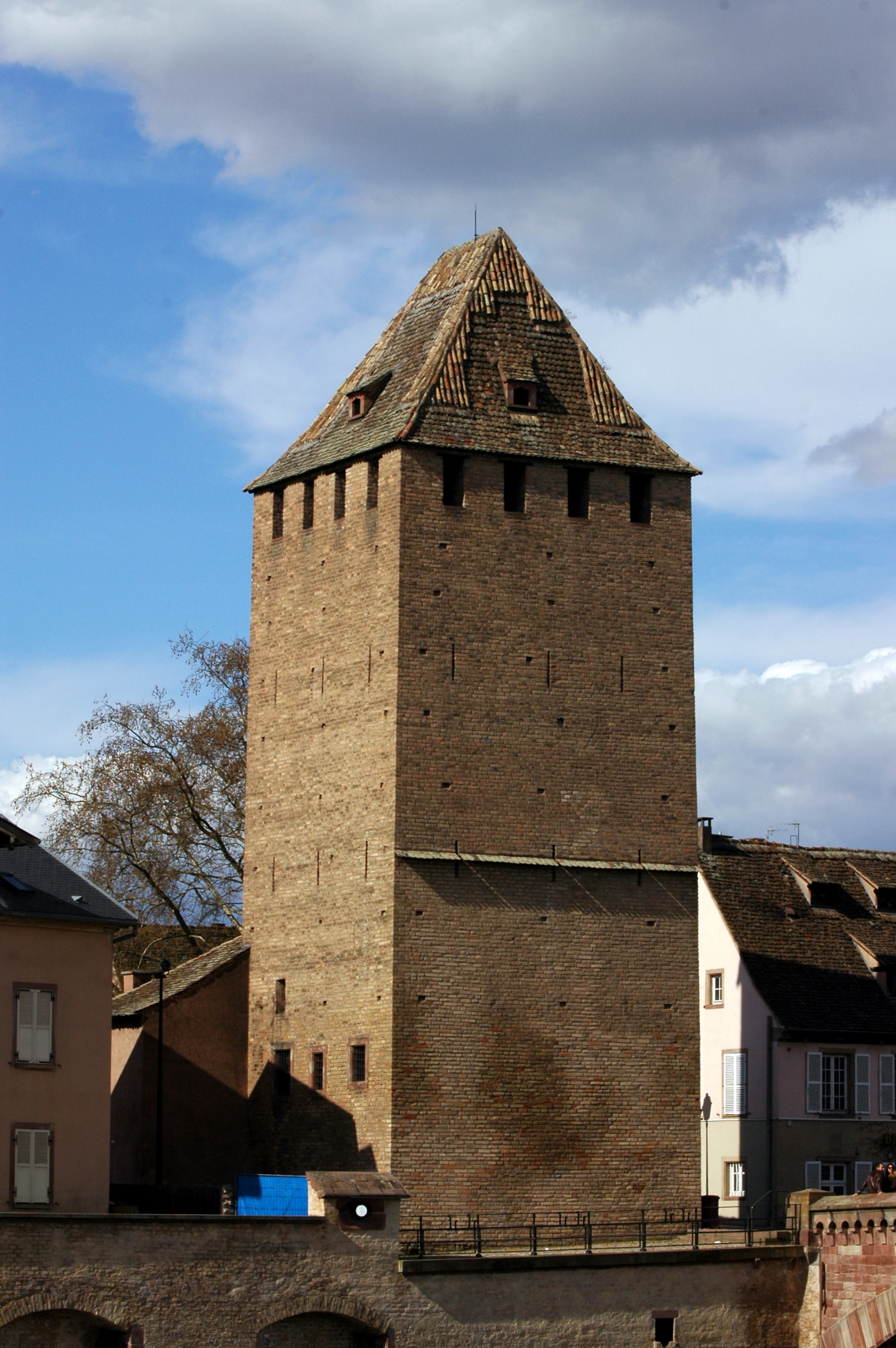
Las torres de los Ponts couverts de Strasbourg
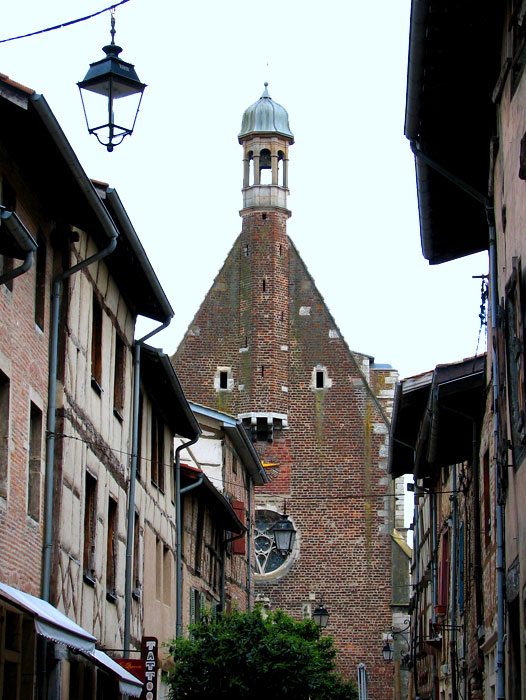
Iglesia de St-André de Châtillon-sur-Chalaronne (Bresse)
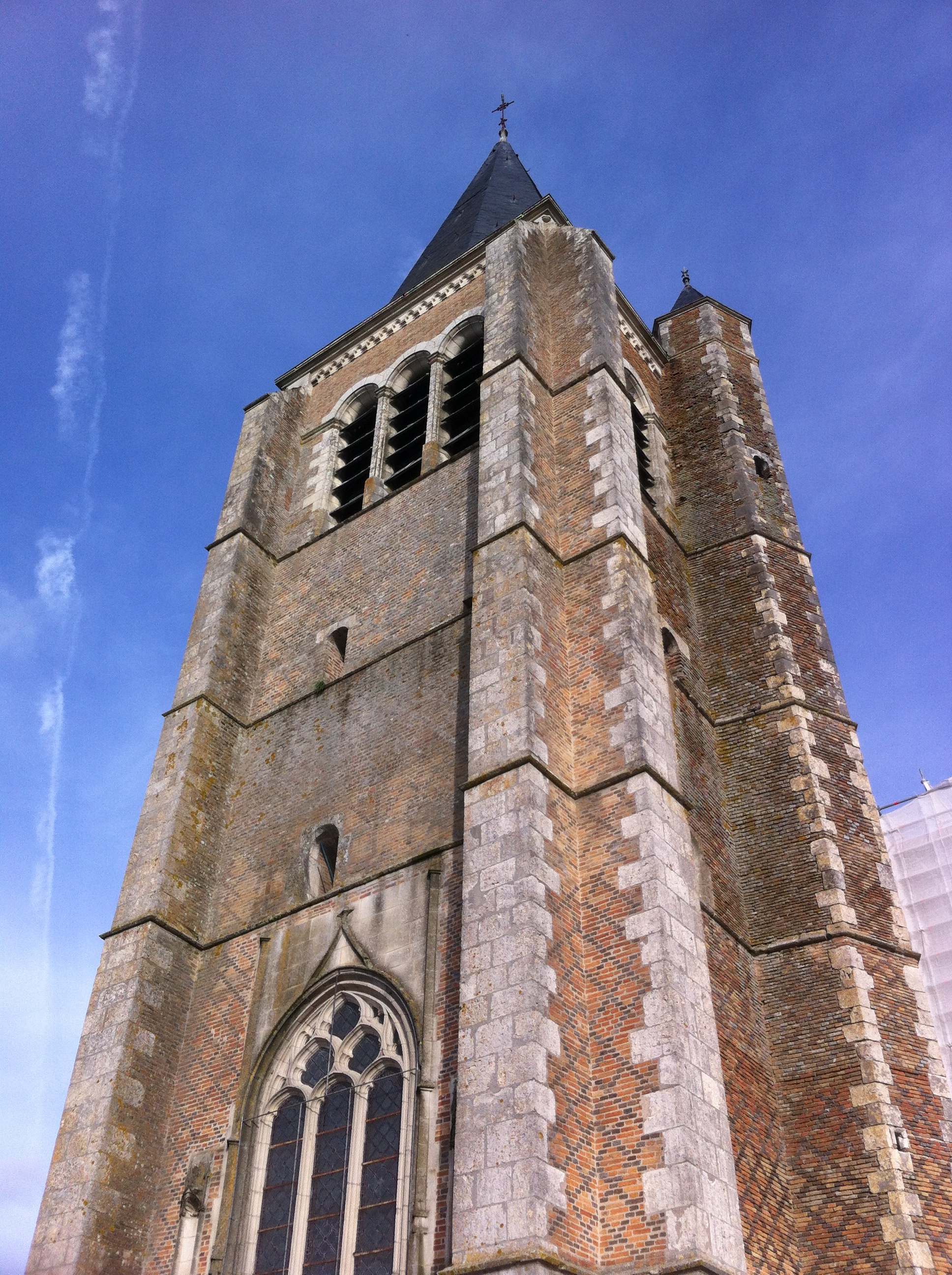
Iglesia de San Pedro de Vouzon (Loir-et-Cher)
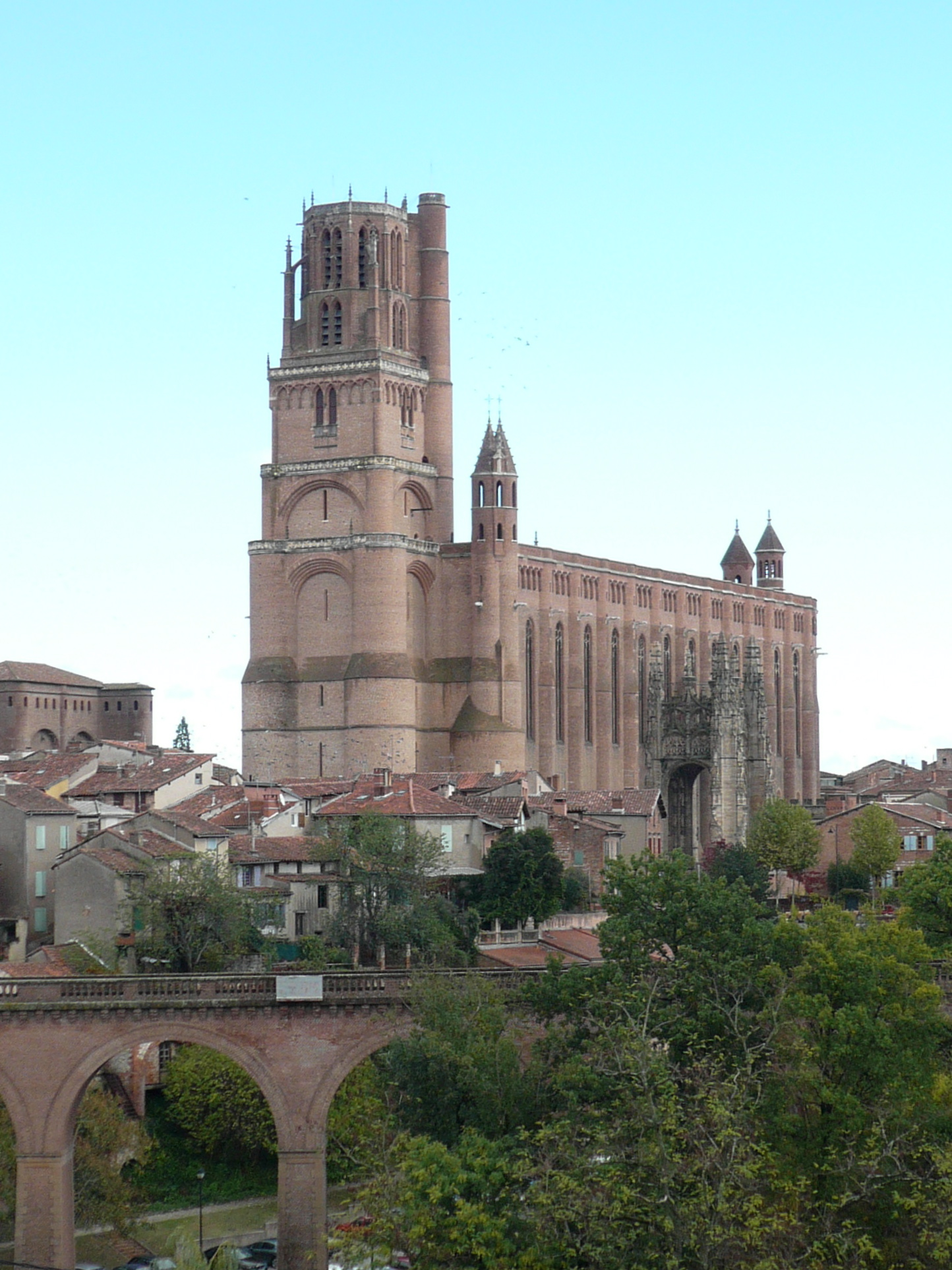
La catedral de Santa Cecilia de Albi, el florón de estilo gótico meridional
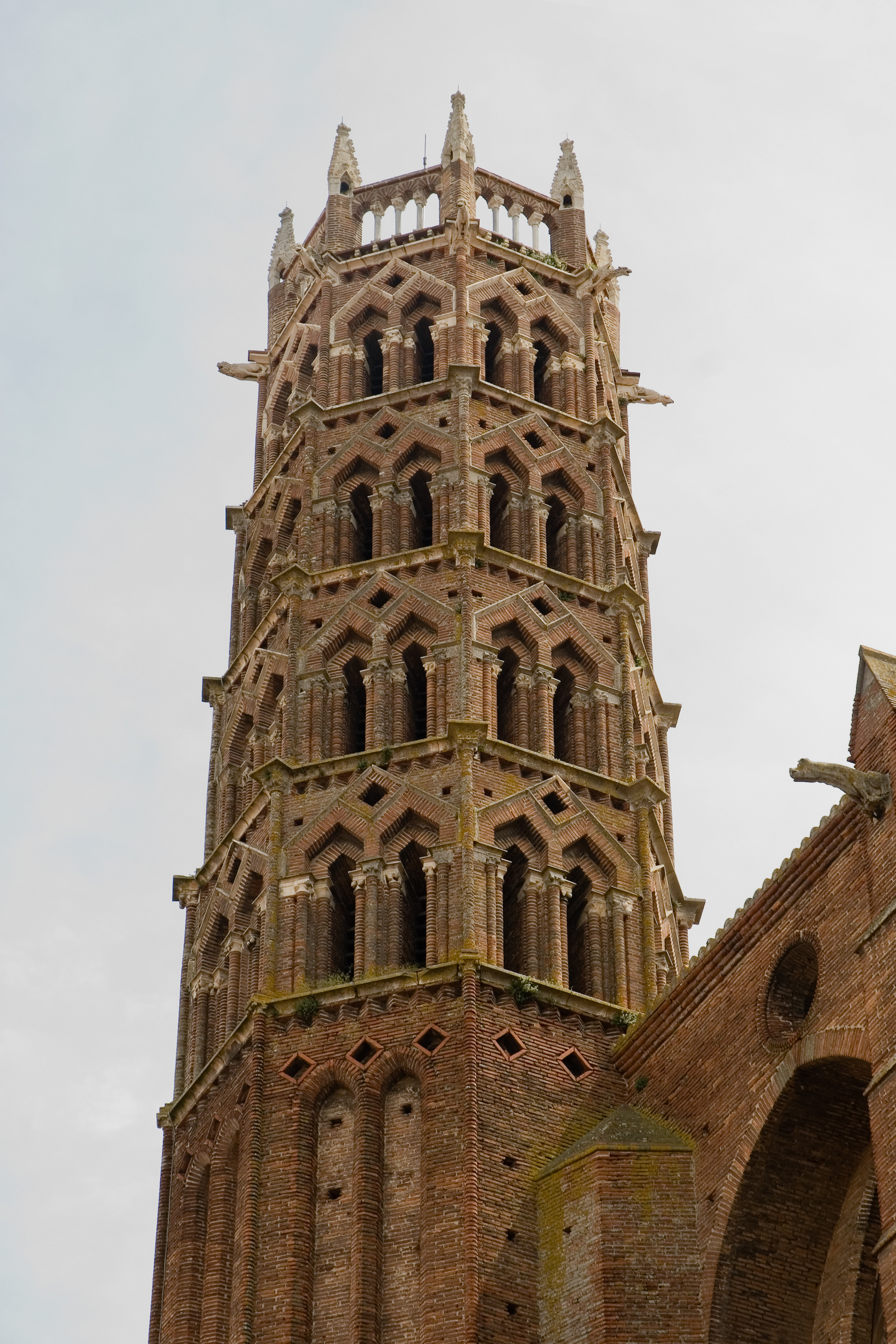
La torre del convento de los Jacobinos de Toulouse

#### Región tolosana
También hay otro gran estilo gótico de ladrillo en el sur de Francia, en la región de Toulouse, que corresponde a la principal variante del gótico meridional, siendo la catedral de Albi el ejemplo más famoso, pero el formato de los ladrillos (el ladrillo foráneo) son claramente diferentes de los ladrillos en el norte de Europa, que se parece más a los ladrillos italianos. Comprende un tercio del inventario francés, más o menos.

#### Regiones intermedias
En las regiones centrales y orientales de Francia hay también unos edificios góticos de ladrillo.

### Italia
En Italia ha habido una continuidad en los edificios de ladrillo desde la arquitectura paleocristiana antigua y el período bizantino (ver Rávena) hasta el momento del gótico, sobre todo en Lombardía, Veneto, Emilia Romagna y Toscana, donde muchos edificios góticos fueron construidos de ladrillo, aunque no siempre es aparente porque a veces está oculto por enlucidos de yeso o mármol en el interior, pero también en el exterior (como en Florencia). 
La arquitectura de ladrillo gótico de la península ibérica tiene diferentes orígenes (ver arquitectura mudéjar).

Arquitectura gótica de ladrillo de Italia
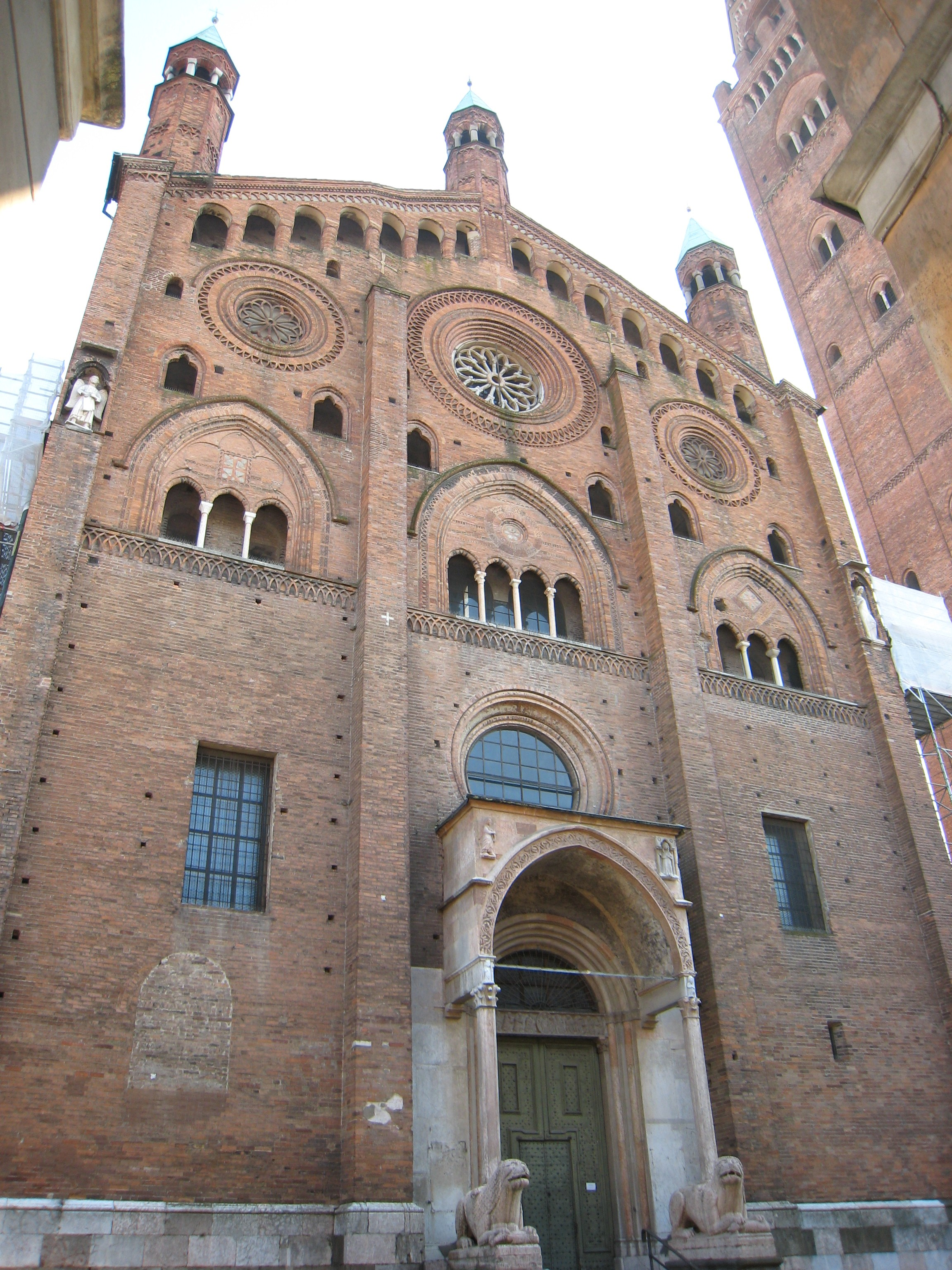
Fachada del transepto de la catedral de Cremona
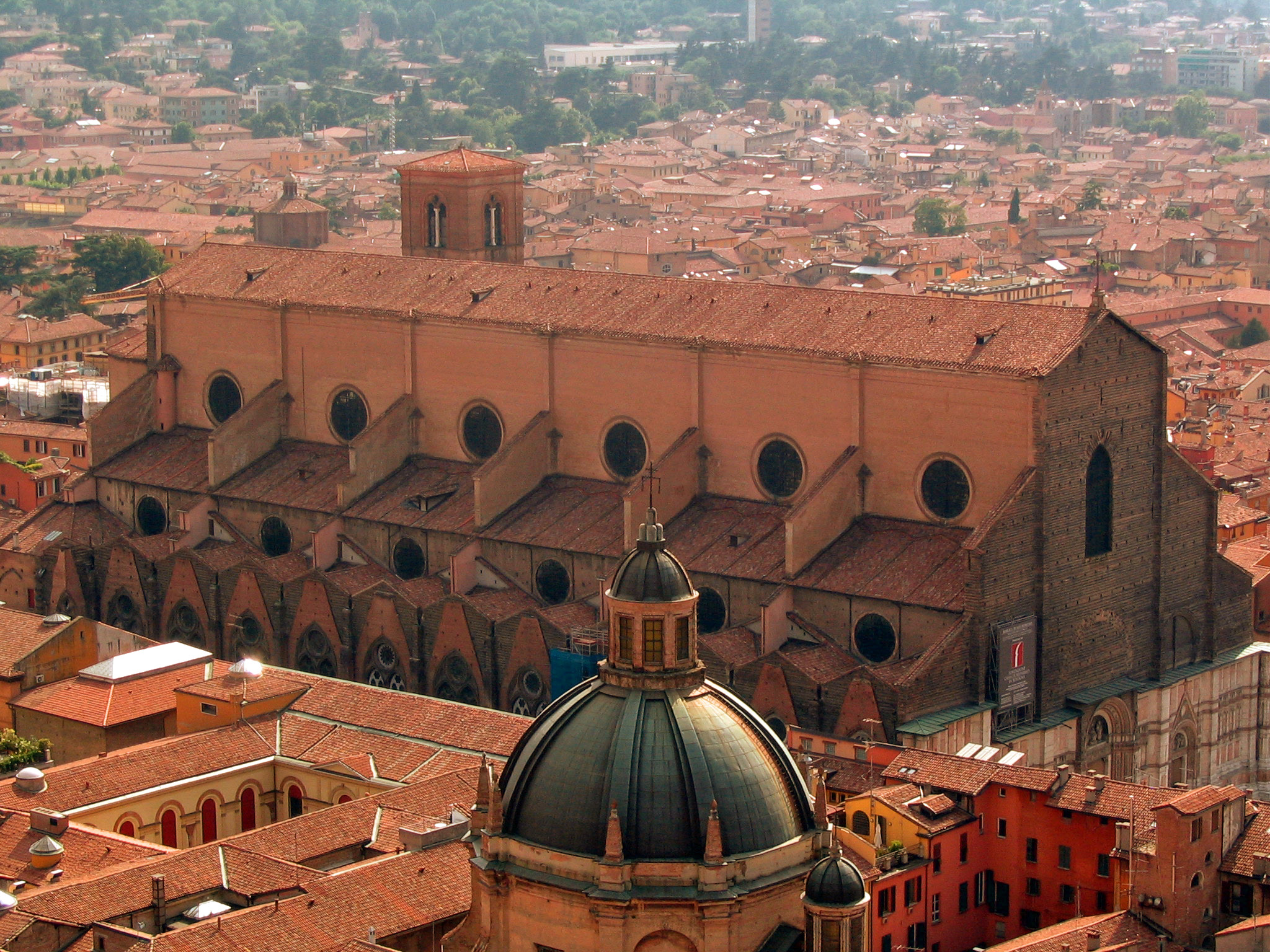
Basílica de San Petronio de Bolonia, la mayor iglesia gótica en ladrillo del mundo
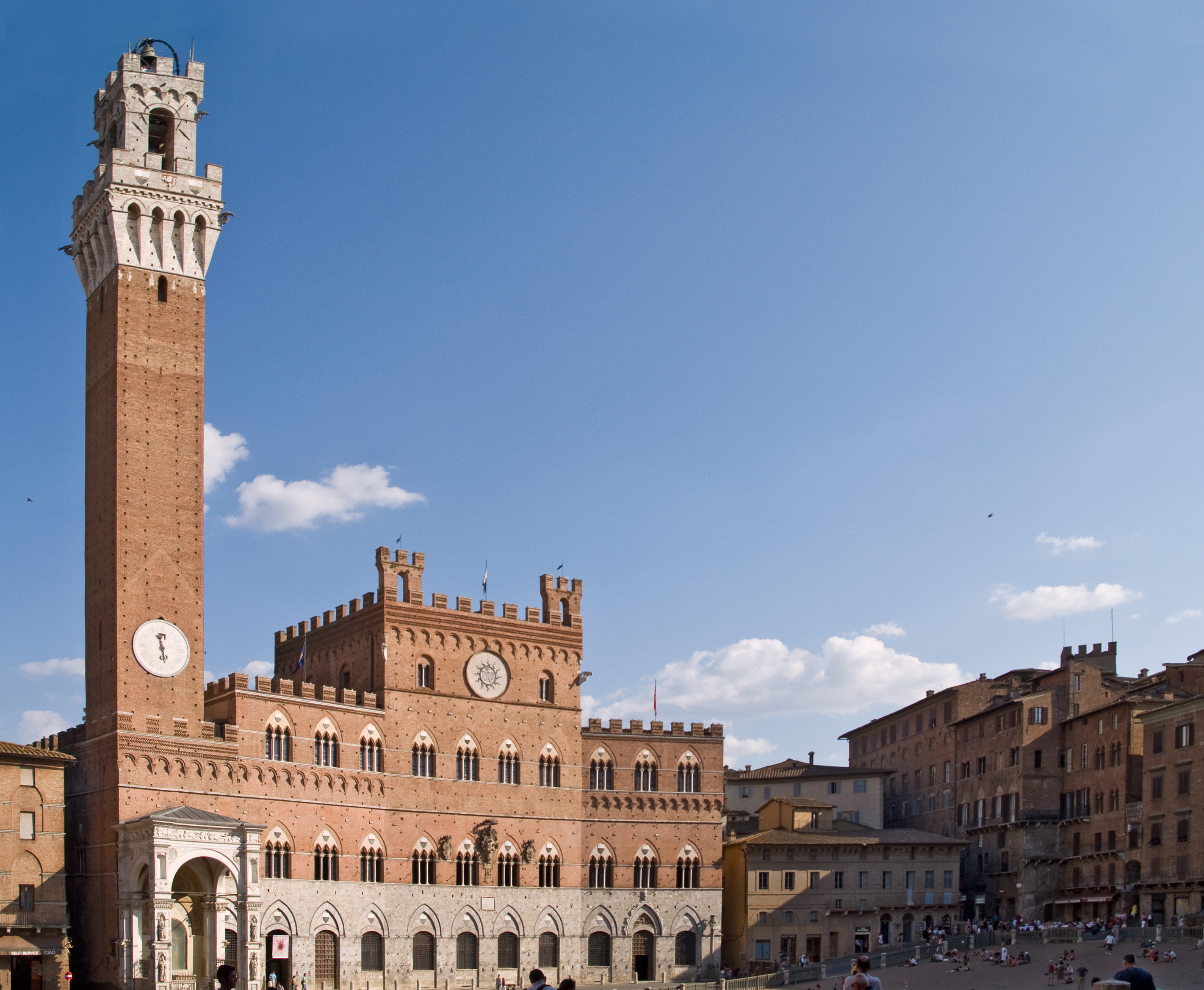
Palacio Comunal (Ayuntamiento) de Siena
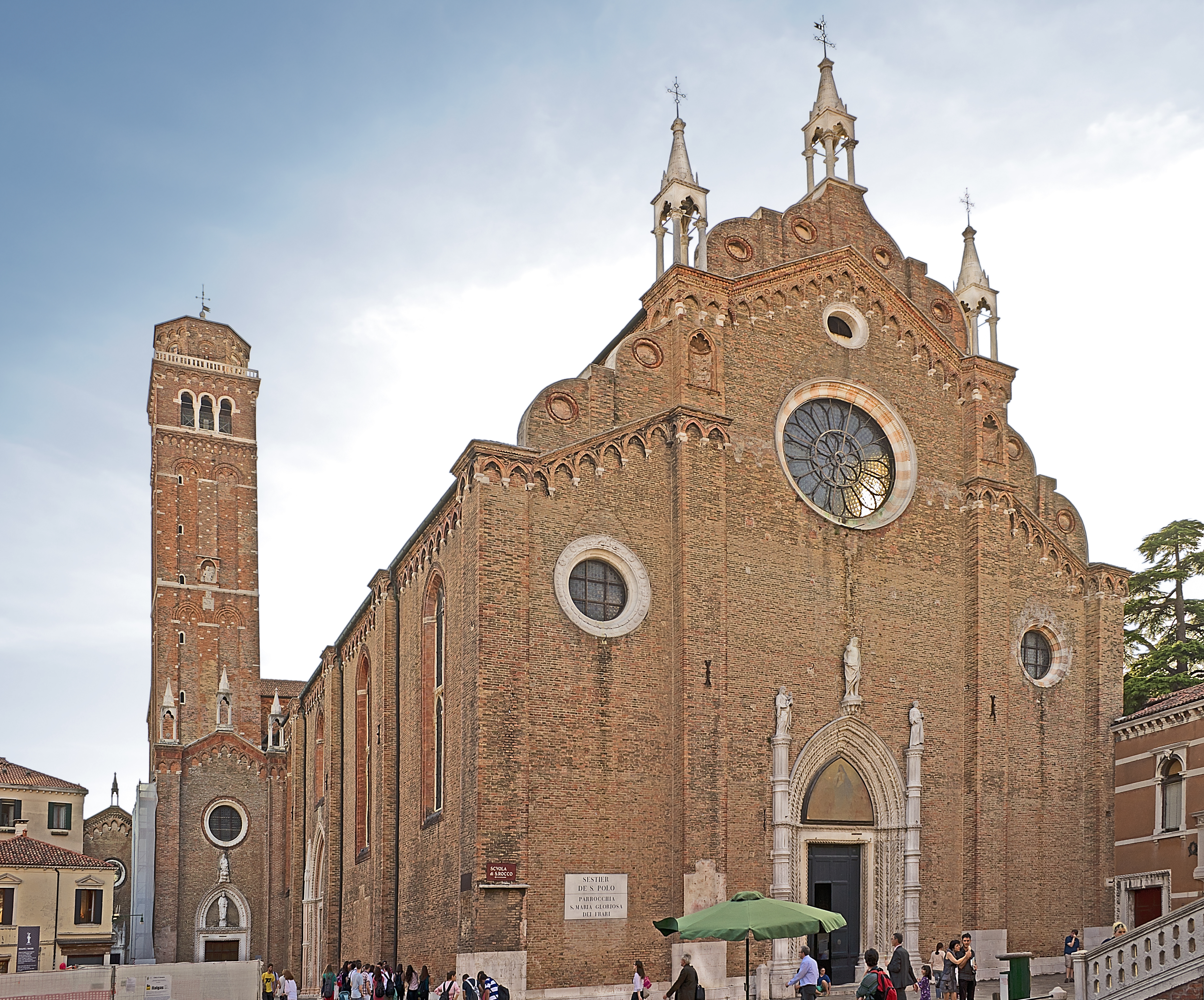
Basílica de Santa María dei Frari, Venecia